# Calendario dei santi

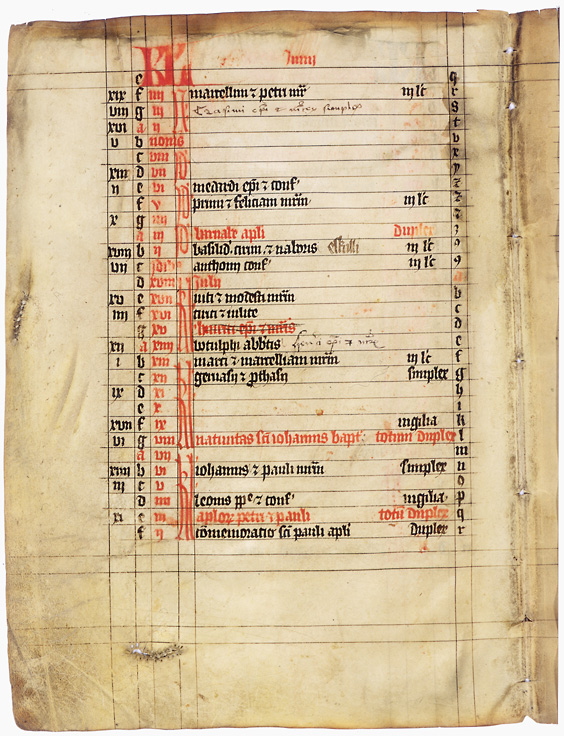
Calendario dei santi in un manoscritto medioevale.

Il calendario dei santi è un metodo tradizionale cristiano di organizzare l'anno liturgico giorno per giorno, associando a ogni giorno uno o più santi, e ottenendo così un "santo del giorno", del quale si può celebrare la festa.

## Generalità
Tale metodo nacque dall'antico uso cristiano di commemorare ogni anno i martiri nel giorno della loro morte, detto spesso Dies Natalis, perché era quello della "nascita al cielo". Il giorno della morte è detto anche transito, inteso come passaggio dalla vita terrena alla vita eterna. All'aumentare del numero di santi riconosciuti, a iniziare dalla tarda antichità e nell'alto Medioevo, si ebbe in ogni giorno dell'anno almeno un santo da commemorare.
Il calendario venutosi così a creare, combinato con le maggiori festività ecclesiali sia fisse (come il Natale) sia mobili (come la Pasqua), organizzava l'anno e identificava le varie date in un modo molto legato alle tradizioni popolari e alle ricorrenze locali. Nel Medioevo inoltre era costante tradizione indicare le date con i santi del giorno: i documenti potevano riportare, ad esempio la datatio chronica "alla festa di san Martino". L'usanza poi è continuata nei secoli presso il popolo minuto e ha lasciato tracce anche nella letteratura alta, come la celebre scena del discorso del giorno di San Crispino in Shakespeare, o il poema di John Keats che prende proprio il nome dalla "vigilia di sant'Agnese" (The Eve of Saint Agnes).
Molto diffusa era pure l'usanza di dare ai bambini il nome del santo associato alla loro data di nascita o di battesimo e i cristiani, sia i cattolici sia gli ortodossi festeggiano ancora oggi con attenzione speciale il loro onomastico, cioè il giorno della commemorazione del santo di cui portano il nome.
I vari giorni festivi sono "ordinati" secondo vari livelli di importanza. Nella Chiesa cattolica, dalla più importante alla meno importante, ci sono solennità, feste, memorie, e memorie facoltative o, nella messa tridentina, giorni di I, II, III o IV classe. 

## Santi e beati del Martirologio Romano
Il calendario riportato di seguito contiene i santi e i beati presenti nell'edizione italiana del Martirologio Romano del 2004, senza le beatificazioni e canonizzazioni successive; tuttavia, a livello locale, nazionale o di diocesi, sono spesso commemorati santi o beati in aggiunta a quelli universali. Se non è indicato il tipo, il giorno festivo appartiene a qualche calendario particolare e non a quello universale.

### Gennaio
- 1º gennaio: Solennità di Maria Santissima, Madre di Dio; deposizione di san Basilio, vescovo di Cesarea di Cappadocia; san Giustino, vescovo di Chieti; sant'Almachio, martire, ucciso a Roma dai gladiatori; sant'Eugendo, abate di Condat; san Fulgenzio, vescovo di Ruspe; san Chiaro, abate del monastero di San Marcello a Vienne; san Frodoberto, fondatore e primo abate di Moûtiers-la-Celle; san Guglielmo, abate di San Benigno a Digione; sant'Odilone, abate di Cluny; santa Zdislava, madre di famiglia; beato Ugolino da Gualdo Cattaneo, monaco; san Giuseppe Maria Tomasi, sacerdote teatino e cardinale; beati Giovanni e Renato Lego, sacerdoti e martiri; san Vincenzo Maria Strambi, passionista, vescovo di Macerata e Tolentino; beato Valentin Paquay, sacerdote dell'Ordine dei frati minori; san Sigismondo Gorazdowski, sacerdote, fondatore delle Suore di San Giuseppe; beato Mariano Konopiński, martire di Dachau.
- 2 gennaio: santi Basilio Magno, vescovo di Cesarea di Cappadocia e Gregorio Nazianzeno, vescovo di Nazianzo, poi di Sasima e di Costantinopoli e dottori della Chiesa; san Telesforo, papa e martire; santi Argeo, Narciso e Marcellino, martiri; san Teodoro, vescovo di Marsiglia; san Bladulfo, sacerdote e monaco di Bobbio; san Giovanni il Buono, vescovo di Milano; san Vincenziano, eremita; san Mainchin, venerato come vescovo di Limerick; sant'Adalardo, abate di Corbie; sant'Airaldo, certosino, vescovo di Saint-Jean de Maurienne; san Silvestro, abate basiliano; beato Marcolino da Forlì, sacerdote domenicano; beata Stefana Quinzani, vergine, suora domenicana; beati Guglielmo Rèpin e Lorenzo Bàtard, sacerdoti e martiri di Angers; beata Maria Anna Soureau-Blondin, vergine, fondatrice delle Suore di Sant'Anna di Lachine.
- 3 gennaio: Santissimo Nome di Gesù; sant'Antero, papa; santi Teopempto e Teona, martiri di Nicomedia; san Gordio, martire; san Daniele, diacono di Padova e martire; san Teogene, martire dell'Ellesponto; san Fiorenzo, vescovo di Vienne; santa Genoveffa, vergine; san Luciano, vescovo di Lentini; san Ciriaco Elia Chavara, fondatore delle congregazioni dei fratelli e delle suore del Carmelo malabaresi.
- 4 gennaio: santi Ermete e Caio, martiri; san Gregorio, vescovo di Langres; san Ferreolo, vescovo di Uzès; san Rigomero, vescovo di Meaux; san Rigoberto, vescovo di Reims; santa Farailde, vedova di Gand; santa Angela da Foligno, vedova, terziaria francescana; beata Cristiana da Santa Croce, vergine; beato Tommaso Plumtree, martire d'Inghilterra; santa Elisabetta Anna Seton, vedova, fondatrice delle Suore della carità; sant'Emanuele González García, vescovo di Malaga e poi di Palencia e fondatore delle Suore missionarie eucaristiche di Nazareth.
- 5 gennaio: santa Sincletica, vergine; san Deogratias, vescovo di Cartagine; santa Emiliana, vergine; san Convoione, abate, fondatore del monastero di Saint-Sauveur a Redon; sant'Edoardo, detto il Confessore, re d'Inghilterra; san Gerlaco, eremita; beato Ruggero, sacerdote francescano; beati Francesco Peltier, Giacomo Ledoyen e Pietro Tessier, sacerdoti e martiri; san Giovanni Nepomuceno Neumann, redentorista, vescovo di Filadelfia; beata Maria Repetto, vergine della congregazione delle Suore di Nostra Signora del Rifugio in Monte Calvario; san Carlo di Sant'Andrea, sacerdote passionista; beata Maria Marcellina dell'Immacolata Concezione, vedova, fondatrice delle Suore dell'Immacolata Concezione della Beata Vergine Maria; beato Pietro Bonilli, sacerdote, fondatore delle Suore della Sacra Famiglia di Spoleto; beata Genoveffa Torres Morales, vergine, fondatrice delle Suore del Sacro Cuore di Gesù e dei Santi Angeli.
- 6 gennaio: Solennità dell'Epifania del Signore; santi Giuliano e Basilissa, martiri; san Felice, vescovo di Nantes; beato Macario, abate; natale di san Raimondo di Peñafort; san Pietro Tommaso, carmelitano, patriarca di Costantinopoli; sant'Andrea Corsini, carmelitano, vescovo di Fiesole; san Giovanni de Ribera, vescovo di Valencia e viceré; san Carlo da Sezze, francescano; santa Raffaella Maria del Sacro Cuore, vergine, fondatrice delle Ancelle del Sacro Cuore di Gesù; sant'Andrea Besette, religioso della Congregazione di Santa Croce.
- 7 gennaio: san Raimondo di Peñafort, sacerdote, maestro generale dell'ordine domenicano; san Polieuto, martire; san Luciano, sacerdote e martire della chiesa di Antiochia; san Valentino, vescovo di Passavia; san Crispino, vescovo di Pavia; san Valentiniano, vescovo di Coira; san Tillone, monaco; san Ciro, vescovo di Costantinopoli; sant'Alderico, vescovo di Le Mans; san Canuto, detto Lavard, martire; beato Matteo Guimerà, francescano, vescovo di Agrigento; beato Ambrogio Fernandes, gesuita, martire del Giappone; san Giuseppe Tuân, padre di famiglia, martire del Vietnam; beata Maria Teresa Haze, vergine, fondatrice delle Figlie della Croce.
- 8 gennaio: sant'Apollinare, vescovo di Gerapoli di Frigia; santi Teofilo ed Elladio, martiri; santi Luciano, vescovo di Beauvais, Massimiano e Giuliano, martiri; san Paziente, vescovo di Metz; san Severino, sacerdote e monaco; san Massimo, vescovo di Pavia; san Giorgio, monaco ed eremita; san Nathalan, vescovo di Aberdeen; sant'Erardo, vescovo di Ratisbona; santa Gudula, vergine; sant'Alberto, vescovo di Cashel; san Lorenzo Giustiniani, patriarca di Venezia; beato Edoardo Waterson, sacerdote e martire.
- 9 gennaio: san Marcellino, vescovo di Ancona; sant'Adriano, abate di Sant'Agostino a Canterbury; san Fillano, abate del monastero di Sant'Andrea; sant'Eustrazio, abate; sant'Onorato di Buzancais; beata Giulia Della Rena, terziaria agostiniana; beato Antonio Fatati, vescovo di Teramo e di Ancona; beata Maria Teresa di Gesù le Clerc, vergine, fondatrice delle Canonichesse di Sant'Agostino della Congregazione di Nostra Signora; sante Agata Yi, vergine, Teresa Kim, vedova, e compagni, martiri; beati Giuseppe Pawlowski e Casimiro Grelewski, sacerdoti e martiri.
- 10 gennaio: san Milziade, papa; san Paolo, primo eremita; san Gregorio, vescovo di Nissa; san Giovanni, vescovo di Gerusalemme; san Petronio, vescovo di Die; san Marciano, sacerdote; san Valerio, eremita; san Domiziano, metropolita di Melitene; sant'Agatone, papa; sant'Arconzio, vescovo di Viviers; san Pietro Orseolo, eremita; beato Benincasa, abate di Cava; san Guglielmo, cistercense, vescovo di Bourges; beato Gonslavo, domenicano ed eremita; beato Gregorio X, papa; beato Egidio, francescano ed eremita; beata Anna degli Angeli Monteagudo, vergine domenicana; santa Francesca Sales Aviat, vergine, fondatrice delle Suore oblate di San Francesco di Sales; beata Maria Addolorata Rodríguez Sopeña, vergine, fondatrice dell'Istituto delle Dame Catechiste.
- 11 gennaio: sant'Igino, papa; san Salvio, martire; san Tipasio veterano, martire; san Pietro, detto Balsamo, martire; san Leucio, primo vescovo di Brindisi; santa Onorata, vergine; san Teodosio, cenobiarca; san Paolino, vescovo di Aquileia; beato Bernardino Scammacca, sacerdote domenicano; beato Guglielmo Carter, martire; san Tommaso da Cori, francescano; beato Francesco Rogaczewski, sacerdote e martire.
- 12 gennaio: sant'Arcadio, martire; santi Tigrio, sacerdote, ed Eutropio, lettore, martiri; santa Cesaria, badessa; san Ferreolo, vescovo di Grenoble e martire; san Benedetto Biscop, abate; sant'Alredo, abate cistercense; san Martino della Santa Croce, sacerdote e canonico regolare; san Bernardo da Corleone, frate cappuccino; santa Margherita Bourgeoys, vergine, fondatrice della Suore della Congregazione di Nostra Signora; beato Antonio Fournier, martire; beato Pietro Francesco Jamet, sacerdote, fondatore delle Figlie del Buon Salvatore; sant'Antonio Maria Pucci, sacerdote servita; beato Nicola Bunkerd Kitbamrung, sacerdote e martire in Thailandia.
- 13 gennaio: sant'Ilario, vescovo di Poitiers e dottore della Chiesa; santi Ermilio e Stratonico, martiri; sant'Agrizio, vescovo di Treviri; deposizione di san Remigio, vescovo di Reims; san Chentigerno, vescovo di Glasgow e abate; san Pietro, sacerdote e martire; santi Gumesindo, sacerdote, e Servidio, monaco, martiri a Cordova; san Goffredo, canonico regolare; santa Iutta, vedova; beata Veronica Negroni da Binasco, vergine, religiosa nel monastero di Santa Marta; santi Domenico Phạm Trọng Khảm, Luca Phạm Trọng Thìn e Giuseppe Phạm Trọng Tả, martiri; beato Emilio Szramek, sacerdote e martire a Dachau.
- 14 gennaio: san Potito, martire nella Dacia; san Glicerio, diacono e martire; san Felice, sacerdote di Nola; santi monaci di Raithu e del Monte Sinai, martiri; santa Nina; san Firmino, vescovo di Mende; sant'Eufrasio, vescovo di Clermont; san Dazio, vescovo di Milano; san Fulgenzio, vescovo di Astigi; beato Oddone, sacerdote domenicano; beato Odorico da Pordenone, missionario; beato Pietro Donders, sacerdote redentorista.
- 15 gennaio: santa Secondina, vergine e martire; san Giovanni Calibita; santa Ita, vergine; san Probo, vescovo di Rieti; san Mauro, abate; santa Tarsicia, vergine e martire; sant'Ableberto (o Emeberto), vescovo di Cambrai; san Malardo, vescovo di Chartres; beato Romedio, anacoreta; san Bonito, vescovo di Clermont; sant'Arsenio, eremita; beato Pietro di Castelnau, sacerdote e martire; beato Giacomo, detto l'Elemosiniere; beato Angelo da Gualdo Tadino, eremita; san Francesco Fernández de Capillas, sacerdote domenicano e martire in Cina; sant'Arnoldo Janssen, sacerdote, fondatore della Società del Verbo Divino; beato Nicola Gross, padre di famiglia e martire.
- 16 gennaio: san Marcello I, papa; san Danatte, martire; san Mela; sant'Onorato, vescovo di Arles; san Giacomo, vescovo di Tarantasia; san Tiziano, vescovo di Oderzo; san Leobazio, abate; san Troverio, sacerdote, monaco ed eremita; san Furseo, abate, fondatore del monastero di Lagny; santa Giovanna, vergine camaldolese; santi Berardo, Ottone, Pietro, Accursio e Adiuto, primi martiri francescani; san Giuseppe Vaz, sacerdote oratoriano; beato Giuseppe Tovini; beata Juana María Condesa Lluch, religiosa, fondatrice delle Ancelle di Maria Immacolata.
- 17 gennaio: sant'Antonio, abate; santi Speusippo, Elasippo, Melasippo e Leonilla, martiri in Cappadocia; san Giuliano, detto Saba, eremita; san Marcello, vescovo di Die; san Sulpizio il Pio, vescovo di Bourges; beato Gamelberto, sacerdote, fondatore del monastero di Metten; santa Rossellina, badessa di Celle-Roubaud; san Gennaro Sánchez Delgadillo, sacerdote e martire del Messico.
- 18 gennaio: santi Successo, Paolo e Lucio, vescovi e martiri a Cartagine; santi Cosconio, Zenone e Melanippo, martiri a Nicea, in Bitinia; san Volusiano, vescovo di Tours; santa Prisca; san Deicolo, abate e fondatore del monastero di Luxeuil; beata Beatrice II d'Este, monaca; santa Margherita, vergine; san Fazio, pellegrino e penitente; beato Andrea Grego da Peschiera, sacerdote domenicano; beata Cristina Ciccarelli, vergine agostiniana; beata Regina Protmann, vergine, fondatrice delle Suore di Santa Caterina Vergine e Martire; beate Felicita Pricet, Monica Pichery, Carla Lucas e Vittoria Gusteau, martiri; beata Maria Teresa Fasce, badessa del monastero agostiniano di Cascia.
- 19 gennaio: san Germanico, martire di Filadelfia; san Ponziano, martire di Spoleto; santi Mario, Marta, Audiface e Abaco, martiri; san Macario il Grande, sacerdote e abate del monastero di Scete; san Macario Alessandrino, monaco; san Bassiano, vescovo di Lodi; sante Liberata e Faustina, sorelle e vergini; san Launomaro, abate di Corbion; san Giovanni, vescovo di Ravenna; san Remigio, vescovo di Rouen; sant'Arsenio, vescovo di Corfù; beato Marcello Spínola y Maestre, vescovo di Siviglia, fondatore delle Ancelle del Divin Cuore.
- 20 gennaio: san Fabiano, papa e martire; san Sebastiano, martire; sant'Ascla, martire ad Antinoe; san Neofito martire a Nicea, in Bitinia; sant'Eutimio, abate; san Vulfstano, vescovo di Worcester; beato Benedetto Ricasoli, eremita; sant'Enrico, vescovo di Uppsala e martire; santa Eustachio Calafato, vergine e badessa clarissa; santo Stefano Min Kuk-ka, catechista e martire; santa Maria Cristina dell'Immacolata Concezione,fondatrice delle Suore vittime espiatrici di Gesù Sacramentato; beato Cipriano Iwene Tansi, sacerdote cistercense.
- 21 gennaio: sant'Agnese, vergine e martire; san Publio, vescovo di Atene; santi Fruttuoso, vescovo di Tarragona, Augurio ed Eulogio, diaconi, martiri di Tarragona; san Patroclo, martire a Troyes; sant'Epifanio, vescovo di Pavia; san Meinrado, sacerdote e monaco a Einsiedeln; san Zaccaria l'Angelico, cenobita; beati Edoardo Stransham e Nicola Wheeler, sacerdoti e martiri; sant'Albano Roe, benedettino, e il beato Tommaso Green, sacerdoti e martiri; beata Giuseppa Maria di Sant'Agnese, vergine agostiniana; beati Giovanni Battista Turpin du Cormier e tredici compagni, sacerdoti e martiri; san Giovanni Yi-Yun, padre di famiglia, martire di Corea.
- 22 gennaio: san Vincenzo, diacono di Saragozza e martire; san Valerio, vescovo di Saragozza; san Gaudenzio, primo vescovo di Novara; sant'Anastasio, monaco e martire in Persia; san Bernardo, vescovo di Vienne; san Domenico, abate di Sora; beata Maria Mancini, vedova, religiosa domenicana; beato Antonio della Chiesa, sacerdote domenicano; beato Guglielmo Patenson, sacerdote e martire; santi Francesco Gil de Federich e Matteo Alonso de Leciñana, sacerdoti domenicani e martiri; san Vincenzo Pallotti, sacerdote, fondatore della Società dell'apostolato cattolico; beato Guglielmo Giuseppe Chaminade, sacerdote, fondatore delle Figlie di Maria Immacolata e la Società di Maria; beata Laura Vicuña, vergine; beato Giuseppe Nascimbeni, sacerdote, fondatore delle Piccole suore della Sacra Famiglia; beato Ladislao Batthyány-Strattmann, padre di famiglia.
- 23 gennaio: santi Severiano e Aquila, martiri; sant'Emerenziana, vergine e martire; santi Clemente, vescovo di Ancira, e Agatangelo, martiri; sant'Amasio, vescovo di Teano; sant'Ildefonso, vescovo di Toledo; san Maimbodo, pellegrino ed eremita; sant'Andrea Chong Hwa-Gyong, catechista e martire di Corea.
- 24 gennaio: san Francesco di Sales, vescovo di Ginevra e dottore della Chiesa; san Feliciano, primo vescovo di Foligno; san Sabiniano, martire a Troyes; san Babila, vescovo di Antiochia, e i santi Urbano, Prilidano ed Epolono, fanciulli, martiri; sant'Esuperanzio, vescovo di Cingoli; beata Paola Gambara Costa, vedova; beati Guglielmo Ireland, sacerdote gesuita, e Giovanni Grove, martiri; beata Maria Poussepin, vergine, fondatrice delle suore domenicane della carità; beati Vincenzo Lewionuk e dodici compagni, martiri; beato Timoteo Giaccardo, sacerdote paolino.
- 25 gennaio: festa della conversione di san Paolo; sant'Anania, discepolo del Signore; sant'Artema, martire; sant'Agileo, martire a Cartagine; natale di san Gregorio Nazianzeno; san Bretannione, vescovo di Tomi, in Scizia; san Palamone, anacoreta; santi Preietto, vescovo di Clermont, e Amarino, uomo di Dio, martiri in Alvernia; san Poppone, abate di Stavelot e di Malmedy; beato Enrico Suso, sacerdote domenicano; beato Antonio Migliorati, sacerdote agostiniano; beata Arcangela Girlani, vergine carmelitana; beato Emanuele Domingo y Sol, sacerdote, fondatore dei Sacerdoti operai diocesani; beata Maria Antonia Grillo, vedova, fondatrice delle Piccole suore della Divina Provvidenza; beato Antonio Swiadek, sacerdote e martire a Dachau.
- 26 gennaio: santi Timoteo e Tito, discepoli di san Paolo; san Teogene, martire; santa Paola, vedova; santi Senofonte e Maria, coniugi, e i figli Giovanni e Arcadio, religiosi; sant'Alberico, abate di Cîteaux; sant'Agostino Erlendsson, arcivescovo di Nidaros; beata Maria de la Dive, martire; beato Michele Kozal, vescovo ausiliare di Włocławek e martire a Dachau.
- 27 gennaio: sant'Angela Merici, vergine, fondatrice della compagnia di sant'Orsola; san Giuliano, martire; san Giuliano, primo vescovo di Le Mans; santa Devota, vergine e martire; san Marino, abate di Bodon; san Vitaliano, papa; san Teodorico, vescovo di Orléans; san Gilduino, diacono di Dol; beato Giovanni, canonico regolare; beato Manfredo Settala, sacerdote ed eremita; beata Rosalia du Verdier de la Sorinière, vergine del monastero del Calvario e martire; san Giovanni Maria, detto Muzei, martire dell'Uganda; sant'Enrico de Ossó y Cervelló, sacerdote, fondatore della Compagnia di Santa Teresa di Gesù; beato Giorgio Matulaitis, vescovo di Vilnius e poi nunzio apostolico in Lituania.
- 28 gennaio: san Tommaso d'Aquino, sacerdote domenicano e dottore della Chiesa; san Giovanni, sacerdote, fondatore del monastero di Réome; san Giacomo, eremita in Palestina; san Giuliano, vescovo di Cuenca; beato Bartolomeo, religioso camaldolese; beato Giuliano Maunoir, sacerdote gesuita; santi Agata Lin Zhao, vergine, Girolamo Lu Tingmei e Lorenzo Wang Bing, martiri della Cina; beato Giuseppe Freinadametz, sacerdote verbita; beata Maria Luisa Montesinos Orduña, vergine e martire; beata Olimpia Bida, vergine delle Suore di San Giuseppe e martire.
- 29 gennaio: santi Sarbellio, sacerdote, e Bebaia, sua sorella, martiri; santi Papia e Mauro, soldati, martiri; san Costanzo, vescovo di Perugia; santi Gioventino e Massimino, martiri; san Valerio, primo vescovo di Treviri; sant'Afraate, anacoreta; san Gildas, abate; san Sulpizio Severo, vescovo di Bourges; beata Villana delle Botti, terziaria domenicana; beata Boleslava Maria Lament, vergine, fondatrice delle Suore missionarie della Sacra Famiglia.
- 30 gennaio: san Mattia, vescovo di Gerusalemme; san Barsimeo, vescovo di Edessa di Osroene; santa Martina vergine e martire; santa Batilde; sant'Aldegonda, badessa di Maubeuge; sant'Armentario, vescovo di Pavia; san Teofilo, detto il Giovane, martire; sant'Adelemo, abate di Burgos; beato Francesco Taylor, martire; santa Giacinta Marescotti, vergine del Terz'ordine francescano; beato Sebastiano Valfrè, sacerdote oratoriano; san Paolo Ho Hyob, soldato, martire; san Tommaso Khuông, sacerdote e martire; san Davide Galván Bermúdez, sacerdote e martire del Messico; san Muziano Maria Wiaux, lasalliano; beato Columba Marmion, abate di Maredsous; beata Carmela García Moyón, martire; beato Sigismondo Pisarski, sacerdote e martire.
- 31 gennaio: san Giovanni Bosco, sacerdote, fondatore della Società salesiana e delle Figlie di Maria Ausiliatrice; santi Vittorino, Vittore, Niceforo, Claudio, Diodoro, Serapione e Papia, martiri di Corinto; san Metrano, martire di Alessandria d'Egitto; santi Ciro e Giovanni, martiri; san Geminiano, vescovo di Modena; sant'Abramo, vescovo di Arbela, martire; san Giulio, sacerdote; santa Marcella, vedova; sant'Aidano, vescovo di Ferns; san Valdo, vescovo di Évreux; sant'Eusebio, eremita; beata Ludovica Albertoni, vedova, terziaria francescana; san Francesco Saverio Maria Bianchi, sacerdote barnabita; santi Agostino Pak Chong-Won, catechista e cinque compagni, martiri coreani.

Domenica dopo l'Epifania: Battesimo di Gesù - Festa

### Febbraio
- 1º febbraio: san Trifone, martire; san Severo, vescovo di Ravenna; san Paolo, vescovo di Saint-Paul-Trois-Châteaux; santa Brigida, vergine, badessa di Kildare; sant'Orso, sacerdote d'Aosta; sant'Agrippano, vescovo di Le Puy e martire; san Sigeberto III, re d'Austrasia; san Raimondo, abate, fondatore dell'Ordine di Calatrava; san Giovanni, vescovo di Saint-Malo; beato Reginaldo d'Orléans, sacerdote domenicano; santa Verdiana, vergine; beato Andrea dei Conti di Segni, sacerdote francescano; beati Conor O'Devany, francescano, vescovo di Down e Connor, e Patrizio O'Lougham, sacerdote, martiri d'Irlanda; sant'Enrico Morse, sacerdote gesuita e martire; beate Maria Anna Vaillot e quarantasei compagne, martiri; santi Paolo Hong Yong-ju, Giovanni Yi Mun-u e Barbara Ch'oe Yong-i, martiri coreani; beata Giovanna Francesca della Visitazione, vergine, fondatrice delle Piccole serve del Sacro Cuore di Gesù per gli ammalati poveri; beato Luigi Variara, sacerdote salesiano, fondatore delle Figlie dei Sacri Cuori di Gesù e di Maria.
- 2 febbraio: festa della Presentazione del Signore; san Floscolo, vescovo di Orléans; san Lorenzo, vescovo di Canterbury; san Burcardo, vescovo di Würzburg; beato Simone Fidati, sacerdote agostiniano; beato Pietro Cambiani, sacerdote domenicano e martire; santa Caterina de' Ricci, vergine del Terz'ordine domenicano; santa Giovanna di Lestonnac, fondatrice della Compagnia di Maria di Nostra Signora; san Nicola da Longobardi, religioso dell'Ordine dei Minimi; beato Stefano Bellesini, sacerdote agostiniano; san Giovanni Teofane Vènard, sacerdote della Società per le missioni estere di Parigi, martire; beata Maria Caterina Kasper, fondatrice delle Povere ancelle di Gesù Cristo; beato Andrea Carlo Ferrari, vescovo di Milano; beata Maria Domenica Mantovani, fondatrice delle Piccole suore della Sacra Famiglia.
- 3 febbraio: san Biagio, vescovo di Sebastea e martire; sant'Ansgario, vescovo di Amburgo e di Brema; santi Simeone e Anna, profeti; san Celerino, lettore e martire; san Leonio, sacerdote; santi Teridio e Remedio, vescovi di Gap; san Lupicino, vescovo di Lione; sant'Adelino, sacerdote e abate di Chelles; santa Vereburga, badessa; santa Berlinda, vergine; beato Elinando, monaco; beato Giovanni Nelson, sacerdote gesuita e martire; santa Maria di sant'Ignazio Thévenet, vergine, fondatrice delle Religiose di Gesù-Maria; beata Maria Anna Rivier, vergine, fondatrice delle Suore della Presentazione di Maria; beata Maria Elena Stollenwerk, vergine, fondatrice delle Missionarie serve dello Spirito Santo e delle Suore serve dello Spirito Santo dell'adorazione perpetua.
- 4 febbraio: sant'Eutichio, martire; santi Papia, Diodoro e Claudiano, martiri di Perge; santi Filea, vescovo, e Filoromo, tribuno, martiri; sant'Isidoro, sacerdote ed eremita; sant'Aventino, vescovo di Chartres; sant'Aventino, vescovo di Troyes; san Rabano, detto Mauro, vescovo di Magonza; san Nicola, monaco, egumeno del monastero di Studion; san Gilberto, sacerdote, fondatore dell'abbazia di Sempringham e dell'ordine che porta il suo nome; santa Giovanna di Valois, regina di Francia, fondatrice delle monache Annunciate; beato Giovanni Speed, martire; san Giuseppe da Leonessa, sacerdote cappuccino; san Giovanni de Britto, sacerdote gesuita e martire.
- 5 febbraio: sant'Agata, vergine e martire; santi martiri del Ponto; sant'Avito, vescovo di Vienne; sant'Ingenuino, primo vescovo di Bressanone; san Luca, abate; san Saba, detto il Giovane, monaco; sant'Alboino, vescovo di Bressanone; sant'Adaleide, prima badessa del monastero di Vilich; passione dei santi Paolo Miki e cinque compagni; beata Francesca Mézière, vergine e martire; beata Elisabetta Canori Mora, madre di famiglia, del terz'ordine trinitario; san Gesù Méndez, sacerdote e martire.
- 6 febbraio: santi Paolo Miki, Pietro Battista Blásquez e compagni, martiri del Giappone; sant'Antoliano, martire; san Silvano, vescovo di Emesa, Luca, diacono, e Mocio, lettore; santi Dorotea, vergine, e Teofilo, martiri; san Melis, vescovo di Ardagh; san Vedasto, vescovo di Arras; sant'Amando, vescovo di Maastricht; santa Renilde, badessa; san Guarino, vescovo di Palestrina; san Brinolfo, vescovo di Skara; sant'Alfonso Maria Fusco, sacerdote, fondatore delle Suore di San Giovanni Battista; beato Angelo da Furci, sacerdote agostiniano; beato Francesco Spinelli, sacerdote, fondatore delle Suore adoratrici del Santissimo Sacramento; san Matteo Correa, sacerdote e martire.
- 7 febbraio: san Massimo, vescovo di Nola; san Partenio, vescovo di Lampsaco; san Mosè, vescovo dei Saraceni; santa Giuliana, vedova; san Lorenzo, vescovo di Siponto; san Riccardo, pellegrino; san Luca, il giovane, eremita; beato Rizzerio da Muccia, tra i primi e discepoli di san Francesco; beato Antonio da Stroncone, francescano; beato Tommaso Sherwood, martire; beati Guglielmo Salès e Guglielmo Saultemouche, gesuiti, martiri; sant'Egidio Maria di San Giuseppe, religioso francescano; san Giovanni da Triora, sacerdote francescano e martire; beata Rosalie Rendu, religiosa delle Figlie della carità di San Vincenzo de' Paoli; beata Maria della Provvidenza Smet, vergine, fondatrice delle Ausiliatrici delle anime del Purgatorio; beato Pio IX, papa; beati Anselmo Polanco, vescovo di Teruel, e Filippo Ripoll, sacerdote, martiri; beato Adalberto Nierychlewski, sacerdote micaelita e martire ad Auschwitz; beato Pietro Verhun, sacerdote e martire in Siberia.
- 8 febbraio: san Girolamo Emiliani, fondatore dei Chierici regolari di Somasca; santa Giuseppina Bakhita, vergine della congregazione delle Figlie della carità; santa Cointa, martire; sant'Evenzio, vescovo di Pavia; santi martiri costantinopolitani; san Giacuto, abate; sant'Onorato, vescovo di Milano; san Nicezio, vescovo di Besançon; san Paolo, vescovo di Verdun; beato Pietro, detto Igneo, monaco; santo Stefano, abate, fondatore dell'abbazia di Grandmont; beata Giuseppina Bonino, fondatrice delle Suore della Sacra Famiglia di Savigliano.
- 9 febbraio: sant'Apollonia, vergine e martire; santi martiri di Alessandria d'Egitto; santi Primo e Donato, diaconi e martiri; san Marone, eremita; san Teliavo, vescovo e abate di Llandaff; san Sabino, vescovo di Canosa; sant'Ansberto, abate di Fontenelle e poi vescovo di Rouen; sant'Altone, fondatore e abate del monastero di Altomünster; san Rinaldo, monaco camaldolese di Fonte Avellana e vescovo di Nocera Umbra; san Michele Febres Cordero, lasalliano.
- 10 febbraio: santa Scolastica, vergine; santi Caralampo, Porfirio, Dauto e tre compagne, martiri; santi Zotico e Amanzio, martiri; san Silvano, vescovo di Terracina; san Troiano, vescovo di Saintes; san Protadio, vescovo di Besançon; santa Austreberta, vergine, badessa di Pavilly; san Guglielmo, eremita a Malavalle; beato Ugo, abate di Saint-Maur-des-Fossés e Prémontré; beata Chiara, vedova; beati Pietro Frémond e cinque compagni martiri; beata Eusebia Palomino Yenes, vergine delle Figlie di Maria Ausiliatrice; beato Luigi Stepinac, arcivescovo di Zagabria.
- 11 febbraio: Beata Vergine Maria di Lourdes; santa Sotere, vergine e martire; santi martiri di Numidia; san Castrense, martire; san Secondino, vescovo di Eca; san Severino, abate di Agauno; san Gregorio II, papa; san Pasquale I, papa; sant'Ardano, abate del monastero di Tournus; san Pietro Maldonado, sacerdote e martire in Messico; beato Tobia Borras Romeu, religioso dei fatebenefratelli e martire.
- 12 febbraio: santi martiri di Abitina; san Melezio, vescovo di Sebastea, poi di Berea e poi patriarca di Antiochia; san Benedetto, abate di Aniane; sant'Antonio, detto Cauleas, vescovo di Costantinopoli; beata Ombelina, priora di Jully-les-Nonnains; san Ludano, pellegrino; beati Tommaso Hemerford, Giacomo Fenn, Giovanni Nutter, Giovanni Munden e Giorgio Haydock, sacerdoti e martiri d'Inghilterra.
- 13 febbraio: san Martiniano, vescovo di Atene; san Castore d'Aquitania, sacerdote ed eremita; san Benigno, sacerdote e martire; santo Stefano, vescovo di Lione; santo Stefano, abate di Rieti; san Gosberto, vescovo di Osnabrück; san Guimerra, vescovo di Carcassonne; san Fulcrano, vescovo di Lodève; san Gilberto, vescovo di Meaux; beato Giordano di Sassonia, sacerdote domenicano; beata Cristina, vedova, terziaria agostiniana; beata Eustochio, vergine benedettina; san Paolo Liu Hanzuo, sacerdote e martire di Cina; san Paolo Lê Văn Lộc, sacerdote e martire.
- 14 febbraio: santi Cirillo e Metodio, apostoli degli slavi; san Valentino, martire; san Vitale, martire; san Zenone, martire; santi Bassiano, Toniono, Proto, Lucio, Cirione, Agatone, Mosè, Dionigi e Ammonio, martiri; sant'Eleucadio, vescovo di Ravenna; sant'Aussenzio, sacerdote e archimandrita; san Nostriano, vescovo di Napoli; sant'Antonino, abate; san Giovanni Battista della Concezione, sacerdote, riformatore dell'Ordine della Santissima Trinità; beato Vincenzo Vilar David, martire.
- 15 febbraio: sant'Onesimo; santi Faustino e Giovita, martiri; santi Isicio, Giuseppe, Zosimo, Baralo e Agape, martiri; santa Giorgia, vergine; san Quinidio, vescovo di Vaison; san Severo, sacerdote; san Decoroso, vescovo di Capua; san Valfrido, abate; san Sigfrido, vescovo di Växjö, apostolo di Svezia; beato Angelo Scarpetti, sacerdote agostiniano; san Claudio de La Colombière, sacerdote gesuita.
- 16 febbraio: santa Giuliana, vergine e martire; santi Elia, Geremia, Isaia, Samuele e Daniele e compagni, martiri; san Maruta, arcivescovo di Martiropoli; beata Filippa Mareri, vergine, fondatrice del monastero delle francescane di Borgo San Pietro; beato Nicola Paglia, sacerdote domenicano; beato Giuseppe Allamano, sacerdote, fondatore dei missionari delle missionarie della Consolata.
- 17 febbraio: sette santi fondatori dei Servi di Maria; san Teodoro, detto Tiro, martire ad Amasea; san Bonoso, vescovo di Treviri; san Mesrop, monaco armeno; san Fintano, abate e fondatore del monastero di Cluain Ednech; san Flaviano, vescovo di Costantinopoli; ssan Finano, vescovo-abate di Lindisfarne; san Silvino, vescovo di Thérouanne; san Costabile, abate di Cava; sant'Evermodo, premostratense, vescovo di Ratzeburg; beato Luca Belludi, sacerdote francescano; san Pietro Yu Chong-Nyul, martire di Corea; beato Antonio Leszczewicz, sacerdote mariano e martire.
- 18 febbraio: santi Sadoth e centoventotto compagni, martiri persiani; sant'Elladio, vescovo di Toledo; san Tarasio, vescovo di Costantinopoli; sant'Angilberto, abate di Saint-Riquier; san Teotonio, fondatore dei Canonici regolari della Santa Croce; beato Giovanni da Fiesole, detto Beato Angelico, sacerdote domenicano; beato Guglielmo Harrington, sacerdote e martire; beato Giovanni Pibhush, sacerdote e martire; san Francesco Régis Clet, sacerdote lazzarista e martire; san Giovanni Pietro Neel, sacerdote delle Missioni Estere di Parigi, Martino Wu Xuesheng, catechista, Giovanni Zhang Tianshen, neofita e Giovanni Chen Xianheng martiri; santa Geltrude Comensoli, vergine, fondatrice delle Suore sacramentine; beato Giorgio Kaszyra, sacerdote mariano e martire.
- 19 febbraio: san Quodvultdeus, vescovo di Cartagine; santi martiri di Palestina; san Mansueto, vescovo di Milano e confessore; san Barbato, vescovo di Milano; san Giorgio, monaco aquitano; san Proclo, monaco; deposizione del beato Bonifacio, già vescovo di Losanna; beato Corrado Confalonieri, eremita del Terz'Ordine francescano; beato Alvaro di Zamora, sacerdote domenicano; beata Elisabetta Picenardi, vergine, servita; santa Lucia Yi Zhenmei, vergine e martire in Cina; beato Giuseppe Zapłata, religioso dei fratelli del Sacro Cuore di Gesù e martire.
- 20 febbraio: san Serapione, martire; santi cinque martiri di Tiro; san Tirannione, vescovo di Tiro e martire; sant'Eleuterio, confessore, vescovo di Tournai; sant'Eucherio, vescovo di Orléans; san Leone, vescovo di Catania; santa Giacinta Marto, veggente di Fatima; beata Maria Giulia Rodzińska, vergine della congregazione delle Suore di San Domenico e martire.
- 21 febbraio: san Pier Damiani, vescovo di Ostia e dottore della Chiesa; sant'Eustazio, vescovo di Antiochia; san Germano, abate; beato Tommaso Pormort, sacerdote e martire; san Roberto Southwell, sacerdote della Compagnia di Gesù e martire; beato Natale Pinot, sacerdote e martire; beata Maria Enrichetta Dominici, superiora delle Suore di Sant'Anna.
- 22 febbraio: festa della Cattedra di San Pietro; san Papia, vescovo di Gerapoli di Frigia; san Pascasio, vescovo di Vienne; san Massimiano, vescovo di Ravenna; natale di san Pier Damiani; beata Isabella, vergine, fondatrice delle minoresse; santa Margherita, penitente del terz'ordine francescano; beato Diego Carvalho, sacerdote gesuita e martire del Giappone; beata Maria di Gesù d'Oultremont, vedova, fondatrice della Società di Maria Riparatrice.
- 23 febbraio: san Policarpo, vescovo di Smirne, martire; san Sireno, monaco e martire; santa Milburge, vergine e badessa; san Villigiso, vescovo di Magonza; san Giovanni, monaco; beata Rafaela Ybarra de Vilallonga, fondatrice delle Suore dei Santi Angeli custodi; beato Nicola Tabouillot, sacerdote e martire; beata Giuseppina Vannini, vergine, fondatrice delle Figlie di San Camillo; beato Ludovico Mzyk, sacerdote verbita e martire; beato Vincenzo Frelichowski, sacerdote, martire a Dachau.
- 24 febbraio: sant'Evezio, martire; san Modesto, vescovo di Treviri; sant'Etelberto, re del Kent; beato Costanzo da Fabriano, sacerdote domenicano; beato Marco de' Marconi, religioso girolamino; beata Giuseppa Naval Girbés, vergine; beato Tommaso Maria Fusco, sacerdote, fondatore delle Figlie della Carità del Preziosissimo Sangue.
- 25 febbraio: san Nestore, vescovo di Magido e martire; san Cesario, medico; santa Aldetrude, vergine, badessa di Maubeuge; santa Valburga, vergine, badessa di Heidenheim; san Gerlando, vescovo di Agrigento; beato Roberto d'Arbrissel, sacerdote; beato Avertano, pellegrino e religioso carmelitano; beato Sebastiano Aparicio, francescano; beato Domenico Lentini, sacerdote; beata Maria Adeodata Pisani, vergine benedettina, badessa di San Pietro a Medina; san Lorenzo Bai Xiaoman, martire in Cina; san Turibio Romo, sacerdote e martire messicano; santi Luigi Versiglia, vescovo di Caristo, e Callisto Caravario, sacerdote, missionari salesiani, martiri.
- 26 febbraio: sant'Alessandro, vescovo di Alessandria; san Faustiniano, vescovo di Bologna; san Porfirio, vescovo di Gaza; sant'Agricola, vescovo di Nevers; san Vittore, eremita; sant'Andrea, vescovo di Firenze; beato Roberto Drurj, sacerdote e martire; santa Paola da San Giuseppe Calasanzio Montal Fornés, vergine, fondatrice delle Religiose delle scuole pie; beata Pietà della Croce Ortiz Real, fondatrice delle Suore salesiane del Sacro Cuore di Gesù.
- 27 febbraio: santi Giuliano ed Euno, martiri; san Besas, soldato e martire; sant'Onorina, vergine e martire; san Baldomero, suddiacono; santi Basilio e Procopio, monaci; san Gregorio, monaco, dottore degli Armeni; san Luca, abate del monastero del Santissimo Salvatore; sant'Anna Line, vedova e martire, e beati Marco Barkworth, benedettino, e Ruggero Filcock, gesuita, sacerdoti e martiri; beato Guglielmo Richardson, sacerdote e martire; beata Francesca Anna dell'Addolorata Cirer Carbonell, fondatrice delle Suore della carità; san Gabriele dell'Addolorata, accolito, passionista; beata Maria di Gesù Deluil-Martiny, fondatrice delle Figlie del Cuore di Gesù; beata Maria Carità dello Spirito Santo Brader, fondatrice delle Suore Francescane di Maria Immacolata.
- 28 febbraio: santi martiri di Alessandria; san Romano, abate di Condat; sante Marana e Cira, vergini; beato Daniele Brottier, sacerdote spiritano; beato Timoteo Trojanowski, frate minore conventuale, martire ad Auschwitz.
- 29 febbraio: sant'Ilario, papa e confessore; sant'Osvaldo, vescovo di Worcester; beata Antonia da Firenze, vedova, fondatrice e prima badessa del monastero del Corpus Domini; sant'Augusto Chapdelaine, sacerdote delle Missioni Estere di Parigi e martire in Cina.

### Marzo
- 1º marzo: san Felice III, papa; sant'Albino, vescovo di Angers; san David, vescovo di Saint David's; san Siviardo, abate; san Suitberto, vescovo; san Leone, vescovo di Bayonne e martire nei paesi Baschi; san Leone Luca, abate; san Rudesindo, vescovo, abate di Cella Nova; beato Cristoforo da Milano, sacerdote domenicano; beata Giovanna Maria Bonomo, badessa benedettina; sant'Agnese Cao Kuiying, martire in Cina.
- 2 marzo: san Troadio, martire; san Ceadda, vescovo di Mercia e Lindsey; san Luca Casali da Nicosia, monaco; sant'Agnese, principessa di Boemia, fondatrice e prima badessa del monastero delle clarisse di Praga; beato Carlo il Buono, martire danese; beata Angela della Croce Guerrero González, fondatrice delle Sorelle della compagnia della Croce.
- 3 marzo: santi Marino, soldato, e Asterio, senatore, martiri; santi Emeterio e Cheledonio, fratelli, martiri; santi Cleonico ed Eutropio, martiri; san Tiziano, vescovo di Brescia; san Vinvaleo, primo abate di Landévennec; sant'Artellaide, vergine; sant'Anselmo, fondatore e primo abate di Nonantola; santa Cunegonda, imperatrice; beato Federico, sacerdote premostratense; beato Pietro Geremia, sacerdote domenicano; beato Giacomino de' Canepacci, religioso carmelitano; beati Liberato Weiss, Samuele Marzorati e Michele Pio Fasoli, francescani, martiri; beato Pietro Renato Rogue, sacerdote lazzarista e martire; beata Teresa Eustochio Verzeri, fondatrice delle Figlie del Sacro Cuore; beato Innocenzo da Berzo, sacerdote cappuccino; santa Caterina Drexel, vergine, fondatrice delle Suore del Santissimo Sacramento.
- 4 marzo: san Casimiro, figlio del re di Polonia; santi Fozio, Archelao, Quirino e altri diciassette compagni, martiri; san Basino, vescovo di Treviri; sant'Appiano, monaco; san Pietro, abate di Cava e vescovo di Policastro; beato Umberto III, conte di Savoia; beati Cristoforo Bales, sacerdote, Alessandro Blake e Nicola Horner, martiri; beata Placida Viel, vergine, superiora delle Suore delle Scuole Cristiane della Misericordia; san Giovanni Antonio Farina, vescovo di Vicenza, fondatore delle Suore maestre di Santa Dorotea, figlie dei Sacri Cuori; beati Miecislao Bohatkewicz, Ladislao Mackowiak e Stanislao Pyrtek, sacerdoti e martiri.
- 5 marzo: san Teofilo, vescovo di Cesarea di Palestina; san Conone, martire; san Lucio I, papa; san Foca, martire; sant'Adriano, martire; san Gerasimo, anacoreta; san Ciarano, vescovo di Ossory e abate; san Virgilio, vescovo di Arles; beato Cristoforo Macassoli, sacerdote francescano; beato Geremia da Valacchia, religioso; san Giovan Giuseppe della Croce, sacerdote francescano scalzo e confessore.
- 6 marzo: san Marciano, vescovo di Tortona e martire; san Vittorino, martire; san Quiriaco, sacerdote; sant'Evagrio, vescovo di Costantinopoli; san Giuliano, vescovo di Toledo; san Fridolino, abate di Säckingen; san Crodegango, vescovo di Metz; santi quarantadue martiri di Siria; sant'Ollegario, vescovo di Barcellona e di Tarragona; beata Rosa, vergine del Terz'ordine francescano; santa Coletta Boylet, vergine, riformatrice di molti monasteri di clarisse.
- 7 marzo: sante Perpetua e Felicita, martiri; Santi Saturo, Saturnino, Revocato e Secondino, martiri; sant'Eubolo, martire; santi Basilio, Eugenio, Agatodoro, Elpidio, Etereo, Capitone ed Efrem, vescovi di Chersoneso, martiri; san Paolo, il Semplice, eremita; san Gaudioso, vescovo di Brescia; sant'Ardone Smaragdo, sacerdote, monaco di Aniane; san Paolo, vescovo; transito di san Tommaso d'Aquino; beati Giovanni Larke e Giovanni Ireland, sacerdoti, e Germano Gardiner, martiri; santa Teresa Margherita Redi, vergine carmelitana; san Giovanni Battista Nam Chong-Sam, martire coreano; santi Simeone Berneux, vescovo di Capso, Giusto Ranger de Bretenières, Ludovico Beaulieu e Pietro Enrico Dorie, sacerdoti delle Missioni Estere di Parigi, martiri in Corea; beato Leonida Fëdorov, studita, esarca apostolico di Russia e martire.
- 8 marzo: san Giovanni di Dio, religioso, fondatore dei fratelli ospedalieri; san Ponzio, diacono di Cartagine; santi Apollonio e Filemone, martiri; san Probino, vescovo di Como; san Senano, abate; san Felice, vescovo di Dunwich; san Teofilatto, arcivescovo di Nicomedia; sant'Unfrido, vescovo di Thérouanne; san Litifredo, vescovo di Pavia; san Duthac, vescovo di Ross; san Veremondo, abate di Hirache; santo Stefano, abate; beato Vincenzo Kadłubek, vescovo di Cracovia; beato Faustino Míguez, sacerdote scolopio, fondatore del Pio istituto calasanziano.
- 9 marzo: santa Francesca Romana, vedova, fondatrice delle Oblate di Tor de' Specchi; santi quaranta martiri di Sebaste; san Paciano, vescovo di Barcellona; san Vitale di Castronovo, monaco; san Bruno, vescovo e martire; santa Caterina, vergine, fondatrice e prima badessa del monastero delle clarisse del Corpus Domini a Bologna; san Domenico Savio, allievo salesiano; santi Pietro Ch'oe Hyong e Giovanni Battista Chong-Chang-Un, martiri coreani.
- 10 marzo: santi Caio e Alessandro, martiri; san Vittore, martire; san Macario, vescovo di Gerusalemme; san Simplicio, papa; san Drottoveo, abate di Saint-Germain-des-Prés; sant'Attala, abate di Bobbio; san Giovanni Ogilvie, martire gesuita; santa Maria Eugenia Milleret de Brou, vergine e fondatrice delle Religiose dell'Assunzione; beato Elia del Soccorso Nieves Castillo, sacerdote agostiniano e martire.
- 11 marzo: san Pione, sacerdote e martire; santi Trofimo e Talo, martiri; san Costantino, re e martire; san Sofronio, vescovo di Gerusalemme; san Vindiciano, vescovo di Cambrai e Arras; san Benedetto, vescovo di Milano; sant'Oengus, detto il Culdeo, monaco; sant'Eulogio, sacerdote e martire; beato Giovanni Battista da Fabriano Righi, sacerdote francescano; beato Tommaso Atkinson, sacerdote e martire; beato Giovanni Kearney, sacerdote francescano e martire; san Domenico Cẩm, sacerdote e martire del Vietnam; santi Marco Chong Ui-Bae, catechista, e Alessio U Se-Yong.
- 12 marzo: san Massimiliano, martire di Tebessa; santi Egduno, sacerdote, Eugenio, Massimo, Domna, Mardonio, Pietro, Smaragdo e Ilario, martiri di Nicomedia; santi Pietro, Doroteo e Gorgonio, martiri; sant'Innocenzo I, papa; san Paolo Aureliano, primo vescovo di Saint-Pol-de-Léon; natale di san Gregorio Magno, papa; san Teofane, monaco; sant'Elfego, vescovo di Winchester; beata Fina; beata Giustina Francucci Bezzoli, vergine benedettina; beato Girolamo Gherarducci, sacerdote agostiniano; san Giuseppe Zhang Dapeng, martire; beata Angela Salawa, vergine del Terz'ordine francescano; san Luigi Orione, sacerdote, fondatore della Piccola opera della Divina Provvidenza.
- 13 marzo: santi Macedonio, sacerdote, Patrizia, sua moglie e Modesta, loro figlia, martiri a Nicomedia; san Sabino, martire; santa Cristina, martire; san Pienzo, vescovo di Poitiers; san Leandro, vescovo di Siviglia; sant'Eldrado, abate di Novalesa; san Rodrigo, prete, e Salomone, martiri; sant'Ansovino, vescovo di Camerino; beato Pietro II, abate; beato Agnello da Pisa, sacerdote francescano; beata Francesca Tréhet, vergine della Congregazione della carità e martire.
- 14 marzo: sant'Alessandro, martire; san Lazzaro, arcivescovo di Milano; san Leobino, vescovo di Chartres; santa Matilde, regina; santa Paolina, religiosa; beata Eva di Cornillon, reclusa; beato Giacomo Cusmano, fondatore delle Suore e dei Missionari servi dei poveri.
- 15 marzo: san Menigno; san Zaccaria, papa; santa Leocrizia, vergine e martire; san Sisebuto, abate di Cardeña; beato Guglielmo Hart, sacerdote e martire; santa Luisa di Marillac, vedova, fondatrice delle Figlie della carità; san Clemente Maria Hofbauer, sacerdote redentorista; beato Giovanni Adalberto Balicki, sacerdote e martire; sant'Artemide Zatti, cooperatore salesiano.
- 16 marzo: santi Ilario, vescovo di Aquileia, e Taziano, diacono, martiri; san Papa, martire; san Giuliano, martire; santa Eusebia, badessa di Hamage; sant'Eriberto, vescovo di Colonia; beato Giovanni Sordi o Cacciafronte, vescovo di Mantova e di Vicenza e martire; beati Giovanni Amias e Roberto Dalby, sacerdoti e martiri; passione di Giovanni de Brébeuf, sacerdote della Compagnia di Gesù.
- 17 marzo: san Patrizio, vescovo; santi martiri di Alessandria d'Egitto; sant'Agricola, vescovo di Chalon; santa Gertrude, badessa di Nivelles; san Paolo, monaco; beato Corrado, eremita; san Giovanni Sarkander, sacerdote e martire; san Gabriele Lalemant, sacerdote della Compagnia di Gesù; beato Giovanni Nepomuceno Zegrí y Moreno, sacerdote, fondatore delle Mercedarie della carità.
- 18 marzo: san Cirillo di Gerusalemme, vescovo di Gerusalemme e dottore della Chiesa; sant'Alessandro, vescovo di Gerusalemme e martire; san Frediano, vescovo di Lucca; san Leopardo, eremita; san Braulio, vescovo di Saragozza; sant'Edoardo, re degli Inglesi; sant'Anselmo, vescovo di Lucca; san Salvatore da Horta, religioso francescano; beati Giovanni Thules, sacerdote e Ruggero Wrenno, martiri; beata Marta Le Bouteiller, vergine, suora delle Scuole Cristiane della Misericordia.
- 19 marzo: solennità di san Giuseppe, sposo della Beata Vergine Maria; san Giovanni, abate; beato Isnardo da Chiampo, sacerdote domenicano; beato Andrea Gallerani, fondatore della confraternita della Misericordia; beato Giovanni Buralli da Parma, sacerdote francescano; beata Sibillina Biscossi, vergine; beato Marco da Montegallo, sacerdote francescano; beato Narciso Turchan, sacerdote francescano e martire; beato Marcello Callo, martire a Mauthausen.
- 20 marzo: sant'Archippo, compagno dell'apostolo Paolo; santi Paolo, Cirillo e compagni, martiri; sant'Urbizio, vescovo di Metz; san Martino, vescovo di Braga; san Cutberto, vescovo di Lindisfarne; san Vulfranno, vescovo di Sens; san Niceta, vescovo di Apolloniade; santi martiri di San Saba; beato Ambrogio Sansedoni, sacerdote domenicano; san Giovanni Nepomuceno, sacerdote e martire; beato Battista Spagnoli, sacerdote carmelitano; beato Ippolito Galantini, fondatore della Congregazione della Dottrina Cristiana; beata Giovanna Véron, vergine delle Suore della carità di Nostra Signora e martire; san Francesco di Gesù Maria Giuseppe Palau Quer, sacerdote carmelitano scalzo, fondatore delle Suore carmelitane missionarie e delle Suore carmelitane missionarie teresiane; santa Maria Giuseppa del Cuore di Gesù Sancho de Guerra, vergine, fondatrice delle Serve di Gesù della carità; san Giuseppe Bilczewski, arcivescovo di Leopoli.
- 21 marzo: san Serapione, anacoreta; santi martiri alessandrini; san Lupicino, abate; sant'Edneo, abate; natale di san Benedetto, abate; san Giacomo, chiamato il Confessore; san Giovanni, vescovo di Valence; san Nicola di Flüe, eremita; beato Tommaso Pilchard, sacerdote e martire, e beato Guglielmo Pike, martire; beato Matteo Flathers, sacerdote e martire; sant'Agostino Zhao Rong, sacerdote e martire; santa Benedetta Cambiagio Frassinello, fondatrice delle Suore benedettine della Provvidenza.
- 22 marzo: sant'Epafrodito; san Paolo, vescovo di Narbona e martire; santi Callinico e Basilissa, martiri; san Basilio, sacerdote e martire; santa Lea, vedova romana; san Benvenuto Scotivoli, vescovo di Osimo; san Nicola Owen, gesuita e martire; beato Francesco Chartier, sacerdote e martire; beati Mariano Górecki e Bronislao Komorowski, sacerdoti e martiri.
- 23 marzo: san Turibio de Mogrovejo, arcivescovo di Lima; san Fingar o Guignero, martire; santi Vittoriano, proconsole, due fratelli e due mercanti di nome Frumenzio, martiri; san Gualtiero, primo abate di San Martino a Pontoise; sant'Ottone, eremita; beato Pietro, sacerdote agostiniano; beato Edmondo Sykes, sacerdote e martire; beato Pietro Higgins, sacerdote domenicano e martire; san Giuseppe Oriol, sacerdote; beata Annunciata Cocchetti, vergine, fondatrice della Suore di Santa Dorotea di Cemmo; santa Rebecca Ar-Rayès, vergine dell'Ordine Libanese Maronita; beato Metodio Domenico Trčka, sacerdote redentorista, martire
- 24 marzo: santi Timolao, Dionigi, Pauside, Alessandro, Romolo e Alessandro; san Secondulo, martire; san Mac Cairthind, vescovo di Clogher; san Severo, vescovo di Catania; beato Giovanni del Bastone, sacerdote e monaco; santa Caterina, vergine; beato Diego Giuseppe da Cadice, cappuccino; beata Maria di Gesù Crocifisso Karłowska, vergine, fondatrice delle Suore del Divin Pastore della Provvidenza Divina.
- 25 marzo: Annunciazione del Signore; santo buon ladrone; san Dula, martire; san Quirino, martire; santa Matrona, martire; san Mona, vescovo di Milano; sant'Ermelando, monaco a Fontanelle; san Nicodemo, eremita; san Procopio; beato Everardo; beato Tommaso, eremita; santa Margherita Clitherow, martire; beato Giacomo Bird, martire; santa Lucia Filippini, fondatrice delle Maestre pie; beato Placido Riccardi, sacerdote benedettino; beata Giosafata Hordaševska, vergine, fondatrice delle Ancelle della Beata Vergine Maria Immacolata; beato Emiliano Kovč, sacerdote e martire; beato Ilario Januszewski, sacerdote carmelitano scalzo.
- 26 marzo: san Castulo, martire; santi Emmanuele, Sabino, Quadrato e Teodosio, martiri; santi Montano, sacerdote, e Massima, coniugi, martiri; sant'Eutichio, suddiacono di Alessandria e martire; san Pietro, vescovo di Sebastea, fratello di san Basilio; san Bercario, primo abate del monastero di Hautvilliers; santi Baronzio e Desiderio, eremiti; san Liudgario, vescovo di Münster; beata Maddalena Caterina Morano, vergine delle Figlie di Maria Ausiliatrice.
- 27 marzo: san Ruperto, vescovo di Salisburgo; beato Pellegrino da Falerone, sacerdote, francescano; beata Panacea De' Muzzi, vergine e martire; beato Francesco Faà di Bruno, sacerdote, fondatore delle Suore minime di Nostra Signora del Suffragio.
- 28 marzo: san Castore, martire; santi Prisco, Malco e Alessandro, martiri; san Cirillo, diacono e martire; san Proterio, vescovo di Alessandria; san Gontrano, re dei Franchi; sant'Ilarione, egumeno; santo Stefano Harding, abate; san Conone, monaco; beato Antonio Patrizi, sacerdote agostiniano; beata Giovanna Maria de Maillé, vedova; beato Cristoforo Wharton, sacerdote e martire; beata Renata Maria Feillatreau, martire; san Giuseppe Sebastiano Pelczar, vescovo di Przemyśl e fondatore delle Ancelle del Sacro Cuore di Gesù.
- 29 marzo: sant'Eustasio, vescovo di Napoli; san Marco, vescovo di Aretusa; santi Armogasto, Archinimo e Saturnino, martiri; beato Bertoldo, fondatore dei carmelitani; san Guglielmo Tempier, vescovo di Poitiers; san Ludolfo, vescovo di Ratzeburg e martire; beato Giovanni Hambley, sacerdote e martire.
- 30 marzo: san Secondo, martire; san Donnino, martire di Tessalonica; san Regolo, vescovo di Arles; santi martiri di Costantinopoli; san Giovanni Climaco, abate; san Zosimo, vescovo di Siracusa; sant'Osburga, prima badessa di Coventry; san Clinio, abate; san Pietro Regalado, sacerdote francescano; beato Amedeo, duca di Savoia; santi Antonio Daveluy, vescovo di Acone, Pietro Aumaitre, Martino Luca Huin, sacerdoti, Giuseppe Chang Chu-gi, Tommaso son Cha-son e Luca Hwang Sok-tu, catechisti, martiri coreani; san Ludovico da Casoria, sacerdote francescano, fondatore dei Frati Bigi e delle Suore francescane elisabettine; san Leonardo Murialdo, sacerdote, fondatore della Congregazione di San Giuseppe; san Giulio Alvarez, sacerdote e martire; beata Maria Restituta Kafka, vergine delle Francescane della carità cristiana.
- 31 marzo: san Beniamino, diacono e martire; santa Balbina; sant'Agilulfo, vescovo di Colonia; san Guido, abate di Pomposa; beata Giovanna, vergine del terz'ordine carmelitano; beato Bonaventura da Forlì, sacerdote dei Servi di Maria; beato Cristoforo Robinson, sacerdote e martire; beata Natalia Tulasiewicz, martire.

### Aprile
- 1º aprile: san Venanzio, vescovo di Salona, e compagni, martiri in Dalmazia e in Istria; sante Agape e Chionia, vergini e martiri; santa Maria Egiziaca, penitente; san Valerico, sacerdote; san Celso, vescovo di Armagh; sant'Ugo, vescovo di Grenoble; beato Ugo, abate di Bonnevaux; san Gilberto, vescovo di Caithness; beato Giovanni Bretton, padre di famiglia martire; san Lodovico Pavoni, sacerdote, fondatore dei Figli di Maria Immacolata.
- 2 aprile: san Francesco da Paola, eremita, fondatore dell'Ordine dei Minimi; sant'Appiano, martire; santa Teodora, vergine e martire; sant'Abbondio, vescovo di Como; san Vittore, vescovo di Capua; san Nicezio, vescovo di Lione; sant'Eustasio, abate; san Giovanni Payne, sacerdote e martire; beato Diego Luigi de San Vìtores, sacerdote gesuita, e san Pietro Calungsod, catechista, martiri; beato Leopoldo da Gaiche, sacerdote francescano; san Domenico Tước, prete domenicano e martire; beata Elisabetta Vendramini, vergine, fondatrice delle Suore terziarie francescane elisabettine; san Francesco Coll, sacerdote domenicano, fondatore delle Religiose domenicane dell'Annunziata; beato Guglielmo Apor, vescovo di Győr e martire; beato Nicola Čarnec'kyj, vescovo di Lebedo e martire; beata Maria di San Giuseppe Alvarado, vergine, fondatrice delle Suore agostiniane recollette del Sacro Cuore di Gesù.
- 3 aprile: san Sisto I, papa; santi Cresto e Pappo, martiri; sant'Ulpiano, martire; san Giovanni, vescovo di Napoli; san Niceta, egumeno di Medikion; san Giuseppe, detto l'Innografo, sacerdote; san Riccardo, vescovo di Chichester; beato Gandolfo da Binasco, sacerdote dell'Ordine dei Minori; beato Giovanni, sacerdote francescano; beati Roberto Middleton, gesuita, e Thurston Hunt, sacerdote, martiri; san Luigi Scrosoppi, sacerdote oratoriano, fondatore delle Suore della Provvidenza di San Gaetano da Thiene; beato Edoardo Dankowski, sacerdote e martire.
- 4 aprile: sant'Isidoro, vescovo di Siviglia e dottore della Chiesa; santi Agatopodo e Teodulo, martiri; deposizione di sant'Ambrogio, vescovo di Milano; san Platone, egumeno; san Pietro, vescovo di Poitiers; beato Guglielmo Cuffitelli, eremita; san Benedetto da San Fratello, religioso francescano; beato Giuseppe Benedetto Dusmet, benedettino, arcivescovo di Catania; san Francesco Marto, veggente di Fatima; san Gaetano Catanoso, sacerdote, fondatore delle Suore veroniche del Volto Santo.
- 5 aprile: san Vincenzo Ferreri, sacerdote domenicano; sant'Irene, vergine e martire; santa Ferbuta, vedova e martire; santi martiri di Persia; santi martiri di Regie; san Geraldo, abate di La Sauve-Majeure; sant'Alberto, vescovo di Montecorvino; santa Giuliana, vergine agostiniana, badessa di Mont-Cornillon; santa Caterina Tomás, vergine, canonichessa; beata Maria Crescentia Höss, vergine del Terz'ordine regolare francescano.
- 6 aprile: sant'Ireneo, vescovo di Sirmio e martire; sant'Eutichio, vescovo di Costantinopoli; santa Galla, vedova; san Vinebaldo, abate di Saint-Loup a Troyes; san Prudenzio, vescovo di Troyes; san Metodio, vescovo di Sirmio; beato Noktero, detto il Balbuziente, monaco; san Filarete, monaco; san Guglielmo abate; san Pietro da Verona, sacerdote domenicano e martire; beata Caterina da Pallanza, vergine dell'Ordine di Sant'Ambrogio ad Nemus; san Paolo Lê Bảo TỊnh, sacerdote e martire; beato Zefirino Agostini, sacerdote, fondatore delle Suore orsoline figlie di Maria Immacolata; beato Michele Rua, sacerdote salesiano; beata Pierina Morosini, vergine e martire.
- 7 aprile: san Giovanni Battista de La Salle, sacerdote, fondatore dei Fratelli delle scuole cristiane; sant'Egesippo; san Pelusio, sacerdote e martire; santi Teodoro, vescovo di Cirene, Ireneo, diacono, Serapione e Ammonio, lettori, martiri; san Calliopio, martire; santi soldati martiri di Sinope; san Giorgio, vescovo di Mitilene; sant'Aiberto, sacerdote e monaco; sant'Ermanno Giuseppe, sacerdote premostratense; sant'Enrico Walpole, gesuita, e beato Alessandro Rawlins, sacerdoti e martiri; beati martiri Edoardo Oldcorne, sacerdote, e Rodolfo Ashley, gesuiti, martiri; san Pietro Nguyễn Văn Lựu, sacerdote e martire; beata Maria Assunta Pallotta, vergine delle Suore francescane missionarie di Maria.
- 8 aprile: sant'Agabo, profeta; santi Erodione, Asincrito e Flegone, discepoli di san Paolo; san Dionigi, vescovo di Corinto; santi Timoteo, Diogene, Macario e Massimo, martiri; san Dionigi, vescovo di Alessandria; sant'Amanzio, vescovo di Como; beato Clemente da Osimo, sacerdote agostiniano; beato Giuliano di Sant'Agostino, francescano scalzo; santa Giulia Billiart, vergine, fondatrice delle Suore di Nostra Signora di Namur; beato Augusto Czartoryski, sacerdote salesiano; beato Domenico del Santissimo Sacramento, sacerdote trinitario.
- 9 aprile: san Massimo, vescovo di Alessandria; sant'Edesio, martire; san Demetrio, martire; sant'Eupsichio, martire; san Liborio, vescovo di Le Mans; sant'Acacio, vescovo di Amida; santa Valdetrude, religiosa; sant'Ugo, vescovo di Rouen; santa Casilda, vergine; san Gaucherio; beato Ubaldo Adimari, sacerdote servita; beato Tommaso da Tolentino, sacerdote francescano e martire; beato Antonio Pavoni, sacerdote domenicano e martire; beata Celestina Faron, vergine delle Piccole ancelle dell'Immacolata Concezione e martire.
- 10 aprile: santi Terenzio, Africano, Massimo, Pompeo, Alessandro, Teodoro e quaranta compagni, martiri; sant'Apollonio, sacerdote e martire; san Palladio, vescovo di Auxerre; san Beda il Giovane, monaco; san Macario, pellegrino; san Fulberto, vescovo di Chartres; beato Antonio Neirotti, sacerdote domenicano e martire; beato Marco Fantuzzi, sacerdote francescano; san Michele dei Santi, sacerdote trinitario; santa Maddalena di Canossa, vergine, fondatrice delle Figlie e dei Figli della carità; beato Bonifacio Zukowski, sacerdote conventuale e martire.
- 11 aprile: santo Stanislao, vescovo di Cracovia e martire; sant'Antipa, martire; san Filippo, vescovo di Gortina; san Doimo, vescovo di Salona e martire; san Barsanofio, anacoreta; sant'Isacco, monaco, fondatore del monastero di Monteluco; beato Lanuino, certosino; beata Sancia, vergine cistercense; beato Angelo Carletti da Chivasso, sacerdote francescano; beato Giorgio Gervase, sacerdote benedettino e martire; santa Gemma Galgani, vergine; beata Elena Guerra, vergine, fondatrice delle Suore oblate dello Spirito Santo; beato Semproniano Ducki, cappuccino e martire.
- 12 aprile: santa Vissia di Fermo, vergine e martire; san Giulio I, papa; san Zeno, vescovo di Verona; san Saba il Goto, martire; san Costantino, vescovo di Gap; san Damiano, vescovo di Pavia; san Basilio, vescovo di Pario; sant'Erchembodone, abate di Sithin e vescovo di Thérouanne; sant'Alferio, fondatore e primo abate di Cava; beato Lorenzo, sacerdote dell'Ordine di San Girolamo; santa Teresa di Gesù di Los Andes, vergine carmelitana scalza; san Giuseppe Moscati, medico; san Davide Uribe, sacerdote e martire messicano.
- 13 aprile: san Martino I, papa e martire; santi Carpo, Papilo, Agatonica e compagni, martiri; sant'Orso, vescovo di Ravenna; sant'Ermenegildo, martire; beata Ida, vedova; san Caradoco, sacerdote e monaco; beata Ida, vergine; beato Albertino, eremita e priore di Fonte Avellana; beata Margherita, vergine domenicana; beati Francesco Dickenson e Milone Gerard, sacerdoti e martiri; beati Giovanni Lockwood e Edoardo Catherick, sacerdoti e martiri; beato Scubilione Rousseau, lasalliano; san Saba Reyes, sacerdote e martire.
- 14 aprile: santi Tiburzio, Valeriano e Massimo, martiri; sante Bernica e Prosdoca, vergini, e Domnina, loro madre, martiri; san Frontone, abate; san Tassac, vescovo di Elphin; santa Tomaide, martire; san Lamberto, vescovo di Lione, abate di Fontenelle; san Giovanni, vescovo di Montemarano; san Bernardo, abate; san Benedetto, pastorello; beato Pietro González, detto Telmo, sacerdote domenicano; santa Liduina, vergine; beata Isabella Calduch Rovira, vergine e martire cappuccina.
- 15 aprile: santi Teodoro e Pausilipo, martiri; san Crescente, martire; san Marone, martire; sant'Abbondio, missionario; san Paterno, vescovo di Avranches; sant'Ortario, abate; beato Cesare de Bus, sacerdote, fondatore dei Padri della Dottrina Cristiana; san Damiano de Veuster, sacerdote picpusiano.
- 16 aprile: santi Leonida e sette compagne, martiri; santi Ottato e compagni, martiri di Saragozza; santa Engrazia, vergine e martire; santi Caio e Crescenzio, martiri; san Turibio, vescovo di Astorga; san Fruttuoso, vescovo di Braga; san Magno, martire; san Drogone, pellegrino; san Contardo, pellegrino; beato Gioacchino, religioso dei Servi di Maria; san Benedetto Giuseppe Labre, pellegrino; beati Pietro Delépine, Giovanni Ménard e ventiquattro compagne, martiri; santa Maria Bernarda Soubirous, vergine delle dame di Nevers, veggente di Lourdes.
- 17 aprile: santi Pietro, diacono, ed Ermogene, martiri; san Simeone, vescovo di Seleucia e Ctesifonte, martire; sant'Ustazade, eunuco, e compagni martiri persiani; sant'Innocenzo, vescovo di Tortona; sant'Acacio, vescovo di Melitene; san Pantagato, vescovo di Vienne; santi Donnano, abate, e compagni, martiri; santi Elia, Paolo e Isidoro, martiri; san Roberto, abate di La Chaise-Dieu; san Roberto, abate di Molesme e fondatore di Cîteaux; beato Giacomo da Cerqueto, sacerdote agostiniano; beata Chiara Gambacorti, vedova; beata Maria Anna di Gesù Navarro, vergine mercedaria; beato Enrico Heat, sacerdote francescano e martire; santa Caterina Tekakwitha, vergine.
- 18 aprile: santi Ermogene ed Elpidio, martiri; san Pusicio, martire; sant'Eusebio, vescovo di Fano; san Laisren, abate di Leighlin; sant'Ursmaro, vescovo-abate di Lobbes; sant'Antusa, vergine; sant'Atanasia, vedova; san Giovanni Isauro, monaco; san Perfetto, sacerdote e martire; beato Idesbaldo, abate; san Galdino, vescovo di Milano; beato Andrea da Montereale, sacerdote agostiniano; beato Andrea Hibernón, religioso francescano; beata Maria dell'Incarnazione Avrillot, vedova, carmelitana; beato Giuseppe Moreau, sacerdote e martire; beata Savina Petrilli, vergine, fondatrice delle Sorelle dei poveri di Santa Caterina da Siena; beato Romano Archutowsky, sacerdote e martire.
- 19 aprile: san Mappalico e compagni, martiri; santa Marta, vergine e martire; san Giorgio, vescovo di Antiochia di Pisidia; san Geroldo, eremita; sant'Elfego, vescovo di Winchester e di Canterbury e martire; san Leone IX, papa; beato Bernardo, penitente; beato Giacomo Duckett, martire.
- 20 aprile: sant'Aniceto, papa; santi Sulpicio e Serviziano, martiri; san Secondino, martire; san Marcellino, primo vescovo di Embrun; san Marciano, monaco; san Teodoro, detto il Villoso, penitente; sant'Anastasio, vescovo di Antiochia e martire; santa Eliena, vergine; san Vione, vescovo di Osnabrück; beato Geraldo de Salis, canonico e poi eremita; beato Domenico Vernagalli, sacerdote camaldolese; sant'Agnese, vergine, priora del monastero domenicano di Montepulciano; beato Simone da Todi, sacerdote agostiniano; beati Giacomo Bell e Giovanni Finch, martiri; beati Riccardo Sargeant e Guglielmo Thomson, sacerdoti e martiri; beato Maurizio Mackenraghty, sacerdote e martire; beato Antonio Page, sacerdote e martire; beati Francesco Page e Roberto Watkinson, sacerdoti e martiri; beata Chiara Bosatta, vergine, fondatrice delle Figlie di Santa Maria della Divina Provvidenza; beato Anastasio Pankiewicz, sacerdote francescano e martire.
- 21 aprile: Sant'Anselmo, vescovo di Canterbury; sant'Apollonio, filosofo e martire; sant'Aristo, sacerdote e martire; sant'Anastasio, egumeno; san Melrubio, abate di Applecross; beato Giovanni Saziari, religioso del Terzo ordine francescano; beato Bartolomeo Cerveri, sacerdote domenicano e martire; san Corrado da Parzham, religioso cappuccino; san Romano Adame, sacerdote e martire.
- 22 aprile: san Sotero, papa; sant'Epipodio, martire; san Leonida, martire; san Caio, papa; san Maryahb, corepiscopo e martire; sant'Agapito I, papa; san Leone, vescovo di Sens; san Teodoro, vescovo di Anastasiopoli ed egumeno; santa Opportuna, badessa; santa Senorina, badessa; beato Francesco Venimbeni, sacerdote francescano.
- 23 aprile: San Giorgio, martire; Sant'Adalberto, vescovo di Praga e martire; sant'Eulogio, vescovo di Edessa; san Marolo, vescovo di Milano; san Gerardo, vescovo di Toul; san Giorgio, vescovo di Suelli; beato Egidio d'Assisi, religioso francescano; beata Elena Valentinis, vedova; beata Teresa Maria della Croce Manetti, vergine, fondatrice delle Carmelitane di Santa Teresa; beata Maria Gabriella Sagheddu, vergine.
- 24 aprile: san Fedele da Sigmaringen, sacerdote cappuccino e martire; sante Maria di Cleofa e Salome; sant'Alessandro, martire; sant'Antimo, vescovo di Nicomedia, e i compagni, martiri; san Gregorio, vescovo di Elvira; san Deodato, diacono e abate; san Mellito, vescovo di Canterbury; san Vilfrido, vescovo di York; sant'Egberto, sacerdote e monaco; san Guglielmo, eremita; santa Maria di Sant'Eufrasia Pelletier, vergine, fondatrice delle Suore del Buon Pastore; san Benedetto Menni, sacerdote dei fatebenefratelli, fondatore delle Suore ospedaliere del Sacro Cuore di Gesù; santa Maria Elisabetta Hesselblad, vergine, restauratrice dell'Ordine di Santa Brigida.
- 25 aprile: san Marco, evangelista; sant'Aniano, vescovo di Alessandria; santi Pasicrate e Valenzione, martiri; san Febadio, vescovo di Agen; santo Stefano, vescovo di Antiochia e martire; san Clarenzio, vescovo di Vienne; sant'Erminio, vescovo-abate di Lobbes; santa Franca, badessa cistercense; beato Bonifacio di Valperga, vescovo di Aosta; beati Roberto Anderton e Guglielmo Marsden, sacerdoti e martiri; san Pietro de Bethencourt, religioso del Terz'Ordine francescano, fondatore dei Fratelli di Betlemme; san Giovanni Battista Piamarta, sacerdote, fondatore della Congregazione della Sacra Famiglia di Nazareth.
- 26 aprile: san Cleto, papa; san Primitivo, martire; san Basileo, vescovo di Amasea e martire; san Ricario, sacerdote; san Pascasio Radberto, abate; santi Guglielmo e Pellegrino, eremiti; beati Domenico e Gregorio, sacerdoti domenicani; santo Stefano, vescovo di Perm'; san Rafael Arnaiz Barón, religioso trappista; beato Giulio Junjer Padern, sacerdote salesiano e martire; beato Stanislao Kubista, sacerdote verbita, e beato Ladislao Goral, vescovo ausiliare di Lublino, martiri.
- 27 aprile: san Simeone, vescovo di Gerusalemme e martire; san Pollione, lettore e martire; san Teodoro, abate; san Liberale, eremita; san Macaldo, vescovo di Man; san Giovanni, egumeno; santa Zita, vergine; san Pietro Armengol, mercedario; beato Giacomo da Zara, religioso francescano; beata Caterina (Osanna di Cattaro), vergine, terziaria domenicana; beato Nicola Roland, sacerdote, fondatore delle Suore del Santo Bambino Gesù; san Lorenzo Nguyễn Văn Hưởng, sacerdote e martire; beata Maria Antonia Bandrés y Elósegui, vergine delle Figlie di Gesù.
- 28 aprile: san Pietro Chanel, sacerdote e martire; san Luigi Maria Grignion de Montfort, sacerdote, fondatore della Compagnia di Maria e delle Figlie della Sapienza; sant'Afrodisio, primo vescovo di Béziers; santi Eusebio, Caralampo e compagni, martiri; san Vitale e i santi Valeria, Gervasio, Protasio e Ursicino, martiri; santi Massimo, Dada e Quintiliano, martiri; san Prudenzio, vescovo di Tarazona; san Panfilo, vescovo di Corfinio; beato Lucchese, terziario francescano; beata Maria Luisa di Gesù Trichet, vergine, primo membro delle Figlie della Sapienza; santi Paolo Phạm Khắc Khoan, sacerdote, Giovanni Battista Ðinh Văn Thành e Pietro Nguyễn Văn Hiển, catechisti e martiri; beato Giuseppe Cerula, sacerdote e martire; santa Giovanna Molla, madre di famiglia.
- 29 aprile: santa Caterina da Siena, vergine del terz'ordine domenicano e dottore della Chiesa; san Tichico, discepolo di san Paolo; san Torpete, martire; san Severo, vescovo di Napoli; sant'Ugo, abate di Cluny; sant'Acardo, vescovo di Avranches; sant'Antonio Kim Song-U, martire.
- 30 aprile: san Pio V, papa; santa Sofia di Fermo, vergine e martire; san Quirino, tribuno e martire; sant'Eutropio, primo vescovo di Saintes; santi Diodoro e Rodopiano, martiri; san Donato, vescovo di Eurea di Epiro; san Lorenzo, sacerdote e martire; san Mercuriale, primo vescovo di Forlì; san Pomponio, vescovo di Napoli; beato Pietro Levita, diacono; sant'Augulo, vescovo di Viviers; sant'Earconvaldo, vescovo di Londra; santi Amatore, sacerdote, Pietro, monaco, e Luigi, laico, martiri; san Gualfardo, eremita; sant'Adiutore; beato Guglielmo Southerne, sacerdote e martire; beato Benedetto da Urbino, sacerdote cappuccino; santa Maria dell'Incarnazione Guyart, vedova, fondatrice delle Orsoline del Canada; san Giuseppe Benedetto Cottolengo, sacerdote, fondatore di Fratelli, Suore e Padri della Piccola casa della Divina Provvidenza; san Giuseppe Tuân, sacerdote domenicano e martire; beata Paolina von Mallinckrodt, vergine, fondatrice delle Suore della carità cristiana.

### Maggio
- 1º maggio: san Giuseppe, lavoratore; san Geremia, profeta; sant'Andeolo, martire; santi Torquato, vescovo di Guadix, e altri sei vescovi, martiri; sant'Amatore, vescovo di Auxerre; sant'Orienzo, vescovo di Auch; san Brioco, vescovo e abate; san Sigismondo, re dei Burgundi; san Marculfo, eremita; sant'Asafo, abate e vescovo di Saint Asaph; sant'Aredio, vescovo di Gap; san Teodardo, vescovo di Narbona; beato Aldebrando, vescovo di Fossombrone; beata Mafalda, vergine; beato Vivaldo da San Gimignano, eremita del terzo ordine di san Francesco; beato Giuliano Cesarello, sacerdote francescano; san Pellegrino Laziosi, religioso servita; beata Petronilla, vergine, badessa delle clarisse; natale di san Pio V, papa; sant'Agostino Schoeffler, sacerdote e martire della Società per le missioni estere di Parigi; san Giovanni Luigi Bonnard, sacerdote e martire della medesima società; san Riccardo Pampuri, dell'Ordine dei Fatebenefratelli; beato Clemente Šeptyc'kyj, studita, sacerdote e martire.
- 2 maggio: sant'Atanasio, vescovo di Alessandria e dottore della Chiesa; santi Espero e Zoe, coniugi, e i figli Ciriaco e Teodulo, martiri; san Felice, diacono e martire; santi Vendemiale e Longino, vescovi e martiri; san Valdeberto di Luxeuil, abate; santa Viborada, vergine e martire; beato Nicola Hermansson, vescovo di Linköping; sant'Antonino, domenicano, vescovo di Firenze; beato Guglielmo Tyrri, sacerdote agostiniano martire; san Giuseppe Nguyễn Văn Lựu, catechista e martire; san Giuseppe Maria Rubio y Peralta, sacerdote gesuita; beato Boleslao Strzeleki, sacerdote e martire.
- 3 maggio: santi Filippo e Giacomo, apostoli; santi Timoteo e Maura, martiri; santi Evenzio, Alessandro e Teodulo, martiri; san Giovenale, primo vescovo di Narni; san Conlaedo, vescovo di Kildare; san Pietro, vescovo di Argo; sant'Ansfrido, vescovo di Utrecht; san Teodosio, abate; beata Emilia Bicchieri, vergine domenicana; santo Stanislao Casimiritano, sacerdote e canonico regolare; beato Edoardo Giuseppe Rosaz, vescovo di Susa, fondatore delle Suore francescane missionarie di Susa; beata Maria Leonia Paradis, vergine, fondatrice delle Piccole suore della Sacra Famiglia.
- 4 maggio: santi Agapio e Secondino, vescovi, e compagni, martiri; sant'Antonina, martire; san Floriano, martire; santi Silvano, vescovo di Gaza, e trentanove compagni, martiri; beato Ladislao da Gielniów, sacerdote francescano; santi Giovanni Houghton, Roberto Lawrence e Agostino Webster, priori certosini, Riccardo Reynolds, brigidino, e beato Giovanni Haile, sacerdoti e martiri; beato Giovanni Martino Moyë, sacerdote delle Missioni Estere di Parigi, fondatore delle Suore della Provvidenza di Portieux e Saint-Jean.
- 5 maggio: san Gioviniano, lettore e martire; sant'Eutimio, diacono e martire; san Massimo, vescovo di Gerusalemme; san Brittone, vescovo di Treviri; sant'Ilario, vescovo di Arles; san Nicezio, vescovo di Vienne; san Geronzio, vescovo di Milano; san Mauronto, abate e diacono; san Sacerdote, abate e poi vescovo di Limoges; san Gottardo, vescovo di Hildesheim; san Leone di Africo, eremita; sant'Avertino, diacono; sant'Angelo,sacerdote carmelitano e martire; beato Benvenuto Mareni da Recanati, religioso francescano; san Nunzio Sulprizio, orfano; beata Caterina Cittadini, vergine, fondatrice delle Suore orsoline di San Girolamo; beato Gregorio Frąckowiak, religioso verbita e martire.
- 6 maggio: san Lucio di Cirene, profeta e dottore della Chiesa di Antiochia; santi Mariano, lettore, e Giacomo, diacono, martiri; san Venerio, vescovo di Milano; santa Benedetta, vergine; sant'Ealberto, vescovo di Lindisfarne; san Pietro Nolasco, sacerdote, fondatore dei Mercedari; beato Bartolomeo Pucci-Franceschi, sacerdote francescano; beati Edoardo Jones e Antonio Middleton, sacerdoti e martiri; san Francesco de Montmorency-Laval, primo vescovo di Québec; beata Maria Caterina di Santa Rosa Troiani, vergine, fondatrice delle Suore francescane missionarie del Cuore Immacolato di Maria; beata Anna Rosa Gattorno, vedova, fondatrice delle Figlie di Sant'Anna; beato Enrico Kaczorowski e Casimiro Gostynski, sacerdoti e martiri.
- 7 maggio: santa Domitilla, martire; santi Flavio e quattro compagni, martiri; san Cerenico, diacono e monaco; san Giovanni, vescovo prima di Hexham e poi di York; beata Gisella, vedova; sant'Antonio, eremita; beato Alberto da Bergamo, terziario domenicano; santa Rosa Venerini, vergine, fondatrice delle Maestre pie; sant'Agostino Roscelli, sacerdote, fondatore delle Suore dell'Immacolata.
- 8 maggio: san Vittore, martire; sant'Acacio, soldato e martire; sant'Elladio, vescovo di Auxerre; sant'Arsenio di Sceti, diacono; san Gibriano, sacerdote pellegrino; san Desiderato, vescovo di Bourges; san Martino, sacerdote e abate; san Bonifacio IV, papa; san Benedetto II, papa; san Metrone, eremita; san Wirone, missionario; sant'Amato Ronconi, ospedaliere; beato Angelo da Massaccio, sacerdote camaldolese e martire; beato Luigi Rabatà, sacerdote carmelitano; beata Maria Caterina di Sant'Agostino Simon de Longpré, vergine delle Religiose ospedaliere della misericordia di Gesù; beata Ulrica Nisch, vergine delle Suore di carità della Santa Croce; beato Antonio Bajewski, sacerdote francescano conventuale e martire.
- 9 maggio: sant'Isaia, profeta; sant'Erma; san Pacomio, abate; santi trecentodieci martiri persiani; san Dionigi, vescovo di Vienne; san Geronzio, vescovo di Cervia; san Beato, sacerdote ed eremita; beato Forte Gabrielli, eremita; beato Benincasa da Montepulciano, religioso servita; beato Tommaso Pickering, martire benedettino; san Giuseppe Hiên, sacerdote domenicano e martire; beata Maria Teresa di Gesù Gerhardinger, vergine, fondatrice delle Suore scolastiche di Nostra Signora; beato Stefano Grelewski, sacerdote e martire.
- 10 maggio: san Giobbe, uomo di grandissima pazienza; san Dioscoride, martire; santi Alfio, Filadelfo e Cirino, martiri; san Gordiano, martire; santi Quarto e Quinto, martiri; san Comgall, abate, fondatore del monastero di Bangor; san Cataldo, vescovo di Taranto; santa Solangia, vergine e martire; san Guglielmo, sacerdote; beata Beatrice d'Este, vergine; beato Niccolò Albergati, certosino vescovo di Bologna; san Giovanni d'Avila, sacerdote; beato Ivan Merz, educatore; beato Enrico Rebuschini, sacerdote camilliano.
- 11 maggio: san Maiulo, martire; sant'Antimo, martire; san Mozio, sacerdote e martire; san Mamerto, vescovo di Vienne; san Gengolfo; san Maiolo, abate di Cluny; san Gualterio, sacerdote; beato Gregorio Celli, sacerdote agostiniano; beati Giovanni Rochester e Giacomo Walworth, sacerdoti certosini, martiri; san Francesco de Geronimo, sacerdote gesuita; sant'Ignazio da Laconi, cappuccino; san Matteo Lê Văn Gẫm, martire.
- 12 maggio: santi Nereo e Achilleo, martiri; san Pancrazio, ragazzo martire; santi Cirillo e sei compagni, martiri; sant'Epifanio, vescovo di Salamina; san Filippo, sacerdote; san Modoaldo, vescovo di Treviri; santa Rictrude, badessa di Marchiennes; san Germano, vescovo di Costantinopoli; san Domenico della Calzada, eremita; beata Imelda Lambertini, vergine domenicana; beata Giovanna, vergine.
- 13 maggio: Beata Vergine Maria di Fátima; san Servazio, vescovo di Tongres; sant'Agnese, badessa di Santa Croce a Poitiers; beata Gemma, vergine; beata Maddalena Albrici, badessa agostiniana; sant'Andrea Uberto Fournet, sacerdote, fondatore delle Figlie della Croce.
- 14 maggio: san Mattia, apostolo; san Massimo, martire; san Ponzio, martire; santi Vittore e Corona, martiri; sant'Isidoro, martire; santi Felice e Fortunato, martiri; sante Giusta ed Enedina, martiri; sant'Abruncolo, vescovo di Langres e di Clermont; san Gallo, vescovo di Clermont; san Cartaco, vescovo di Lismore e abate; sant'Eremberto, vescovo di Tolosa; beato Egidio da Vouzela, sacerdote; santa Teodora Guérin, vergine, fondatrice delle Suore della Provvidenza; san Michele Garicoïts, sacerdote, fondatore dei Preti del Sacro Cuore di Gesù di Bétharram; santa Maria Domenica Mazzarello, fondatrice delle Figlie di Maria Ausiliatrice.
- 15 maggio: santi Pietro, Andrea, Paolo e Dionisia, martiri; santi Cassio e Vittorino, martiri; san Simplicio, sacerdote; sant'Achilleo, vescovo di Larissa; san Reticio, vescovo di Autun; san Caleb, re d'Etiopia; san Severino, vescovo di Settempeda; san Ruperto; san Witesindo, martire; sant'Isidoro, agricoltore; beato Andrea Abellon, sacerdote domenicano.
- 16 maggio: santi Felice e Gennadio, martiri; santi Fiorenzo e Diocleziano, martiri; santi Abdas, vescovo di Kaskar, Ebedieso e compagni; san Pellegrino, primo vescovo di Auxerre e martire; san Possidio, vescovo di Calama; san Fidolo, sacerdote; san Brandano, vescovo-abate di Clonfert; sant'Onorato, vescovo di Amiens; san Carantoco, vescovo e abate di Cardigan; quarantaquattro santi martiri di Palestina; san Germerio, vescovo di Tolosa; sant'Ubaldo, vescovo di Gubbio; sant'Adamo, abate del monastero di San Sabino; beato Simone Stock, sacerdote, priore generale dei carmelitani; sant'Andrea Bobola, sacerdote gesuita e martire; beato Michele Wozniak, sacerdote e martire; beato Vitale Vladimiro Bajrak, sacerdote basiliano e martire.
- 17 maggio: sant'Adrione, martire; san Vittore, martire; santi Eraclio e Paolo, martiri; santa Restituta, vergine e martire; sant'Emiliano, vescovo di Vercelli; san Pasquale Baylón, francescano; san Pietro Liu Wenyuan, martire e catechista; santa Giulia Salzano, religiosa, fondatrice delle Suore catechiste del Sacro Cuore; beata Antonia Mesina, vergine e martire; beato Ivan Zjatyk, sacerdote redentorista e martire.
- 18 maggio: san Giovanni I, papa e martire; san Felice, martire; san Dioscoro; santi Potamone, Ortasio e Serapione, sacerdoti e martiri; santi Teodoto e Tecusa, Alessandra, Claudia, Faina, Eufrasia, Matrona e Giulitta, vergini e martiri; beato Burcardo, sacerdote; sant'Erik IX, re e martire ; beato Guglielmo, sacerdote agostiniano; san Felice da Cantalice, religioso cappuccino; beata Blandina del Sacro Cuore Merten, vergine dell'Ordine di Sant'Orsola; beato Stanislao Kubski, sacerdote e martire; beato Martino Oprzadek, sacerdote francescano e martire.
- 19 maggio: sant'Urbano I, papa; santi Partenio e Calogero, martiri; sant'Adolfo, vescovo di Cambrai; san Dunstano, abate a Glastonbury e poi vescovo di Worcester, di Londra e infine di Canterbury; beata Umiliana, del Terz'ordine francescano; san Pietro Celestino, papa; sant'Ivo, prete; beato Agostino Novello, sacerdote agostiniano; beati Giovanni da Cetina, sacerdote, e Pietro da Duenas, religioso dell'Ordine dei Minori Conventuali, martiri; beato Giovanni da San Domenico Martinez, sacerdote domenicano; beato Pietro Wright, sacerdote e martire; san Teofilo da Corte, sacerdote francescano; san Crispino da Viterbo, religioso cappuccino; beato Giacomo Luigi da Besançon Loir, sacerdote cappuccino e martire; beata Maria Bernarda Bütler, vergine, fondatrice delle Suore francescane missionarie di Maria Ausiliatrice; beato Giuseppe Czempiel, sacerdote e martire.
- 20 maggio: san Bernardino da Siena, sacerdote francescano; santa Lidia; sant'Aurea, martire; san Baudelio, martire; san Talaleo, martire; san Lucifero, vescovo di Cagliari; sant'Ilario, vescovo di Tolosa; sant'Austregisilo, vescovo di Bourges; sant'Atanasio, vescovo di Brescia; san Teodoro, vescovo di Pavia; beato Guido della Gherardesca, eremita; beata Colomba, vergine del terz'ordine domenicano; san Protasio Chong Kuk-bo, martire; sant'Arcangelo Tadini, sacerdote, fondatore delle Suore operaie della Santa Casa di Nazareth; beato Luigi Talamoni, sacerdote, fondatore delle Suore misericordine di San Gerardo.
- 21 maggio: san Cristoforo Magallanes e compagni, martiri messicani; san Timoteo, diacono e martire; san Polieuto, martire; santi martiri di Pentecoste ad Alessandria; san Paterno, vescovo di Vannes; sant'Ospizio, recluso; san Mancio, martire; san Teobaldo, vescovo di Vienne; sant'Hemming, vescovo di Åbo; beato Leone Mopinot, dei Fratelli delle Scuole Cristiane, martire; san Carlo Giuseppe Eugenio de Mazenod, vescovo di Marsiglia, fondatore degli Oblati di Maria Immacolata.
- 22 maggio: santa Rita da Cascia, vedova, monaca agostiniana; santi Casto ed Emilio, martiri; san Basilisco, vescovo di Comana Pontica e martire; santa Giulia, vergine e martire; santa Quiteria, vergine e martire; sant'Ausonio, primo vescovo di Angoulême; san Lupo, vescovo di Limoges; san Giovanni, abate di Parma; sant'Attone, abate vallombrosano, vescovo di Pistoia; beata Umiltà, badessa vallombrosana; beato Giovanni Forest, sacerdote francescano e martire; beati Pietro da Asuncion, francescano, e Giovanni Battista Machado, sacerdoti e martiri; beato Mattia de Arima, catechista e martire; san Michele Hô Ðình Hy, catechista, martire; san Domenico Ngôn, padre di famiglia e contadino, martire; beata Maria Domenica Brun Barbantini, religiosa, fondatrice delle Suore ministre degli infermi di San Camillo.
- 23 maggio: santi Lucio, Montano e compagni, martiri; santi martiri di Cappadocia; santi martiri di Mesopotamia; sant'Efebo, vescovo di Napoli; san Desiderio, vescovo di Langres e martire; sant'Eutichio, abate di Norcia; santo Spes, abate; sant'Onorato, abate di Subiaco; san Siagrio, vescovo di Nizza; san Michele, vescovo di Sinnada di Frigia; san Guiberto, monaco; san Giovanni Battista de' Rossi, sacerdote; beati Giuseppe Kurzawa e Vincenzo Matuszewski, sacerdoti e martiri.
- 24 maggio: san Manaen, dottore e profeta della Chiesa di Antiochia; beata Giovanna, moglie di Cusa, pia donna; san Zoello, martire; san Servulo, martire; santi Donaziano e Rogaziano, martiri; santi martiri di Filippopoli; san Vincenzo, sacerdote e monaco di Lerins; san Simone Stilita, sacerdote e anacoreta; beato Filippo, sacerdote agostiniano; beato Giovanni de Prado, sacerdote francescano e martire; santi Agostino Yi Kwanghon, Agata Kim Agi e compagni, martiri; beato Ludovico Zefirino Moreau, vescovo di Saint-Hyacinthe.
- 25 maggio: san Beda il Venerabile, sacerdote e dottore della Chiesa; san Gregorio VII, papa; santa Maria Maddalena de' Pazzi, vergine carmelitana; san Canione, vescovo di Atella e martire; san Dionigi, vescovo di Milano; san Zenobio, vescovo di Firenze; san Leone, abate; sant'Adelmo, abate di Malmesbury e poi vescovo di Sherborne; san Gennadio, abate e poi vescovo di Astorga; beato Gerardo Mecatti, terziario francescano; san Girio, eremita; beato Giacomo Filippo Bertoni, sacerdote servita; san Pietro Ðoàn Văn Vân, catechista e martire; santa Maddalena Sofia Barat, vergine, fondatrice della Società del Sacro Cuore di Gesù; san Dionigi Ssebuggwawo, martire ugandese; santi Cristoforo Magallanes e Agostino Caloca, sacerdoti e martiri; beato Nicola Cehelskyj, sacerdote e martire.
- 26 maggio: san Filippo Neri, prete, fondatore della congregazione dell'oratorio; sant'Eleuterio, papa; san Simetrio, martire; santa Felicissima, martire; san Prisco, martire; deposizione di sant'Agostino di Canterbury; passione di san Desiderio, vescovo di Vienne e martire; san Berengario, monaco; san Lamberto, vescovo di Vence; beato Francesco Patrizi, sacerdote servita; beato Andrea Franchi, domenicano, vescovo di Pistoia; santa Maria Anna di Gesù de Paredes, vergine del terz'ordine francescano; san Pietro Sans i Jordá, domenicano, vescovo di Mauricastro, vicario apostolico del Fujian e martire; san Giuseppe Chang Song-jib, martire; santi Giovanni Ðoàn Trinh Hoan, sacerdote, e Matteo Nguyễn Văn Phượng, padre di famiglia e catechista, martiri; sant'Andrea Kaggwa, martire; san Ponziano Ngondwe, martire.
- 27 maggio: sant'Agostino, vescovo di Canterbury; san Giulio, martire; san Restituto, martire; sant'Eutropio, vescovo di Orange; san Bruno, vescovo di Würzburg; san Gausberto, sacerdote ed eremita; beati Edmondo Duke e Riccardo Hill, sacerdoti e martiri; sante Barbara Kim, vedova, e Barbara Yi, vergine, martiri; sant'Atanasio Bazzekuketta, martire; san Gonzaga Gonza, martire.
- 28 maggio: sant'Eliconide, martire; san Carauno, martire; san Giusto, vescovo di Urgell; san Germano, vescovo di Parigi; san Guglielmo, monaco; beato Lanfranco, vescovo di Canterbury; santa Ubaldesca, vergine giovannita; beato Ercolano da Piegaro, sacerdote francescano; beata Margherita Pole, madre di famiglia e martire; beata Maria Bartolomea Bagnesi, vergine del terz'ordine domenicano; beati Tommaso Ford, Giovanni Shert e Roberto Johsnon, sacerdoti e martiri; san Paolo Hạnh, martire; beato Ladislao Demski, martire; beato Antonio Giuliano Nowowiejski, vescovo di Płock e martire.
- 29 maggio: sant'Esichio, martire; san Massimino, vescovo di Treviri; santi Sisinnio, diacono, Martirio, lettore, e Alessandro, ostiario, martiri; sant'Esuperanzio, vescovo di Ravenna; san Senatore, vescovo di Milano; san Gerardo, prima monaco e poi vescovo di Mâcon; santa Bona, vergine; beati Guglielmo Arnaud e dieci compagni, martiri; beata Gherardesca, vedova; beato Riccardo Thirkeld, sacerdote e martire; beato Giuseppe Gérard, sacerdote degli Oblati di Maria Immacolata; santa Maria Orsola Ledóchowska, vergine, fondatrice delle Suore orsoline del Sacro Cuore di Gesù Agonizzante.
- 30 maggio: san Gavino, martire; santi Basilio ed Emmelia, coniugi; sant'Anastasio, vescovo di Pavia; santa Dinfna, vergine e martire; sant'Uberto, vescovo di Liegi; san Ferdinando III, re di Castiglia e di León; santa Giovanna d'Arco, vergine; san Luca Kirby e beati Guglielmo Filby, Lorenzo Johnson e Tommaso Cottam sacerdoti e martiri; beati Guglielmo Scott e Riccardo Newport, sacerdoti e martiri; san Mattia Kalemba, martire dell'Uganda; san Giuseppe Marello, vescovo di Acqui, fondatore degli Oblati di San Giuseppe; beato Ottone Neururer, sacerdote e martire.
- 31 maggio: festa della Visitazione della Beata Vergine Maria; santa Petronilla, vergine e martire; sant'Ermia, legionario e martire; santi Canzio, Canziano e Canzianilla, martiri; san Silvio, vescovo di Tolosa; beato Giacomo Salomoni, sacerdote domenicano; santa Battista da Varano, badessa del monastero delle clarisse di Camerino; beati Robert Thorpe e Tommaso Watkinson, martiri; beato Nicola Barré, frate minimo, sacerdote, fondatore delle Suore del Bambino Gesù; san Felice di Nicosia, cappuccino; beato Mariano da Roccacasale, religioso francescano; san Noè Mawaggali, martire dell'Uganda.
- Prima domenica dopo Pentecoste: Santissima Trinità - Solennità
- Seconda domenica dopo Pentecoste: Santissimo Corpo e Sangue di Cristo - Solennità

### Giugno
- 1º giugno: san Giustino, martire; santi Caritone e compagni, martiri; santi Ammone, Zenone, Tolomeo, Ingene e Teofilo, soldati, martiri di Alessandria d'Egitto; santi Ischirione e compagni, soldati, martiri di Licopoli; san Procolo, martire; san Fortunato, prete; san Caprasio, monaco; san Floro, vescovo di Lodève; san Ronano, vescovo; san Vistano, re di Mercia, martire; san Simeone, recluso; sant'Enecone, abate; beato Teobaldo; beato Giovanni Pelingotto, terziario francescano; beato Giovanni Storey, martire; beati Alfonso Navarrete, Ferdinando di San Giuseppe di Ayala e Leone Tanaka, martiri; beato Giovanni Battista Vernoy de Montjournal, canonico di Moulins e martire; san Giuseppe Túc, martire; san Giovanni Battista Scalabrini, vescovo di Piacenza, fondatore delle Missionarie e dei Missionari di San Carlo; sant'Annibale Maria Di Francia, sacerdote, fondatore dei Rogazionisti del Cuore di Gesù e delle Figlie del Divino Zelo.
- 2 giugno: santi Marcellino, sacerdote, e Pietro, esorcista, martiri; santi Potino, vescovo di Lione, Blandina e quarantasei compagni, martiri; sant'Erasmo, vescovo di Antiochia e martire; sant'Eugenio I, papa; san Niceforo, vescovo di Costantinopoli; san Guido, vescovo di Acqui; san Nicola, pellegrino; beati Sadoc, sacerdote, e compagni, domenicani e martiri; san Domenico Ninh, contadino, martire.
- 3 giugno: santi Carlo Lwanga e dodici compagni, martiri dell'Uganda; san Cecilio, sacerdote; sant'Ilario, primo vescovo di Carcassonne; santa Clotilde, regina; san Lifardo, sacerdote; sant'Oliva, vergine; san Kevin, fondatore e abate del monastero di Glendalough; san Genesio, vescovo di Clermont; sant'Isacco, martire; san Davino, pellegrino armeno; san Morando, monaco; beato Andrea Caccioli, primo sacerdote francescano; san Cono, monaco; beato Francesco Ingleby, prete e martire; san Giovanni Grande, religioso dei fatebenefratelli; beato Carlo Renato Collas du Bignon, sacerdote sulpiziano e martire; san Pietro Dong, martire; beato Diego Oddi, religioso francescano; san Giovanni XXIII, papa.
- 4 giugno: san Quirino, vescovo di Siscia, martire; san Metrofane, vescovo di Bisanzio; sant'Ottato, vescovo di Milevi; san Petroc, abate; san Gualterio, abate; santi Nicola e Trani, eremiti; beato Pacifico da Cerano, sacerdote francescano; san Francesco Caracciolo, sacerdote, fondatore dei Chierici regolari minori; beato Filippo Smaldone, sacerdote, fondatore delle Suore salesiane dei Sacri Cuori; beati Antonio Zawistowski, sacerdote, e Stanislao Starowieyski, martiri.
- 5 giugno: san Bonifacio, vescovo di Magonza e martire; santi Marciano, Nicandro, Apollonio e compagni, martiri; san Doroteo, vescovo di Tiro; sant'Illidio, vescovo di Clermont; sant'Eutichio, vescovo di Como; santi Eobano, vescovo di Utrecht, Adelario e nove compagni, martiri; beato Sancio, martire; san Franco, eremita; san Pietro Spanò, eremita; san Luca Vŭ Bá Loan, sacerdote e martire; santi Domenico Toai e Domenico Huyện, padri di famiglia e pescatori, martiri.
- 6 giugno: san Norberto, arcivescovo di Magdeburgo, fondatore dei premostratensi; santi Artemio e Paolina, martiri; san Bessarione, anacoreta; san Cerazio, vescovo di Grenoble; sant'Eustorgio II, vescovo di Milano; sant'Iarlath, arcivescovo di Tuam; san Claudio, vescovo e abate di Condat; sant'Alessandro, vescovo di Fiesole e martire; sant'Ilarione, sacerdote e archimandrita del monastero di Dalmazio; san Colmano, vescovo di Dromore; beato Falcone, abate; san Gilberto, abate premostratense; beato Bertrando, vescovo di Aquileia e martire; beato Lorenzo da Villamagna, sacerdote francescano; beato Guglielmo Greenwood, martire certosino; san Marcellin Champagnat, sacerdote marista, fondatore dei Piccoli Fratelli di Maria; santi Pietro Dũng, Pietro Thuan e Vincenzo Dương, martire; san Raffaele Guízar Valencia, vescovo di Veracruz; beato Innocenzo Guz, sacerdote francescano conventuale e martire.
- 7 giugno: san Colmano, vescovo e abate del monastero di Dromore; santi martiri di Cordoba; san Roberto, fondatore e abate cistercense di Newminster; beata Anna di San Bartolomeo, vergine carmelitana scalza; sant'Antonio Maria Gianelli, vescovo di Bobbio, fondatore delle Figlie di Maria Santissima dell'Orto; beata Maria Teresa de Soubiran La Louvière, vergine, fondatrice delle Suore di Maria Ausiliatrice.
- 8 giugno: san Massimino, primo vescovo di Aix; san Gildardo, vescovo di Rouen; san Medardo, vescovo di Noyon; san Fortunato, vescovo di Fano; san Clodolfo, vescovo di Metz; san Guglielmo, vescovo di York; beato Giovanni Davy, diacono certosino e martire; san Giacomo Berthieu, sacerdote gesuita e martire; beata Maria del Divin Cuore Droste zu Vischering, vergine della congregazione del Buon Pastore; beata Maria Teresa Chiramel Mankidiyan, vergine, fondatrice delle Suore della Sacra Famiglia di Thrissur; beato Nicola da Gesturi, sacerdote cappuccino.
- 9 giugno: sant'Efrem, diacono e dottore della Chiesa; santi Primo e Feliciano, martiri; san Diomede, martire; san Vincenzo, martire; san Massimiano, vescovo di Siracusa; san Columba, sacerdote e abate di Iona; san Riccardo, vescovo di Andria; beato Roberto Salt, monaco certosino e martire; san Giuseppe de Anchieta, sacerdote gesuita; beato Giuseppe Imbert, sacerdote gesuita e martire; beata Anna Maria Taigi, madre di famiglia, terziaria trinitaria.
- 10 giugno: san Censurio, vescovo di Auxerre; san Landerico, vescovo di Parigi; sant'Itamaro, vescovo di Rochester; san Bogumilo, vescovo di Gniezno; beata Diana degli Andalò, vergine, fondatrice del monastero domenicano di Sant'Agnese; beato Enrico da Bolzano; beato Giovanni Dominici, domenicano, vescovo di Ragusa; beati Tommaso Green e Gualtiero Pierson, certosini, martiri; beato Edoardo Poppe, sacerdote.
- 11 giugno: san Barnaba, apostolo; san Massimo, vescovo di Napoli; san Remberto, vescovo di Amburgo e di Brema; beato Bardone, abate e poi vescovo di Magonza; sant'Aleide, vergine cistercense; san Parisio, sacerdote camaldolese; beata Iolanda, badessa clarissa di Gniezno; beato Stefano Bandelli, sacerdote domenicano; san Giovanni da San Facondo González de Castrillo, sacerdote agostiniano; santa Maria Rosa Molas y Vallvé, vergine, fondatrice delle Suore di Nostra Signora della Consolazione; santa Paola Frassinetti, vergine, fondatrice delle Suore di Santa Dorotea; beata Maria del Sacro Cuore Schininà, vergine, fondatrice delle Suore del Sacro Cuore; beato Ignazio Maloyan, vescovo di Mardin, martire.
- 12 giugno: san Basilide, martire; sant'Onofrio, eremita; san Leone III, papa; sant'Odolfo, sacerdote, apostolo dei Frisi; sant'Eskil, vescovo di Strängnäs e martire; beato Guido, sacerdote, discepolo di san Francesco; beato Placido, abate; beata Florida Cevoli, vergine clarissa; san Gaspare Bertoni, sacerdote, fondatore degli stimmatini; beato Lorenzo Maria di San Francesco Saverio, passionista; beata Mercedes di Gesù Molina, vergine, fondatrice dell'Istituto di Santa Marianna di Gesù; beata Maria Barba, religiosa delle Monache carmelitane scalze.
- 13 giugno: sant'Antonio di Padova, sacerdote francescano e dottore della Chiesa; santa Felicola, martire; beato Achilleo, vescovo di Alessandria; san Trifilio, vescovo di Nicosia; san Ceteo, vescovo di Amiterno; sant'Eulogio, vescovo di Alessandria; san Salmodio, eremita; san Ramberto, martire; sant'Aventino, eremita e martire; san Fandila, sacerdote e monaco; beato Gerardo, monaco di Chiaravalle; santi Agostino Phan Viết Huy e Nicola Bùi Ðức Thể, martiri; beata Anna Maria Biernacka, madre di famiglia e martire.
- 14 giugno: sant'Eliseo, profeta; san Proto, martire; santi Valerio e Rufino, martiri; san Fortunato, vescovo di Napoli; sant'Eterio, vescovo di Vienne; san Metodio, vescovo di Costantinopoli; santi Anastasio, Felice e Degna, martiri.
- 15 giugno: sant'Amos, profeta; sant'Esichio, martire; san Vito, martire; sant'Abramo, monaco; san Landelino, abate di Lobbes; san Lotario, vescovo di Séez; santa Benilde, martire; san Bernardo di Mentone, arcidiacono di Aosta, fondatore dell'abbazia di Monte Giove; sant'Isfrido, vescovo di Ratzeburg; beato Tommaso Scryven, martire certosino; beati Pietro Snow e Rodolfo Grimston, martiri; santa Germana Cousin, vergine; san Luigi Maria Palazzolo, sacerdote, fondatore delle Suore delle poverelle; santa Barbara Cui Lianzhi, martire.
- 16 giugno: santi Quirico e Giulitta, martiri; santi Ferreolo e Ferruccio, martiri; san Similiano, vescovo di Nantes e confessore; san Ticone, vescovo; santi Aureo, vescovo di Magonza, Giustina, sua sorella, e compagni, martiri; sant'Aureliano, vescovo di Arles; san Ceccardo, vescovo di Luni; san Bennone, vescovo di Meißen; santa Lutgarda, vergine; beato Tommaso Reding, martire certosino; beato Antonio Costanzo Auriel, sacerdote e martire; santi Domenico Nguyễn, Domenico Nguyễn Đức Mạo, Domenico Nhi, Domenico Mao, Vincenzo e Andrea Tường, martiri; beata Maria Teresa Scherer, vergine, cofondatrice delle Suore di carità della Santa Croce.
- 17 giugno: santi Blasto e Diogene, martiri; santi Isauro, Innocenzo, Felice, Ermia, Pellegrino e Basilio, martiri; santi Nicandro e Marciano, martiri; sant'Antidio, vescovo di Besançon e martire; sant'Ipazio, egumeno; sant'Erveo, eremita; sant'Avito, abate; san Ranieri, pellegrino; santa Teresa, regina di Castiglia; beato Pietro Gambacorta, fondatore dei Poveri eremiti di San Girolamo; beato Paolo Burali, religioso teatino, vescovo di Piacenza e poi di Napoli; beato Filippo Papon, sacerdote e martire; san Pietro Đa, martire.
- 18 giugno: santi Marco e Marcelliano, martiri; san Leonzio, legionario martire; santi Ciriaco e Paola, martiri; sant'Amando, vescovo di Bordeaux; san Calogero, eremita; sant'Elisabetta, vergine; beata Osanna Andreasi, vergine, terziaria domenicana; san Gregorio Barbarigo, vescovo di Bergamo e poi di Padova.
- 19 giugno: san Romualdo, eremita, fondatore dei monaci camaldolesi; santi Gervasio e Protasio, martiri; san Deodato, vescovo di Nevers; santa Childomarca, badessa; san Lamberto, martire; beato Gerlando, ospedaliere di San Giovanni; santa Giuliana Falconieri, vergine, fondatrice delle Serve di Maria; beata Michelina, vedova, terziaria francescana; beati Sebastiano Newdigate, Humphrey Middlemore e Guglielmo Exmew, sacerdoti certosini e martiri; beato Tommaso Woodhouse, sacerdote della Compagnia di Gesù e martire; santi Remigio Isoré e Modesto Andlauer, sacerdoti gesuiti e martiri.
- 20 giugno: san Metodio, vescovo di Olimpo e martire; san Gobano, sacerdote; san Giovanni da Matera, fondatore e abate del monastero di Pulsano; beata Margherita Ebner, vergine domenicana; beato Dermot O'Hurley, arcivescovo di Cashel e martire; beata Margherita Ball, martire; beati Francesco Pacheco, sacerdote, e otto compagni gesuiti, martiri; beati Tommaso Whitbread, Guglielmo Harcourt, Giovanni Fenwich, Giovanni Gavan e Antonio Turner, sacerdoti gesuiti, martiri.
- 21 giugno: san Luigi Gonzaga, religioso gesuita; san Mevenno, fondatore e abate del monastero di Brocéliande; san Leutfrido, fondatore e abate del monastero di Santa Croce presso Evreux; san Rodolfo, vescovo di Bourges; san Raimondo, vescovo di Roda e Barbastro; beato Tommaso da Orvieto, servita; san Giovanni Rigby, martire; beato Giacomo Morelle Dupas, sacerdote e martire; san Giuseppe Isabel Flores, sacerdote e martire.
- 22 giugno: san Paolino, vescovo di Nola; santi Giovanni Fisher, vescovo di Rochester, e Tommaso Moro, martiri; san Flavio Clemente, martire; sant'Albano, martire; santi Giulio e Aaron, martiri; sant'Eusebio, vescovo di Samosata; san Niceta, vescovo di Ramesiana in Dacia; beato Innocenzo V, papa domenicano.
- 23 giugno: santi martiri di Nicomedia; sant'Ediltrude, abbadessa di Ely; san Bilio, vescovo di Vannes e martire; san Lanfranco, vescovo di Pavia; san Valero, sacerdote; beata Maria, mistica; beato Pietro Giacomo, sacerdote agostiniano; san Tommaso Garnet, sacerdote gesuita e martire; san Giuseppe Cafasso, sacerdote; beata Maria Raffaella Cimatti, vergine delle Suore ospedaliere della misericordia.
- 24 giugno: natività di san Giovanni Battista; santi Giovanni e Festo, martiri; san Simplicio, vescovo di Autun; santi Agoardo, Agliberto e compagni, martiri; san Rumoldo, eremita e martire; san Teodolfo, vescovo-abate di Lobbes; san Gontrano, vescovo di Nantes e martire; san Teogaro, sacerdote; san Giuseppe Yuan Zaide, sacerdote e martire; santa María Guadalupe García Zavala, religiosa, fondatrice delle Ancelle di Santa Margherita Maria e dei poveri.
- 25 giugno: san Massimo, primo vescovo di Torino; san Prospero d'Aquitania; san Prospero, vescovo di Reggio Emilia; santa Tigre, vergine; san Moloc o Luan, vescovo; sant'Eurosia, vergine e martire; sant'Adalberto, diacono e abate; san Salomone, martire; san Guglielmo, fondatore e abate di Montevergine; beato Giovanni di Spagna, monaco certosino; beata Dorotea, vedova; beata Maria Lhuillier, vergine e martire; santi Domenico Henares, domenicano, vescovo titolare di Fessei e vicario apostolico del Tonchino orientale, e Francesco Ðỗ Văn Chiểu, martiri.
- 26 giugno: santi Giovanni e Paolo, martiri; san Vigilio, vescovo di Trento; san Deodato, vescovo di Nola; san Massenzio, abate; san Davide, eremita; san Salvio, vescovo di Valence e martire; san Pelagio, martire; san Rodolfo, vescovo di Gubbio; sant'Antelmo, vescovo di Belley; beato Raimondo Petiniaud de Jourgnac, sacerdote e martire; beate Maddalena Fontaine, Francesca Lanel, Teresa Fantou e Giovanna Gérard, vergini Figlie della Carità e martiri; beato Andrea Giacinto Longhin, vescovo di Treviso; san Giuseppe Ma Taishun, martire; san Giuseppe Maria Robles, sacerdote, fondatore delle Suore del Cuore di Gesù Sacramentato e martire; beato Andrea Iscak, sacerdote e martire; beati Mykola Konrad, sacerdote, e Volodymyr Pryjma, laico, martiri; san Giuseppe Maria Escrivá de Balaguer, sacerdote, fondatore dell'Opus Dei.
- 27 giugno: san Cirillo di Alessandria, vescovo di Alessandria e dottore della Chiesa; santa Guddene, martire; san Zoilo, martire; san Sansone, prete; san Giovanni, sacerdote; sant'Arialdo, diacono e martire; beato Benvenuto da Gubbio, religioso francescano; san Tommaso Toán, catechista e martire; beata Margherita Bays, vergine; beata Luisa Teresa Montaignac de Chauvance, vergine, fondatrice delle Oblate del Cuore di Gesù.
- 28 giugno: sant'Ireneo, vescovo di Lione e martire; santi Plutarco, Sereno, Eraclide, Erone, Sereno, Eraide, Potamiena e Marcella, martiri di Alessandria d'Egitto; san Paolo I, papa; sant'Argimiro, martire; sant'Eimerardo, sacerdote ed eremita; san Giovanni Southworth, sacerdote e martire; sante Vincenza Gerosa e Bartolomea Capitanio, vergini, fondatrici delle Suore di Maria Bambina; sante Lucia Wang Cheng, Maria Fan Kun, Maria Qi, Maria Fan Kun, Maria Qi Yu e Maria Zheng Xu, martiri; santa Maria Du Zhauzhi, martire; beati Severiano Baranyk e Gioacchino Sen'kivs'kyj, sacerdoti basiliani di San Giosafat e martiri.
- 29 giugno: santi Pietro e Paolo, apostoli; san Siro, vescovo di Genova; san Cassio, vescovo di Narni; sant'Emma, vedova; beato Raimondo Lullo, terziario francescano e martire; santi Paolo Wu Juan, Giovan Battista Wu Mantang e Paolo Wu Wanshu, martiri; sante Maria Du Tianshi e Maddalena Du Fengju, martiri.
- 30 giugno: santi Protomartiri di Santa Romana Chiesa; san Basilide, martire; san Marziale, vescovo di Limoges; san Bertrando, vescovo di Le Mans; sant'Erendrude, prima badessa di Nonnberg; san Teobaldo, prete ed eremita; san Ladislao, re d'Ungheria; sant'Ottone, vescovo di Bamberga; sant'Adolfo, vescovo di Osnabrück; beato Filippo Powell, sacerdote benedettino e martire; beato Gennaro Maria Sarnelli, sacerdote redentorista; san Vincenzo Ðỗ Yến, sacerdote domenicano e martire; santi Raimondo Li Quanzhen e Pietro Li Quanhui, martiri; beato Zenone Kovalyk, sacerdote redentorista e martire; beato Basilio Velyčkovs'kyj, vescovo ausiliare di Leopoli e martire.
- Venerdì dopo la seconda domenica dopo Pentecoste: Sacratissimo Cuore di Gesù - Solennità
- Sabato dopo la seconda domenica dopo Pentecoste: Cuore Immacolato della Beata Vergine Maria - Memoria

### Luglio
- 1º luglio: sant'Aronne, levita; san Martino, vescovo di Vienne; san Domiziano, abate; san Teodorico, prete; sant'Eparchio, sacerdote; san Golveno, vescovo di Saint-Pol-de-Léon; san Carileffo, abate; beati Giorgio Beesley e Montford Scott, sacerdoti e martiri; beato Tommaso Maxfield, sacerdote e martire; sant'Oliviero Plunkett, vescovo di Armagh e martire; beati Giovan Battista Duverneuil, carmelitano scalzo, e Pietro Aredio Labrouhe de Laborderie, canonico di Clermont, sacerdoti e martiri; beato Ignazio Falzon, sacerdote; san Zhang Huailu, martire; santi Giustino Orona e Atilano Cruz, sacerdoti e martiri; beato Giovanni Nepomuceno Chrzan, sacerdote e martire.
- 2 luglio: santi Processo e Martiniano, martiri; santi Liberato, Bonifacio, Servio e Rustico, Rogato, Settimo e Massimo, martiri; santa Monegonda, consacrata a Dio; san Svitino, vescovo di Winchester; san Lidano, fondatore e abate di Santa Cecilia a Sezze; beato Pietro di Lussemburgo, vescovo di Metz; beati Giovanni e Pietro Becchetti, sacerdoti agostiniani; san Bernardino Realino, sacerdote della Compagnia di Gesù; beata Eugenia Joubert, vergine della congregazione della Sacra Famiglia e del Cuore.
- 3 luglio: san Tommaso, apostolo; sant'Anatolio, vescovo di Laodicea di Siria; san Mennone, centurione, martire; santi Marco e Mociano, martiri; sant'Eliodoro, vescovo di Altino; sant'Anatolio, vescovo di Costantinopoli; san Leone II, papa; san Raimondo Gayrard; san Giuseppe Nguyến Ðình Uyển, martire; san Filippo Phan Văn Minh, sacerdote e martire; beata Maria Anna Mogas Fontcuberta, vergine, fondatrice delle Francescane missionarie della Madre del Divin Pastore; santi Pietro Zhao Mingzhen e Giovan Battista Zhao Mingxi, martiri.
- 4 luglio: sant'Elisabetta, regina di Portogallo; san Giocondiano, martire; san Lauriano, martire; san Fiorenzo, vescovo di Cahors; san Valentino, sacerdote ed eremita; santa Berta, abbadessa; sant'Andrea di Creta, vescovo di Gortina; sant'Uldarico, vescovo di Augusta; deposizione del beato Bonifacio, vescovo di Belley e poi di Canterbury; beato Giovanni da Vespignano; beati Giovanni detto Cornelio, gesuita, Tommaso Bosgrave, Giovanni Carey e Patrizio Salmon, martiri; beati Guglielmo Andleby, sacerdote, Enrico Abbot, Tommaso Warcop ed Eduardo Fulthorp, martiri; sant'Antonio Daniel, sacerdote gesuita e martire; beata Caterina Jarrige, vergine, terziaria domenicana; san Cesidio da Fossa, sacerdote francescano e martire; beato Pier Giorgio Frassati, terziario domenicano; beato Giuseppe Kowalski, martire.
- 5 luglio: sant'Antonio Maria Zaccaria, sacerdote, fondatore dei Chierici regolari di San Paolo; santo Stefano di Nicea, vescovo e martire; santa Ciprilla, martire; sant'Atanasio di Gerusalemme, diacono e martire; san Domizio detto Medico, martire, eremita; santa Marta, madre di san Simeone Stilita il giovane; san Tommaso, abate; sant'Atanasio, fondatore ed egumeno della Grande Laura; beati Matteo Lambert, Roberto Meyler, Edoardo Cheevers e Patrizio Cavanagh, martiri; beati Giorgio Nichols, Riccardo Yaxley, sacerdoti, Tommaso Belson e Humphred Pritchard, martiri; sante Teresa Chen Jinxie e Rosa Chen Aixie, vergini e martiri.
- 6 luglio: santa Maria Goretti, vergine e martire; santa Ciriaca vergine e martire; san Romolo, primo vescovo di Fiesole e martire; san Sisoe, detto il Grande, eremita; san Palladio, vescovo; santa Monenna, fondatrice e badessa del monastero di Killeevy; san Goar, prete; san Giusto, monaco a Condat; passione di san Tommaso Moro; beato Tommaso Alfield, sacerdote e martire; beato Elia Desgardin, monaco trappista e martire; beata Maria Rosa de Loye, vergine benedettina e martire; san Pietro Wang Zuolong, martire; beata Maria Teresa Ledóchowska, vergine, fondatrice delle Suore missionarie di San Pietro Claver; santa Nazaria Ignazia di Santa Teresa, vergine, fondatrice delle Missionarie crociate della Chiesa.
- 7 luglio: san Panteno; sant'Edilburga, badessa del monastero di Faremoutiers; sant'Edda, vescovo dei Sassoni occidentali; san Villibaldo, vescovo di Eichstätt; san Mael Ruain, vescovo-abate di Tallaght; sant'Oddone, vescovo di Urgell; beato Benedetto XI, papa domenicano; beato Odino Barotti, sacerdote; beati Roger Dickinson, sacerdote, Randolph Milner e Lorenzo Humphrey, martiri; beato Giovanni Giuseppe Juge de Saint-Martin, sacerdote sulpiziano e martire; beata Ifigenia di san Matteo, vergine sacramentina e martire; santi Antonino Fantosati, vescovo di Adraa e vicario apostolico dell'Hunan meridionale, e Giuseppe Maria Gambaro, sacerdote, martiri francescani; san Marco Ji Tianxiang, martire; san Maria Guo Lizhi, martire; beato Pietro To Rot, martire; beata María Romero Meneses, religiosa delle Figlie di Maria Ausiliatrice.
- 8 luglio: santi Aquila e Priscilla, coniugi; santa Gliceria di Eraclea, martire; san Procopio, martire; san Pancrazio, primo vescovo di Taormina e martire; sant'Auspicio, vescovo di Toul; san Disibodo, eremita; santa Landrada, abbadessa; san Chiliano, martire; santi monaci abramiti, martiri; sant'Adriano III, papa; sant'Eugenio III, papa; beato Mancio Araki, martire; san Giovanni Wu Wenyin, martire.
- 9 luglio: santi Agostino Zhao Rong, sacerdote, Pietro Sans i Jordà, vescovo di Mauricastro e vicario apostolico del Fujian, e compagni, martiri; beata Giovanna Scopelli, vergine carmelitana; beato Adriano Fortescue, martire; santi Nicola Pieck e compagni, martiri di Gorcum; santa Veronica Giuliani, badessa clarissa; beate Marianna di Santa Melania de Guilhermier e Margherita degli Angeli de Rocher, vergini orsoline e martiri; san Gioacchino He Kaizhi, catechista e martire; santi Gregorio Maria Grassi, vescovo titolare di Ortosia di Fenicia e vicario apostolico dello Shanxi meridionale, e Francesco Fogolla, vescovo titolare di Bagi, francescani, e ventiquattro compagni, martiri; santa Paolina del Cuore Agonizzante di Gesù, fondatrice delle Piccole suore dell'Immacolata Concezione; beato Fedele Chijnacki, cappuccino e martire; beata Maria di Gesù Crocefisso Petković, fondatrice delle Figlie della misericordia francescane.
- 10 luglio: santi martiri romani Felice, Filippo, Vitale, Marziale, Alessandro, Silano e Gennaro; sante Rufina e Seconda, martiri; sante Vittoria e Anatolia, martiri; santi Gennaro e Marino, martiri; sant'Apollonio di Sardi, martire; santi martiri di Nicopoli Leonzio, Maurizio, Daniele, Antonio, Aniceto, Sisinio e compagni; santi Bianore e Silvano, martiri; san Pascario, vescovo di Nantes; santa Amalberga, vergine; san Pietro Vincioli, sacerdote e abate; san Canuto, re di Danimarca e martire; beate Maria Gertrude di Santa Sofia de Ripert d'Alauzier e Agnese di Gesù de Romillon, vergini orsoline e martiri; santi Antonio Nguyễn Hữu Quỵnh e Pietro Nguyễn Khắc Tự, martiri; beati Emanuele Ruiz, sacerdote, e compagni, martiri.
- 11 luglio: san Benedetto, abate; san Pio I, papa; san Marciano, martire; santa Marciana, vergine e martire; san Leonzio il Giovane, vescovo di Bordeaux; san Drostano, abate; santi Placido, martire, e Sigisberto, abate; sant'Idulfo, corepiscopo di Treviri, fondatore di Moyenmoutier; sant'Abbondio, sacerdote; santa Olga; beato Bertrando, abate di Grandesilve; san Chetillo, sacerdote e canonico regolare; beati Tommaso Benstead e Tommaso Sprott, sacerdoti e martiri; beate Rosalia Clotilde di Santa Pelagia Bes, Maria Elisabetta di Santa Teoctisto Pélissier, Maria Chiara di San Martino Blanc e Maria Margherita di Santa Sofia de Barbégie d'Albrède, vergini e martiri; sante Anna An Xinzhi, Matia An Guozhi, Anna An Jiaozhi e Maria An Lihua, vergini e martiri.
- 12 luglio: santi Proclo e Ilarione, martiri; santi Ermagora e Fortunato, martiri; santi Nabore e Felice, martiri; san Paterniano, vescovo di Fano; san Vivenziolo, vescovo di Lione; san Giovanni Gualberto, fondatore e abate di Vallombrosa; san Leone I, abate di Cava; beato Davide Gunston, martire, cavaliere gerosolimitano; san Giovanni Jones, sacerdote francescano e martire; beati Mattia Araki e sette compagni, martiri; beate Rosa di San Saverio Tallien, Marta dell'Angelo Buono Cluse, Maria di Sant'Enrico de Justamond e Giovanna Maria di San Bernardo de Romillon, vergini e martiri; sant'Ignazio Clemente Delgado, vescovo di Milopotamo e vicario apostolico del Tonchino orientale e martire; sant'Agnese Lê ThỊ Thành, martire; san Pietro Khanh, sacerdote e martire.
- 13 luglio: sant'Enrico, imperatore; sant'Esdra, sacerdote; san Sila; san Serapione, martire; santa Mirope, martire; santi Alessandro e trenta compagni, martiri; sant'Eugenio, vescovo di Cartagine; san Turiavo, abate-vescovo di Dol; beato Jacopo da Varagine, domenicano, vescovo di Genova; beato Tommaso Tunstal, sacerdote benedettino e martire; beati Ludovico Armando Giuseppe Adam e Bartolomeo Jarrige de la Morelie de Biars, sacerdoti e martiri; beate Maddalena della Madre di Dio Verchière e cinque compagne, vergini e martiri; sant'Emanuele Le Van Phung, martire; santa Clelia Barbieri, fondatrice delle Suore minime dell'Addolorata; beato Ferdinando Maria Baccilieri, sacerdote, fondatore delle Suore serve di Maria di Galeazza; san Paolo Liu Jinde, martire; san Giuseppe Wang Guiji, martire; beato Mariano di Gesù Euse Hoyos, sacerdote; beato Carlo Emmanuele Rodríguez Santiago.
- 14 luglio: san Camillo de Lellis, sacerdote, fondatore dei Chierici regolari Ministri degli Infermi; sant'Ottaziano, vescovo di Brescia; san Vincenzo o Madelgario; san Marchelmo, sacerdote e monaco; beato Croznato, premostratense e martire; santa Toscana, ospedaliera di San Giovanni]; beata Angelina di Marsciano, fondatrice del monastero delle francescane di Foligno; beato Gaspare de Bono, sacerdote dell'Ordine dei Minimi; san Francesco Solano, sacerdote francescano; beato Riccardo Langhorne, martire; beato Ghébrē Michele; san Giovanni Wang Guixin, martire.
- 15 luglio: deposizione di san Bonaventura, cardinale-vescovo di Albano e dottore della Chiesa; santi Eutropio, Zosima e Bonosa, martiri; san Felice, vescovo di Tibiuca e martire; san Catulino, diacono, e altri martiri; santi Filippo e dieci compagni, martiri; sant'Abudemio, martire; san Giacomo, vescovo di Nisibi; san Plechelmo, vescovo; san Gumberto, fondatore dell'abbazia di Ansbach; transito di san Giuseppe, vescovo di Tessalonica; sant'Atanasio, vescovo di Napoli; san Vladimiro, principe di Kiev; sant'Ansuero, abate di Ratzeburg e martire; san David, vescovo di Västerås; beato Ceslao, sacerdote domenicano; beato Bernardo, principe di Baden; beati Ignazio de Azevedo, sacerdote, e trentotto compagni gesuiti, martiri; san Pompilio Maria Pirrotti, sacerdote scolopio; beato Michele Bernardo Marchand, sacerdote e martire; san Pietro Nguyến Bá Tuần, sacerdote e martire; beata Anna Maria Javouhey, vergine, fondatrice delle Suore di San Giuseppe di Cluny; sant'Andrea Nguyễn Kim Thông Năm Thuông, martire; beato Antonio Beszta-Borowski, sacerdote e martire.
- 16 luglio: Beata Vergine Maria del Monte Carmelo; sant'Antioco, martire; sant'Atenogene, corepiscopo di Pedactoe e martire; sant'Elerio, eremita; santi Monulfo e Gondulfo, vescovi di Maastricht; santi Reinilde, Grimoaldo e Gondolfo, martiri; san Sisenando, diacono e martire; beata Irmengarda, badessa; beato Simone da Costa, religioso gesuita e martire; san Bartolomeo Fernandes, vescovo di Braga; beati Giovanni Sugar, sacerdote, e Roberto Grissold, martiri; beati Andrea de Soveral, gesuita, e Domenico Carvalho, martiri; beati Nicolas Savouret e Claudio Beguignot, sacerdoti e martiri; beate Amata da Gesù de Gordon e sei compagne, vergini e martiri; santa Maria Maddalena Postel, vergine, fondatrice delle Suore delle Scuole Cristiane della Misericordia; santi Lang Yangzhi, catecumeno, e Paolo Lang Fu, suo figlio, martiri; santa Teresa Zhang Hezhi, martire.
- 17 luglio: santi martiri scillitani; san Giacinto, martire; sante Giusta e Rufina, vergini; santa Marcellina, vergine; sant'Alessio; san Teodosio, vescovo di Auxerre; sant'Ennodio, vescovo di Pavia; san Fredegando, monaco; san Chenelmo, martire; san Leone IV, papa; san Colmano, pellegrino; santi Andrea e Benedetto, eremiti; santa Edvige, regina di Polonia; beate Teresa di Sant'Agostino Lidoine e quindici compagne, vergini carmelitane di Compiègne e martiri; san Pietro Liu Ziyu, martire; beato Pavol Peter Gojdič, vescovo di Prešov.
- 18 luglio: santi Sinforosa e sette compagni, martiri; san Materno, vescovo di Milano; sant'Emiliano, martire; san Filastrio, vescovo di Brescia; san Ruffillo, vescovo di Forlimpopoli; sant'Arnolfo, vescovo di Metz; santa Teodosia, martire; san Federico, vescovo di Utrecht; san Bruno, vescovo di Segni; san Simone da Lipnica, sacerdote francescano; beato Giovanni Battista de Bruxelles, sacerdote e martire; san Domenico Nicola Ðinh Ðạt, martire; beata Tarcisia Mackiv, vergine delle Ancelle della Beata Vergine Maria Immacolata e martire.
- 19 luglio: sant'Epafra; santi Macedonio, Teodulo e Taziano, martiri; santa Macrina, vergine; san Dio il Taumaturgo, archimandrita; san Simmaco, papa; sant'Aurea, vergine; san Bernoldo, vescovo di Utrecht; beata Stilla, vergine; beato Pietro Crisci da Foligno; san Giovanni Plessington, sacerdote e martire; san Giovanni Battista Zhou Wurui, martire; santi Elisabetta Qin Bianzhi e Simone Qin Chunfu, martiri; beati Achille Puchala e Ermanno Stepien, sacerdoti francescani conventuali e martiri.
- 20 luglio: sant'Apollinare, vescovo di Classe; sant'Elia il Tisbita, profeta; san Giuseppe, chiamato Barsabba; santa Margherita, vergine e martire; san Frumenzio, vescovo; sant'Aurelio, vescovo di Cartagine; san Vulmaro, sacerdote; san Paolo, diacono e martire; beato Bernardo, vescovo di Hildesheim; santi Maddalena Yi Yong-hui, Teresa Yi Mae-im, Marta Kim Songim, Lucia Kim, Rosa Kim, Anna Kim Chang-gum e Maria Won Kwi-im, vergine, e Giovanni Battista Yi Kwang-nyol, martiri coreani; san Giuseppe Maria Díaz Sanjurjo, domenicano, vescovo titolare di Platea e vicario apostolico del Tonchino centrale e martire; santi Leone Ignazio Mangin e Paolo Denn, sacerdoti gesuiti, e santa Maria Zhou Wuzhi, martiri; san Pietro Zhou Rixin, martire; santa Maria Fu Guilin, martire; sante Maria Zhao Guozhi, e le figlie Rosa e Maria Zhao, martiri; san Xi Guizi, martire; beate Rita della Vergine Addolorata e Francesca del Cuore di Gesù, vergini della congregazione della Carità del Sacro Cuore di Gesù, martiri.
- 21 luglio: san Lorenzo da Brindisi, sacerdote cappuccino e dottore della Chiesa; san Vittore, martire a Marsiglia; san Simeone, detto lo Stolto, e san Giovanni, eremita; santa Prassede, vergine; sant'Arbogasto, vescovo di Strasburgo; beato Gabriele Pergaud, sacerdote e martire; sant'Alberico Crescitelli, sacerdote del Pontificio istituto missioni estere e martire; san Giuseppe Wang Yumei, martire.
- 22 luglio: santa Maria Maddalena, discepola del Signore; san Platone, martire; santi martiri massilitani; san Cirillo, vescovo di Antiochia; sant'Anastasio, monaco; san Vandregisilo, abate di Fontenelle; san Meneleo, abate; san Girolamo, vescovo di Pavia; san Gualtiero, fondatore della Casa della Misericordia di Lodi; beato Agostino de Fango da Biella, sacerdote domenicano; natale di san Lorenzo da Brindisi; santi Filippo Evans e Giovanni Lloyd, sacerdoti e martiri; beato Giacomo Lombardie, sacerdote e martire; santi Anna Wang, vergine, Lucia Wang Wangzhi e suo figlio Andrea Wang Tianqing, martiri; santa Maria Wang Lizhi, martire.
- 23 luglio: santa Brigida, religiosa, fondatrice dell'Ordine del Santissimo Salvatore; sant'Ezechiele, profeta; passione di sant'Apollinare, vescovo di Classe; san Severo, martire; san Giovanni Cassiano, sacerdote; san Valeriano, vescovo di Cimiez; beata Giovanna, vergine del terz'ordine secolare domenicano; beati Niceforo di Gesù e Maria Diez Tejerina, sacerdote, e cinque compagni passionisti, martiri; beati Germano di Gesù e Maria Pérez Giménez, sacerdote, e otto compagni passionisti, martiri; beati Pietro Ruiz de los Paños, fondatore delle Discepole di Gesù, e Giuseppe Sala Pico, Sacerdoti operai diocesani e martiri; beato Cristino Gondek, sacerdote francescano e martire; beato Vasiľ Hopko, vescovo.
- 24 luglio: san Charbel Makhluf, sacerdote antoniano; santa Cristina, vergine e martire; san Vittorino, martire; san Fantino il Vecchio, eremita; santa Eufrasia, vergine; san Declano, primo vescovo di Ardmore; santa Sigolena, religiosa; santi Boris e Gleb, martiri; san Baldovino, cistercense, fondatore e abate di San Matteo a Rieti; beata Cristina l'Ammirabile, vergine; santa Cunegonda, principessa d'Ungheria, religiosa clarissa; beato Giovanni Tavelli, gesuato, vescovo di Ferrara; traslazione dei santi magi a Colonia; beato Antonio dell'Aquila, sacerdote agostiniano; beata Ludovica di Savoia, vedova, clarissa colettina; beati Nicola Garlick, Robert Ludlam e Riccardo Simpson, sacerdoti e martiri; beato Giuseppe Lambton, sacerdote e martire; san Giovanni Boste, sacerdote e martire; san Giuseppe Fernández, sacerdote domenicano e martire; beato Modestino di Gesù e Maria, francescano; beate Maria del Pilar di San Francesco Borgia Martínez García, Teresa di Gesù Bambino García García e Maria Angela di San Giuseppe Voltierra Tordesillas, vergini carmelitane scalze e martiri; beata Maria della Mercede Prat, vergine della Compagnia di Santa Teresa di Gesù e martire; beato Saverio Bordas Piferer, sacerdote salesiano e martire.
- 25 luglio: san Giacomo, apostolo; san Cristoforo, martire; san Cucufate, martire; santi Valentina, Tea e Paolo, martiri; sant'Olimpiade, vedova; san Magnerico, vescovo di Treviri; santi Beato e Banto, eremiti; santa Clodesinda, abbadessa; san Teodemiro, monaco e martire; beato Giovanni Soreth, sacerdote carmelitano; beato Pietro da Mogliano, sacerdote francescano; beati Rodolfo Acquaviva, Alfonso Pacheco, Pietro Berna, Antonio Francisco e Francesco Aranha, gesuiti martiri; beato Antonio Lucci, francescano, vescovo di Bovino; beato Michele Ludovico Brulard, sacerdote carmelitano scalzo e martire; santa Maria del Monte Carmelo Sallés y Barangueras, vergine, fondatrice delle Religiose concezioniste missionarie dell'insegnamento; beati Pietro del Cuore Redondo, Felice delle Cinque Piaghe Ugalde Irurzun e Benedetta Solano Ruiz, religiosi passionisti, martiri; beati Federico Rubio Álvarez, Primo Martínez Castillo, Gerolamo Ochoa Urdangarín e Giovanni della Croce Delgado Pastor, fatebenefratelli, martiri; beato Dionigi Pamplona, sacerdote scolopio, martire; beati Deogratias Palacios, Leone Inchausti, Giuseppe Rada, Giuliano Moreno e Giuseppe Riccardo Diez, agostiniani recolletti, martiri; beata Maria Teresa Kowalska, vergine clarissa cappuccina e martire.
- 26 luglio: santi Gioacchino e Anna, genitori della Vergine; sant'Erasto, discepolo di san Paolo; san Simeone, monaco ed eremita; sant'Austindo, vescovo di Auch; beati Evangelista e Pellegrino, sacerdoti agostiniani; beato Ugo degli Atti, monaco silvestrino; beata Camilla Gentili, martire; beato Giovanni Ingram, sacerdote e martire; beato Giorgio Swallowell, martire; beati Edoardo Thwing, domenicano; beati Roberto Nutter, sacerdoti e martiri; beato Guglielmo Webster, sacerdote e martire; beato Andrea, martire; beati Marcello Gaucherio Labigne de Reignefort e Pietro Giuseppe Le Groing de La Romagere, sacerdoti e martiri; beate Maria Margherita di Sant'Agostino Bonnet e quattro compagne, vergini orsoline, martiri; santa Bartolomea Capitanio, vergine, fondatrice delle suore della carità di Maria Bambina; beati Vincenzo Pinilla, agostiniano recolletto, ed Emanuele Martín Sierra, sacerdoti e martiri; beato Tito Brandsma, sacerdote dell'Ordine dei Carmelitani e martire; beato Giorgio Preca, sacerdote, fondatore della Società della Dottrina Cristiana.
- 27 luglio: santi Sette dormienti di Efeso, martiri; san Pantaleone, martire; san Desiderato, vescovo di Besançon; san Celestino I, papa; san Simeone, monaco, detto lo Stilita; sant'Orso, abate; sant'Ecclesio, vescovo di Ravenna; san Galattorio, vescovo di Lescar e martire; sant'Antusa, vergine e monaca; santi Giorgio, diacono e monaco siro, Aurelio e Sabigotone, coniugi, e Felice e Liliosa, coniugi, martiri; san Clemente, vescovo di Acrida; san Bertoldo di Garsten, abate; beato Raimondo Palmerio, padre di famiglia; beato Nevolone, eremita; beata Lucia Bufalari, vergine; beato Roberto Sutton, sacerdote e martire; beato Guglielmo Davies, sacerdote e martire; beata Maria Maddalena Martinengo, badessa clarissa cappuccina; beato Gioacchino Vilanova Camallonga, sacerdote e martire; beato Modesto Vegas Vegas, sacerdote francescano conventuale e martire; beati Filippo Hernández Martínez, Zaccaria Abadia Buesa e Giacomo Ortiz Alzueta, salesiani e martiri; beata Maria Clemente di Gesù Crocifisso Staszewska, vergine orsolina e martire.
- 28 luglio: santi Procoro, Nicanore, Timone, Parmenas e Nicola, diaconi; san Vittore I, papa; santi Martiri della Tebaide in Egitto; sant'Acacio di Mileto, martire; santi Nazario e Celso, martiri; san Cameliano, vescovo di Troyes; santo Sansone, abate e vescovo; san Botvido, martire; san Melchiorre García-Sampedro, domenicano, vescovo di Tricomia e vicario apostolico del Tonchino centrale e martire; san Pietro Poveda Castroverde, sacerdote e martire, fondatore dell'Istituzione Teresiana; beati Emanuele Segura e David Carlos, martiri; san Giacomo Ilario Barbal Cosín, religioso dei Fratelli delle Scuole Cristiane, martire; beati Giuseppe Caselles Moncho e Giuseppe Castell Camps, sacerdoti salesiani e martiri; santa Alfonsa dell'Immacolata Concezione, vergine clarissa.
- 29 luglio: santa Marta, discepola del Signore; santi Lazzaro e Maria, discepoli del Signore; san Callinico, martire; san Felice, martire; santi Simplicio, Faustino, Viatrice e Rufo, martiri; san Lupo, vescovo di Troyes; san Prospero, vescovo di Orléans; sant'Olav, martire; beato Urbano II, papa; san Guglielmo Pinchon, vescovo di Saint-Brieuc; beati Ludovico Bertran, Mancio della Santa Croce e Pietro di Santa Maria, martiri domenicani; beato Carlo Nicola Antonio Ancel, sacerdote eudista e martire; santi Giuseppe Zhang Wenlan, Paolo Chen Changpin, Giovanni Battista Lou Tingyin, Marta Wang Louzhi, martiri; beato Giovan Battista Egozcuezábal Aldaz, religioso fatebenefratelli e martire; beato Lucio Martínez Mancebo, sacerdote domenicano, e altri compagni martiri; beato Giuseppe Calasanz Marques, sacerdote salesiano e martire.
- 30 luglio: san Pietro Crisologo, vescovo di Ravenna e dottore della Chiesa; santi Abdon e Sennen, martiri; santa Giulitta; sante Massima, Domitilla e Seconda, vergini e martiri; sant'Orso, vescovo di Auxerre; santa Godeleva, martire; beato Manno Guzmán, sacerdote domenicano; beati Edoardo Powell, Riccardo Featherstone e Tommaso Abel, sacerdoti e martiri; san Giuseppe Yuan Gengyin, martire; beati Braulione Maria Corres Díaz de Cerio, sacerdote, e quattordici compagni fatebenefratelli, martiri; beati Giuseppe Maria Muro Sanmiguel e Gioacchino Prats Baltueña, domenicani, e Zosimo Izquierdo Gil, martiri; beato Sergio Cid Pazo, sacerdoti della Società Salesiana e martire; san Leopoldo da Castelnuovo, sacerdote cappuccino; beata Maria Vincenza di Santa Dorotea Chávez Orozco, vergine, fondatrice delle Serve della Santissima Trinità e dei poveri; santa Maria di Gesù Sacramentato Venegas de la Torre, vergine, fondatrice delle Figlie del Sacro Cuore di Gesù.
- 31 luglio: sant'Ignazio di Loyola, sacerdote, fondatore della Compagnia di Gesù; san Calimero, vescovo di Milano; santi Democrito, Secondo e Dionigi, martiri; san Fabio, martire; san Tertullino, martire; transito di san Germano, vescovo di Auxerre; transito di san Pietro Crisologo, vescovo di Ravenna e dottore della Chiesa; sant'Elena di Skövde, vedova e martire; beato Giovanni Colombini, fondatore dei gesuati; beato Everardo Hanse, sacerdote e martire; beato Giovanni Francesco Jarrige de la Morelie du Breuil, sacerdote e martire; santi Pietro Ðoàn Công Quý ed Emanuele Phụng, martiri; san Giustino de Jacobis, lazzarista, vescovo di Nilopoli e vicario apostolico dell'Abissinia; beati Dionigi Vicente Ramos e Francesco Remón Játiva, francescani conventuali, martiri; beato Giacomo Buch Canals, salesiano; beato Michele Oziębłowski, sacerdoti e martire; beato Francesco Stryjas, martire; beata Sidonia Schelingová, vergine delle Suore di carità della Santa Croce e martire.

### Agosto
- 1º agosto: sant'Alfonso Maria de' Liguori, vescovo di Sant'Agata de' Goti e dottore della Chiesa, fondatore della Congregazione del Santissimo Redentore; santi sette fratelli maccabei e sant'Eleazar, martiri; san Secondino, martire; san Felice, martire; natale di sant'Eusebio, vescovo di Vercelli; sant'Esuperio, vescovo di Bayeux; san Severo, sacerdote; santi Friardo e Secondello, diaconi ed eremiti; san Ionato, abate; sant'Etelvoldo, vescovo di Winchester; beato Emerico di Quart, vescovo di Aosta; beato Giovanni, eremitano di Sant'Agostino; san Pietro Favre, sacerdote gesuita; beato Tommaso Welbourne; santi Domenico Nguyện Văn Hạnh e Bernardo Võ Văn Duê, sacerdoti e martiri; natale di san Pier Giuliano Eymard, sacerdote; beato Benvenuto de Miguel Arahal, sacerdote amigoniano e martire; beato Alessio Sobaszek, sacerdote e martire; beate Maria Stella del Santissimo Sacramento Mardosewicz e dieci compagne della congregazione della Sacra Famiglia di Nazareth, vergini e martiri.
- 2 agosto: sant'Eusebio, primo vescovo di Vercelli; san Pier Giuliano Eymard, sacerdote, fondatore dei Sacerdoti e delle Ancelle del Santissimo Sacramento; san Rutilio, martire; santo Stefano I, papa; santa Centolla, martire; san Massimo, vescovo di Padova; san Sereno, vescovo di Marsiglia; san Betario, vescovo di Chartres; san Pietro, vescovo di Osma; beata Giovanna, madre di san Domenico; beati Filippo di Gesù Munárriz Azcona, Giovanni Díaz Nosti e Leonzio Pérez Ramos, sacerdoti claretiani e martiri; beato Zefirino Giménez Malla, martire; beato Francesco Calvo Burillo, sacerdote domenicano e martire; beato Francesco Tomás Serer, sacerdote amigoniano e martire.
- 3 agosto: sant'Aspreno, primo vescovo di Napoli; sant'Eufronio, vescovo di Autun; san Martino, eremita; san Pietro, vescovo di Anagni; beato Agostino Casotti, domenicano, vescovo di Zagabria e poi di Lucera; beato Salvatore Ferrandis Seguí, sacerdote e martire; beati Alfonso López López e Michele Remón Salvador, francescani conventuali, martiri; beato Francesco Bandrés Sánchez, sacerdote salesiano e martire.
- 4 agosto: san Giovanni Maria Vianney, sacerdote; sant'Aristarco, discepolo e compagno di san Paolo; santi Giustino e Crescenzione, martiri; san Giacinto, martire; sant'Eleuterio, martire; santa Ia, martire; sant'Eufronio, vescovo di Tours; san Rainerio, vescovo di Cagli e poi di Spalato e martire; beata Cecilia, vergine domenicana; beato Guglielmo Horne, martire certosino; beato Federico Janssoone, sacerdote francescano; beato Gundisalvo Gonzalo, religioso fatebenefratelli e martire; beati Giuseppe Batalla Parramón, Giuseppe Rabasa Bentanachs ed Egidio Gil Rodicio, salesiani, martiri; beato Enrico Krzysztofik, sacerdote e martire.
- 5 agosto: dedicazione della Basilica di Santa Maria Maggiore; san Memmio, primo vescovo di Châlons; san Paride, primo vescovo di Teano; san Cassiano, vescovo di Autun; santa Nonna, madre di famiglia; sant'Emidio, primo vescovo di Ascoli Piceno; san Venanzio, vescovo di Viviers; san Viatore, eremita; sant'Osvaldo, re di Northumbria, martire; beato Cecco da Pesaro, terziario francescano; santa Margherita, vedova; beati Pietro Michele Noël, sacerdote e martire.
- 6 agosto: festa della Trasfigurazione di Gesù; passione di san Sisto II, papa, e dei suoi compagni; santi Giusto e Pastore, martiri; sant'Ormisda, papa; beato Ottaviano, vescovo di Savona; beato Gezzelino, eremita; santa Maria Francesca di Gesù, vergine fondatrice delle Cappuccine di Loano; beato Carlo López Vidal, martire; beato Taddeo Dulny, martire.
- 7 agosto: santi Sisto II, papa, e compagni, martiri; san Gaetano Thiene, sacerdote, fondatore dei Chierici regolari teatini; santa Afra, martire; san Donato, vescovo di Arezzo; san Donaziano, vescovo di Châlons; san Vittricio, vescovo di Rouen; san Donato, vescovo di Besançon; beato Giordano Forzatè, abate; sant'Alberto degli Abati, sacerdote carmelitano; beato Alberto da Sassoferrato, monaco camaldolese; beato Vincenzo dell'Aquila, religioso francescano; beati Agatangelo da Vendôme e Cassiano da Nantes, sacerdoti cappuccini e martiri; beati Martino di San Felice Woodcock, Edoardo Bamber e Tommaso Whitaker, sacerdoti e martiri; beato Nicola Postgate, sacerdote e martire; beato Edmondo Bojanowski, fondatore delle Ancelle dell'Immacolata Concezione della Beata Vergine Maria; san Michele de la Mora, sacerdote e martire.
- 8 agosto: san Domenico, sacerdote, fondatore dell'Ordine dei Predicatori; santi Secondo, Carpoforo, Vittorino e Severiano, martiri; santi Ciriaco, Largo, Crescenziano, Memmia, Giuliana e Smaragdo, martiri; san Marino, martire; sant'Eusebio, vescovo di Milano; san Severo, prete; san Mummolo, abate di Fleury; sant'Emiliano, vescovo di Cizico; sant'Altmanno, vescovo di Passavia; san Famiano, eremita; beato Giovanni Felton, martire; beati Giovanni Fingley, sacerdote, e Roberto Bickendike, martiri; san Paolo Ke Tingzhu, martire; santa Bonifacia Rodríguez Castro, religiosa, fondatrice delle Serve di San Giuseppe; beata Maria Margherita Caiani, vergine. fondatrice delle Minime suore del Sacro Cuore; santa Maria della Croce MacKillop, vergine, fondatrice delle Suore di San Giuseppe del Sacro Cuore di Gesù; beato Antonio Silvestre Moya, sacerdote e martire; beate Maria di Gesù Bambino Badillou y Bullit e compagne, vergini scolopie, martiri; beato Vladimiro Laskowski, sacerdote e martire.
- 9 agosto: santa Teresa Benedetta della Croce, vergine carmelitana scalza, martire; san Romano, martire; san Nateo, abate-vescovo di Achonry; san Fedlimino, vescovo di Kilmore; santi martiri di Costantinopoli; beato Giovanni da Salerno, sacerdote domenicano; beato Giovanni da Fermo, sacerdote francescano; beato Falco, eremita; beato Riccardo Bere, sacerdote e martire; beato Claudio Richard, sacerdote benedettino e martire; beata Candida Maria di Gesù Cipitria, vergine, fondatrice delle Figlie di Gesù; beato Florentino Asensio Barroso, vescovo di Barbastro e martire; beati Ruben di Gesù López Aguilar e sei compagni, religiosi fatebenefratelli e martiri; beati Faustino Oteiza e Florentino Felipe, scolopi e martiri; beato Guglielmo Plaza Hernández, dei sacerdoti operai diocesani e martire; beato Germano Garrigues Hernández, sacerdote francescano conventuale e martire.
- 10 agosto: san Lorenzo, diacono e martire; santi martiri di Alessandria d'Egitto; san Blano, vescovo; beato Arcangelo da Calatafimi, sacerdote francescano; beato Agostino Ota, gesuita e martire; beati Claudio Giuseppe Jouffret de Bonnefont, Francesco François e Lazzaro Tiersot, sacerdoti e martiri; beato Giuseppe Toledo Pellicer, sacerdote e martire; beati Giovanni Martorell Soria e Pietro Mesonero Rodríguez, salesiani e martire; beati Francesco Drzewiecki, della Piccola opera della Divina Provvidenza, ed Edoardo Grzymala, sacerdoti e martiri.
- 11 agosto: santa Chiara, vergine, fondatrice del second'ordine francescano; sant'Alessandro, detto il Carbonaio, vescovo di Comana Pontica e martire; san Tiburzio, martire; santa Susanna, vergine e martire; san Rufino, primo vescovo di Assisi e martire; san Taurino, primo vescovo di Évreux; sant'Attracta, badessa; sant'Equizio, abate; san Gaugerico, vescovo di Cambrai; santa Rusticola, badessa; beati Giovanni Sandys, Stefano Rowsham e Guglielmo Lampley, martiri; beato Giovanni Giorgio Rhem, sacerdote domenicano e martire; beati Raffaele Alonso Gutiérrez e Carlo Díaz Gandía, martiri; beato Michele Domingo Cendra, salesiano e martire; beato Maurizio Tornay, sacerdote e martire.
- 12 agosto: santa Giovanna Francesca Frémiot de Chantal, vedova, fondatrice dell'Ordine della Visitazione di Santa Maria; sant'Euplio, martire; santi Aniceto e Fozio, martiri; san Muredach, vescovo di Killala; santa Lelia, vergine; sant'Ercolano, vescovo di Brescia; santi Porcario, abate, e numerosi monaci di Lérins, martiri; beato Carlo Meehan, sacerdote francescano e martire; beato Innocenzo XI, papa; beato Pietro Jarrige de la Morélie de Puyredon, sacerdote e martire; santi Giacomo Ðỗ Mai Năm, Antonio Nguyện Ðích e Michele Nguyễn Huy Mỹ, martiri; beata Vittoria Díaz y Bustos de Molina, vergine e martire; beato Flavio Argüeso González, religioso fatebenefratelli e martire; beati Sebastiano Calvo Martínez e cinque compagni (Gregorio Chirivás Lacambra, Nicasio Sierra Ucar, Pietro Cunill Padrós, Venceslao Clarís Vilaregut e Giuseppe Pavón Bueno), claretiani, martiri; beato Antonio Perulles Estivill, sacerdote dei sacerdoti operai diocesani e martire; beati Floriano Stepniak, cappuccino, e Giuseppe Straszewski, sacerdoti e martiri; beato Carlo Leisner, sacerdote e martire.
- 13 agosto: santi Ponziano, papa, e Ippolito, martiri; san Cassiano, martire; sant'Antioco, vescovo di Lione; santa Radegonda, regina dei Franchi; san Massimo, abate; san Vigberto, prete e abate; beata Gertrude, badessa premostratense; beati Patrizio O'Healy, vescovo di Mayo, e Connor O'Rourke, sacerdote, martiri francescani; beato Guglielmo Freeman, sacerdote e martire; san Giovanni Berchmans, religioso della Compagnia di Gesù; beato Marco d'Aviano, sacerdote dell'Ordine dei frati minori cappuccini; beato Pietro Gabilhaud, sacerdote e martire; beati Secondino Maria Ortega García e diciannove compagni claretiani, martiri; san Benildo Romançon, lasalliano; beato Giovanni Agramunt, sacerdote scolopio e martire; beato Giacomo Gapp, sacerdote marianista e martire; beato Modesto García Martí, sacerdote cappuccino e martire; beato Giuseppe Bonet Nadal, sacerdote salesiano e martire.
- 14 agosto: san Massimiliano Maria Kolbe, sacerdote francescano conventuale e martire; sant'Ursicino, martire; san Marcello, vescovo di Apamea di Siria e martire; sant'Eusebio, prete, fondatore della chiesa che porta il suo nome sull'Esquilino; san Fachanan, vescovo di Ross e abate; sant'Arnolfo, vescovo di Soissons; beato Sante da Urbino, frate laico francescano; santi martiri idruntini; santi Domenico Ibáñez de Erquicia e Francesco Shoyemon, domenicani martiri; beata Maria Elisabetta Renzi, vergine, fondatrice delle Maestre pie dell'Addolorata; beato Vincenzo Rubiols Castelló, sacerdote e martire; beato Felice Yuste Cava, sacerdote e martire.
- 15 agosto: solennità dell'Assunzione della Vergine Maria; san Tarcisio, martire; santi Stratone, Filippo ed Eutichiano, martiri; san Simpliciano, vescovo di Milano; sant'Alipio, vescovo di Tagaste; sant'Alfredo, vescovo di Hildesheim; natale di santo Stefano, re d'Ungheria; san Giacinto, sacerdote domenicano; beato Aimone Taparelli, sacerdote domenicano; beata Giuliana di Busto Arsizio, vergine, fondatrice del monastero ambrosiano del Sacro Monte di Varese; santo Stanislao Kostka, gesuita; beato Isidoro Bakanja, martire; santi Luigi Batis Sáinz, Emanuele Morales, Salvatore Lara Puente e Davide Roldán Lara, martiri; beati Ludovico Masferrer Vila, sacerdote, e diciannove compagni, martiri: beato Giuseppe Maria Peris Polo, dei sacerdoti operai diocesani, martire; beata Maria del Santuario di san Luigi Gonzaga Moragas Cantarero, vergine carmelitana scalza e martire; beato Domenico Hurtado Soler, sacerdote amigoniano e martire; beato Vincenzo Soler, sacerdote agostiniano recolletto e martire; beato Carmelo Sastre Sastre, sacerdote e martire; beato Giacomo Bonet Nadal, sacerdote salesiana e martire; beato Claudio Granzotto, religioso francescano.
- 16 agosto: santo Stefano, re d'Ungheria; Sant'Arsacio; san Teodoro, primo vescovo di Octodurus; sant'Armagilo, eremita; san Frambaldo, monaco; beato Radulfo de La Fustaie, sacerdote, fondatore dell'abbazia di Saint-Sulpice; beato Lorenzo Loricato, penitente; san Rocco, pellegrino; beato Angiolo Agostino Mazzinghi, sacerdote carmelitano; santa Beatrice de Silva, vergine, fondatrice delle Concezioniste francescane; beato Giovanni di Santa Marta, sacerdote francescano e martire; beati Simone Bokusai Kyota, Maddalena, Tommaso Gengoro, Maria e Giacomo, martiri; beato Giovanni Battista Menestrel, sacerdote e martire; santa Rosa Fan Hui, vergine e martire; beata Pietra di San Giuseppe Pérez Florido, fondatrice delle Madri degli abbandonati; beato Placido García Gilabert, religioso francescano e martire; beato Enrico García Beltrán, diacono cappuccino e martire; beato Gabriele Sanchis Mompó, amigoniano e martire.
- 17 agosto: san Mirone, sacerdote e martire; san Mamante, martire; sant'Eusebio, papa; san Gerone, sacerdote e martire; sant'Elia il Giovane, monaco; san Nicolò Politi, eremita; santa Chiara della Croce, vergine agostiniana; santi Giacomo Kyuhei Gorobioye Tomonaga, sacerdote domenicano, e Michele Kurobioye, martiri; santa Giovanna Delanoue, vergine, fondatrice delle Suore di Sant'Anna della Provvidenza; beato Natale Ilario Le Conte, martire; beato Enrico Canadell, sacerdote scolopio e martire.
- 18 agosto: sant'Elena, madre di Costantino; sant'Agapito, martire; santi martiri di Utica; san Leone, martire; san Firmino, vescovo di Metz; sant'Eone, vescovo di Arles; san Macario, egumeno di Costantinopoli; beato Manés de Guzmán, sacerdote domenicano; beato Leonardo, abate di Cava; beato Rinaldo da Concorezzo, vescovo di Vicenza e poi di Ravenna; beata Paola Montaldi, vergine, badessa clarissa; beato Antonio Banassat, sacerdote e martire; beato Francesco Arias Martín, sacerdote e martire; beati Giacomo Falgarona Vilanova e Atanasio Vidaurreta Labra, religiosi claretiani, martiri; beato Martino Martínez Pascual, sacerdote e martire; beato Vincenzo Maria Izquierdo Alcón, sacerdote e martire; beata Rosa di Nostra Signora del Buon Consiglio Pedret Rull, vergine carmelitana e martire; beato Martino Martínez Pascual, sacerdote e martire; sant'Alberto Hurtado Cruchaga, sacerdote gesuita.
- 19 agosto: san Giovanni Eudes, sacerdote, fondatore della Congregazione di Gesù e Maria e dell'Ordine di Nostra Signora della Carità; san Magno, martire; san Magino, martire; san Timoteo, martire; santi Andrea, tribuno, e compagni, suoi soldati, martiri; san Sisto III, papa; san Donato, prete ed eremita; san Bertolfo, abate di Bobbio; san Sebaldo, eremita; san Bartolomeo di Sieri, sacerdote e abate; san Guerrico, abate di Igny; beato Leone II, abate di Cava; san Ludovico, francescano, vescovo di Tolosa; beato Giordano da Pisa, sacerdote domenicano; beato Angelo, eremita camaldolese; beati Ludovico Flores, Pietro de Zúñiga e tredici compagni, martiri; beato Ugo Green, sacerdote e martire; sant'Ezechiele Moreno y Díaz, agostiniano recolletto, vescovo di Pasto; beato Francesco Ibáñez Ibáñez, sacerdote e martire; beato Tommaso Sitjar Fortìa, sacerdote gesuita e martire; beate Elvira della Natività di Nostra Signora Torrentallé Paraire e compagne, vergini carmelitane, martiri.
- 20 agosto: san Bernardo, abate di Clairvaux e Dottore della Chiesa; san Samuele, profeta; san Massimo, monaco; san Filiberto, abate; santi Leovigildo e Cristoforo, monaci, martiri; san Bernardo Tolomei, abate, fondatore della Congregazione olivetana; beati Ludovico Francesco Le Brun, maurino, e Gervasio Brunel, trappista, sacerdoti e martiri; beata Maria De Mattias, vergine, fondatrice delle Suore adoratrici del Sangue di Cristo; natale di san Pio X, papa; beato Mattia Cardona, sacerdote scolopio e martire; beata Maria Climent Mateu, vergine e martire; beato Ladislao Maczkowski, sacerdote e martire.
- 21 agosto: san Pio X, papa; santi Agatonico, Zotico e compagni, martiri; santa Ciriaca, vedova e martire; san Quadrato, vescovo di Utica e martire; sant'Euprepio, primo vescovo di Verona; san Lussorio, martire; santi Bassa, Teognio, Agapio e Pisto, martiri; san Privato, vescovo di Mende e martire; san Sidonio Appolinare, vescovo di Clermont; santi Bernardo (Ahmed), monaco cistercense, Maria (Zaida) e Grazia (Zoraida), martiri; san Giuseppe Ðặng Văn Viên, sacerdote e martire; beata Vittoria Rasoamanarivo, vedova; beato Salvatore Estrugo Solves, sacerdote e martire; beato Raimondo Peirò Victori, sacerdote francescano e martire; beato Brunone Zembol, martire.
- 22 agosto: Beata Vergine Maria Regina; san Sinforiano, martire; san Timoteo, martire; san Filippo Benizi, sacerdote servita; beato Giacomo Bianconi, sacerdote domenicano; beato Timoteo da Monticchio, sacerdote francescano; beato Tommaso Percy, martire; beati Guglielmo Lacey e Riccardo Kirkman, sacerdoti e martiri; san Giovanni Wall, sacerdote francescano e martire; san Giovanni Kemble, sacerdote e martire; beato Bernardo da Offida, religioso cappuccino; beato Elia Leymarie de Laroche, sacerdote e martire; beato Simeone Lukač, vescovo e martire.
- 23 agosto: santa Rosa, vergine del terz'ordine domenicano; san Zaccheo, quarto vescovo di Gerusalemme; santi Abbondio e Ireneo, martiri; santi Ciriaco e Archelao, martiri; san Lupo, martire; santi Claudio, Asterio e Neone, martiri; san Flaviano, vescovo di Autun; sant'Eugenio, primo vescovo di Ardstraw; beato Giovanni Bourdon, sacerdote cappuccino e martire; beati Costantino Carbonell Sempere, Pietro Gelabert Amer e Raimondo Grimaltos Monllor, gesuiti; beati Florentino Pérez Romero e Urbano Gil Sáez, amigoniani, martiri; beato Giovanni Maria della Croce García Méndez, sacerdote dehoniano e martire; beate Rosaria Quintana Argos e Serafina Fernández Ibero, vergini amigoniane e martiri; beato Francesco Dachtera, sacerdote e martire.
- 24 agosto: san Bartolomeo, apostolo; san Taziano, martire; sant'Audoeno, vescovo di Rouen; san Giorgio il Limniota, monaco; natale di santa Rosa; beato Andrea Fardeau, sacerdote e martire; santa Giovanna Antida Thouret, vergine, le Suore della Carità; santa Emilia de Vialar, vergine, fondatrice delle Suore di San Giuseppe dell'Apparizione; santa Maria Michela del Santissimo Sacramento, vergine, fondatrice delle Ancelle del Santissimo Sacramento e della carità; beata Maria dell'incarnazione Rosal, vergine, fondatrice delle Betlemite; beato Massimiano Binkiewicz, sacerdote e martire; beati Ceslao Jóźwiak, Edoardo Kaźmierski, Francesco Kęsy, Edoardo Klinik e Jarogniew Wojciechowsk, martiri.
- 25 agosto: san Luigi IX, re dei Francesi; san Giuseppe Calasanzio, sacerdote, fondatore degli scolopi; san Genesio, martire; san Geronzio, vescovo di Italica; san Severo, abate; san Menna, vescovo di Costantinopoli; sant'Aredio, abate; san Gregorio, abate; san Tommaso di Cantilupe, vescovo di Hereford; beati Michele Carvalho, Pietro Vasquez, Ludovico Sotelo e Ludovico Sasanda e Ludovico Baba, martiri; beato Paolo Giovanni Charles, sacerdote e martire; beata Maria del Transito di Gesù Sacramentato, religiosa, fondatrice delle Suore missionarie francescane; beato Luigi Urbano Lanaspa, sacerdote domenicano e martire.
- 26 agosto: san Melchisedec, re di Salem e sacerdote del Dio altissimo; san Massimiliano, martire; sant'Anastasio, martire; san Vittore, martire; sant'Alessandro, martire; sant'Eleuterio, vescovo di Auxerre; beato Giacomo Retouret, sacerdote carmelitano e martire; santa Giovanna Elisabetta Bichier des Ages, vergine, fondatrice delle Figlie della Croce; santa Maria di Gesù Crocifisso Baouardy, vergine carmelitana scalza; santa Teresa di Gesù Jornet Ibars, vergine, fondatrice delle Piccole suore degli anziani abbandonati; beato Ambrogio Valls Matamales, cappuccino e martire; beato Pietro Ginestar, cappuccino e martire; beato Felice Vivet Trabal, salesiano e martire; beata Lorenza Harasymiv, vergine giuseppina e martire; beata Maria Beltrame Quattrocchi, madre di famiglia.
- 27 agosto: santa Monica, vedova; san Rufo, martire di Capua; santi Marcellino, Mannea, Giovanni, Serapione e Pietro, martiri; san Narno, primo vescovo di Bergamo; san Pemene, abate; san Licerio, vescovo di Couserans; san Fausto; san Cesario, vescovo di Arles; san Giovanni, vescovo di Pavia; san Gebardo, vescovo di Costanza; san Guarino, vescovo di Sion; sant'Amedeo, cistercense, vescovo di Losanna; beato Angelo Conti, sacerdote eremitano; beato Ruggero Cadwallador, sacerdote e martire; beati Francesco di Santa Maria, sacerdote francescano, e quattordici compagni, martiri; san Davide Lewis, sacerdote gesuita e martire; beato Giovanni Battista de Souzy, sacerdote, e Ulderico Guillaume, lasalliano, martiri; beato Domenico della Madre di Dio, sacerdote passionista; beato Ferdinando Gonzalez Añon, sacerdote e martire; beato Raimondo Martì Soriano, sacerdote e martire; beata María Pilar Izquierdo Albero, religiosa, fondatrice dell'Opera missionaria di Gesù e Maria.
- 28 agosto: sant'Agostino, vescovo di Ippona e dottore della Chiesa; sant'Ermete, martire; san Pelagio, martire; san Giuliano, martire; sant'Alessandro, vescovo di Costantinopoli; san Restituto, vescovo di Cartagine; san Vicinio, primo vescovo di Sarsina; san Viviano, vescovo di Saintes; san Mosè l'Etiope, anacoreta; santa Fiorentina, vergine; beati Guglielmo Dean e sette compagni, martiri; sant'Edmondo Arrowsmith, sacerdote gesuita e martire; san Ginepro Serra, sacerdote francescano; beato Carlo Arnaldo Hanus, sacerdote e martire; santa Gioacchina de Vedruna, vedova, fondatrice delle Carmelitane della carità; beati Giovanni Battista Faubel Cano e Arturo Ros Montalt, padri di famiglia, martiri; beato Aurelio Ample Alcaide, sacerdote cappuccino e martire; beato Alfonso Maria Mazurek, sacerdote e martire.
- 29 agosto: passione di san Giovanni Battista; santa Basilla; santa Sabina; sant'Adelfo, vescovo di Metz; san Vittore, eremita; san Sebbo, re dei Sassoni Orientali; san Mederico, sacerdote e abate di Autun; beati Giovanni da Perugia e Pietro da Sassoferrato, francescani martiri; beata Bronislava, vergine premostratense; beato Riccardo Herst, martire; beato Ludovico Vulfilacio Huppy, sacerdote e martire; beato Edmondo Ignazio Rice, fondatore dei Fratelli cristiani e dei Fratelli della Presentazione; santa Maria della Croce Jugan, vergine, fondatrice delle Piccole sorelle dei poveri; beato Costantino Fernández Álvarez, sacerdote domenicano e martire; beato Francesco Monzón Romeo, sacerdote domenicano e martire; beato Domenico Jędrzejewski, sacerdote e martire; beata Sancja Szymkowiak, religiosa delle Figlie della Beata Vergine Maria Addolorata; beata Teresa Bracco, vergine e martire.
- 30 agosto: santi Felice e Adautto, martiri; sessanta santi martiri della Colonia Suffetana; san Pammachio, senatore; sant'Agilo, primo abate di Rebais; san Fiacrio, eremita; san Fantino il Giovane, eremita; san Bononio, abate di Lucedio; san Pietro, eremita; santa Margherita Ward, martire; beati Riccardo Leigh, Edoardo Shelley e Riccardo Martin, Giovanni Roche e Riccardo Lloyd, martiri; beato Giovanni Giovenale Ancina, oratoriano, vescovo di Saluzzo; beata Maria Rafols, vergine, fondatrice delle Suore della carità di Sant'Anna; beati Diego Ventaja Milán, vescovo di Almería, ed Emanuele Medina Olmos, vescovo di Guadix, martiri; beato Gioacchino Ferre Adell, sacerdote cappuccino e martire; beato Vincenzo Cabanes Badenas, sacerdote amigoniano e martire; beato Ildefonso Schuster, abate di San Paolo fuori le mura e poi arcivescovo di Milano.
- 31 agosto: santi Giuseppe d'Arimatea e Nicodemo; sant'Aristide, padre della Chiesa, martire; san Paolino, vescovo di Treviri e martire; sant'Aidano, abate-vescovo di Lindisfarne; san Raimondo Nonnato, cardinale mercedario; beato Andrea Dotti, sacerdote servita; beati Edmigio Primo Rodríguez, Amalio Zariquiegui Mendoza e Valerio Bernardo Herrero Martínez, lasalliani e martiri.

### Settembre
- 1º settembre: san Giosuè; san Sisto, primo vescovo di Reims; san Prisco, martire; san Terenziano, vescovo di Todi; san Vincenzo, vescovo di Dax e martire; santa Verena, vergine; san Vittorio, vescovo di Le Mans; san Costanzo, vescovo di Aquino; sant'Egidio, eremita; san Lupo, vescovo di Sens; beata Giuliana di Collalto, badessa benedettina; beata Giovanna Soderini, vergine servitana; beati Cristino Roca Huguet, sacerdote, e undici compagni, fatebenefratelli, martiri; beato Alfonso Sebastiá Viñals, sacerdote e martire; beati Pietro Rivera, sacerdote francescano conventuale, Maria del Monte Carmelo Moreno Benítez e Maria del Rifugio Carbonell Muñoz, vergini salesiane, martiri.
- 2 settembre: san Zenone, martire; santa Teodota, con i figli Evodio, Ermogene e Callisto; sant'Habib, diacono e martire; sant'Antonino, martire; san Prospero, vescovo di Tarragona; san Giusto, vescovo di Lione; san Nonnoso, abate; san Siagrio, vescovo di Autun; sant'Agricola, vescovo di Avignone; sant'Elpidio, abate; sant'Elpidio, vescovo di Lione; santi Alberto e Vito, monaci; beato Brocardo, priore degli eremiti carmelitani; beata Ingrid, vedova; beati Giovanni Maria du Lau d'Allemans, Francesco Giuseppe e Pietro Luigi de la Rochefoucauld, vescovi, e novantatré compagni, martiri; beati Pietro Giacomo Maria Vitalis, sacerdote, e venti compagni, martiri.
- 3 settembre: san Gregorio Magno, papa e dottore della Chiesa; santa Febe, serva del Signore; santa Basilissa, vergine e martire; san Sandalio, martire; san Mansueto, primo vescovo di Toul; san Macanisio, vescovo di Connor; sant'Ausano, vescovo di Milano; san Remaclo, abate e poi vescovo di Maastricht; sant'Aigulfo, abate di Lérins, e compagni monaci, martiri; san Crodegango, vescovo di Séez e martire; beato Guala, domenicano, vescovo di Brescia; beati Bartolomeo Gutiérrez, sacerdote eremitano, e cinque compagni, martiri; beata Birgida di Gesù Morello, vedova, fondatrice del monastero delle orsoline di Piacenza; beati Andrea Abel Alricy, sacerdote, e settantuno compagni, martiri; beati Giovanni Battista Bottex, Michele Maria Francesco de la Gardette e Francesco Giacinto le Livec de Tresurin, martiri; santi Giovanni Pak Hu-jae e cinque compagni, martiri.
- 4 settembre: san Mosè, profeta; san Marcello, martire; san Marino, diacono ed eremita; san Bonifacio I, papa; san Caletrico, vescovo di Chartres; sant'Ida, vedova; san Fredardo, vescovo di Mende e martire; sant'Ermengarda, contessa di Suchteln; santa Rosalia, vergine; beata Caterina Mattei, vergine domenicana; beato Scipione Gerolamo Brigeat de Lambert, sacerdote e martire; beata Maria di Santa Cecilia Romana Bélanger, vergine delle Religiose di Gesù-Maria; beato Giuseppe Pasquale Carda Saporta, dei sacerdoti operai diocesani, martire; beato Francesco Sendra Ivars, sacerdote e martire; beato Bernardo Bieda Grau, religioso cappuccino e martire.
- 5 settembre: santi Aconzio, Nonno, Ercolano e Taurino, martiri; san Quinto, martire; santi Urbano, Teodoro, Menedemo e compagni, martiri; san Bertino, abate di Sithiu; sant'Alberto, fondatore e primo abate di Butrio; beato Giovanni il Buono di Siponto, abate di Meleda; beato Guglielmo Browne, martire; beato Fiorenzo Dumontet de Cardaillac, sacerdote e martire; santi Pietro Nguyễn Văn Tự, sacerdote domenicano, e Giuseppe Hoàng Lương Cảnh, medico, martiri; santa Teresa Gonhxa Bojaxhiu, vergine, fondatrice delle Missionarie e dei Missionari della Carità.
- 6 settembre: san Zaccaria, profeta; sant'Onesiforo; santi Donaziano, Presidio, Mansueto, Germano e Foscolo, confessori della fede, e Lieto, martire, vescovi in Africa; sant'Eleuterio, abate; san Cagnoaldo, vescovo di Laon; santa Bega, monaca; san Magno, abate di Füssen; beato Bertrando de Garrigues, domenicano; beato Liberato da Loro, sacerdote francescano; beato Diego Llorca Llopis, sacerdote e martire; beato Michele Czartorjski, sacerdote domenicano e martire; beato Pasquale Torres Lloret, martire.
- 7 settembre: santa Regina, martire; san Sozonte, martire; santi Festo, diacono, e Desiderio, lettore, martiri; sant'Evorzio, vescovo di Orléans; san Grato, vescovo di Aosta; santi Nemorio e compagni, martiri; sant'Alpino, vescovo di Châlons; san Clodoaldo, prete; santa Carissima, vergine reclusa; santa Madelberta, badessa di Maubege; sant'Ilduardo, vescovo; san Gozzelino, vescovo di Toul; san Giovanni da Lodi, vescovo di Gubbio; santi Marco Križevčanin, Stefano Pongrácz e Melchiorre Grodecký, sacerdoti martiri; beati Tommaso Tsuji, Ludovico Maki e Giovanni Maki, martiri; beati Rodolfo Corby, Giovanni Duckett, sacerdoti e martiri; beati Claudio Barnaba Laurent de Mascloux e Francesco d'Oudinot de la Boissiere, sacerdoti e martiri; beato Giovanni Battista Mazzucconi, sacerdote del PIME e martire; beata Eugenia Picco, religiosa delle Piccole figlie dei Sacri Cuori di Gesù e Maria; beata Ascensione di San Giuseppe Calasanzio Lloret, vergine.
- 8 settembre: Natività della Beata Vergine Maria; sant'Adriano, martire; santi Fausto, Divo e Ammonio, sacerdoti e martiri; sant'Isacco, vescovo armeno; san Sergio I, papa; san Corbiniano, vescovo di Frisinga; san Pietro di Chavanon, sacerdote; beata Serafina Sforza, vedova; san Tommaso di Villanova, eremitano, vescovo di Valencia; beati Tommaso Palaser, Giovanni Norton e Giovanni Talbot, martiri; natale di san Pietro Claver; beati Antonio di San Bonaventura, Domenico Castellet e venti compagni, martiri; beato Federico Ozanam; beati Giuseppe Cecilio Rodríguez González, Teodomiro Gioacchino Sáinz Sáinz ed Evenzio Riccardo Urjurra, martiri lasalliani; beato Marino Blanes Giner, martire; beato Ismaele Escrihuela Esteve, martire; beato Pasquale Fortuño Almela, sacerdote francescano e martire; Beate Giuseppina di San Giovanni Ruano García e Maria Addolorata di Sant'Eulalia Puig Bonany, Piccole suore degli anziani abbandonati, vergini e martiri; beato Adam Bargielski, sacerdote e martire; beato Ladislao Błądziński, sacerdote michelita e martire.
- 9 settembre: san Pietro Claver, sacerdote gesuita; san Gorgonio, martire; san Giacinto, martire in Sabina; san Ciarano, prete e abate; santa Turibia, moglie di sant'Isidoro agricoltore; beato Giorgio Douglas, sacerdote e martire; beato Pierre Bonhomme, sacerdote, fondatore delle Suore di Nostra Signora del Calvario; beato Giacomo Desiderato Laval, sacerdote; beato Francesco Gárate, religioso gesuita; beata Maria Eutimia Üffing, vergine clementina.
- 10 settembre: san Nemesio, martire; santi Nemesiano, vescovo di Tubune di Numidia e compagni, martiri; santa Pulcheria; sant'Agabio, vescovo di Novara; san Salvio, vescovo di Albi; san Teodardo, vescovo di Tongres e martire; sant'Autberto, vescovo di Avranches; beato Oglerio, cistercense, abate di Lucedio; san Nicola da Tolentino, sacerdote agostiniano; beati Sebastiano Kimura, Francesco Morales e cinquanta compagni, martiri; sant'Ambrogio Edoardo Barlow, sacerdote benedettino e martire; beato Giacomo Gagnot, sacerdote carmelitano e martire.
- 11 settembre: santi Proto e Giacinto, martiri; santi Felice e Regola, martiri; san Pafnuzio, vescovo in Egitto; san Paziente, vescovo di Lione; san Sacerdote, vescovo di Lione; san Daniele, abate-vescovo di Bangor; sant'Adelfio, abate di Remiremont; san Leudino, vescovo di Toul; sant'Elia, detto Speleota, eremita; beati Gaspare Koteda, Francesco Takeya e Pietro Shichiemon, martiri; beato Bonaventura da Barcellona, francescano, fondatore della riformella; beato Francesco Mayaudon, sacerdote e martire; san Giovanni Gabriele Perboyre, sacerdote lazzarista e martire; beato Pietro de Alcántara Villanueva Larrayoz, religioso fatebenefratelli e martire; beato Giuseppe Maria Segura Penades, sacerdote e martire.
- 12 settembre: santissimo Nome della Beata Vergine Maria; sant'Autonomo, vescovo e martire; santi Cronide, Leonzio e Serapione, martiri; sant'Albeo, vescovo di Emly; san Guido di Anderlecht, pellegrino; beati Apollinare Franco, Tommaso de Zumárraga e quattro compagni, martiri; beato Pietro Sulpizio Cristoforo Faverge, lasalliano e martire; san Francesco Ch'oe Kyong-hwan, martire.
- 13 settembre: san Giovanni Crisostomo, vescovo di Costantinopoli e dottore della Chiesa; san Giuliano, sacerdote e martire; dedicazione della basilica del Santo Sepolcro di Gerusalemme; san Lidorio, vescovo di Tours; sant'Emiliano, vescovo di Valence; san Marcellino, martire; san Maurilio, vescovo di Angers; sant'Amato, sacerdote e abate di Remiremont; san Venerio, eremita; sant'Amato, vescovo di Sion; beata Maria di Gesù López de Rivas Martínez, vergine carmelitana; beato Claudio Dumonet, sacerdote e martire; beato Aurelio Maria Villalón Acebrón, lasalliano e martire.
- 14 settembre: Esaltazione della Santa Croce; deposizione di san Cornelio, papa e martire; passione di san Cipriano, vescovo di Cartagine; san Materno, vescovo di Treviri, poi di Colonia e di Tongres; natale di san Giovanni Crisostomo, vescovo di Costantinopoli; san Pietro, cistercense, vescovo di Tarantasia; sant'Alberto, vescovo di Bobbio, poi di Vercelli e patriarca di Gerusalemme, martire; santa Notburga, vergine; beato Claudio Laplace, sacerdote e martire; san Gabriele Taurino Dufresse, vescovo di Tabraca e vicario apostolico del Sichuan, martire.
- 15 settembre: Beata Vergine Maria Addolorata; san Nicomede, martire; san Valeriano, martire; santi Stratone, Valerio, Macrobio e Gordiano, martiri; san Niceta il Goto, martire; sant'Albino, vescovo di Lione; sant'Apro, vescovo di Toul; sant'Aicardo, abate di Jumièges; santi Emila, diacono, e Geremia, martiri; beato Rolando de' Medici, anacoreta; santa Caterina da Genova; beato Antonio Maria Schwartz, sacerdote, fondatore della Congregazione degli operai cristiani di San Giuseppe Calasanzio; beato Camillo Costanzo, sacerdote gesuita e martire; beati Giovanni Battista e Giacinto de los Ángeles, martiri; beato Pasquale Penadés Jornet, sacerdote e martire; beato Ladislao Miegoń, sacerdote e martire; beato Paolo Manna, sacerdote del Pontificio istituto missioni estere.
- 16 settembre: santi Cornelio, papa, e Cipriano, vescovo di Cartagine, martiri; santa Eufemia, martire; santi Abbondio e compagni, martiri; santi Vittore, Felice, Alessandro e Papia, martiri; san Prisco, martire; san Ninian, vescovo di Whithorn; santi Rogello e Servodidio, martiri; santa Ludmilla, martire; sant'Edith, vergine; beato Vittore III, papa; san Vitale, abate di Savigny; san Martino, chiamato Sacerdote, abate cistercense e vescovo di Sigüenza; beato Ludovico Aleman, vescovo di Maguelone, poi di Arles; beati Domenico Shobioye, Michele Timonoya e suo figlio Paolo, martiri; san Giovanni Macías, domenicano; passione di sant'Andrea Kim Taegon, sacerdote e martire; beato Ignazio Casanovas, sacerdote scolopio e martire; beati Laureano Ferrer Cardet, Benedetto Ferrer Jordà e Bernardino Martínez Robles, amigoniani martiri.
- 17 settembre: san Roberto Bellarmino, gesuita, arcivescovo di Capua, cardinale e dottore della Chiesa; san Satiro, fratello di sant'Ambrogio; san Lamberto, vescovo di Maastricht e martire; san Rodingo, abate, fondatore dell'abbazia di Beaulieu; santa Colomba, vergine e martire; san Reginaldo, eremita; santa Ildegarda di Bingen, vergine; beato Cherubino Testa, sacerdote agostiniano; san Pietro d'Arbués, sacerdote agostiniano e martire; sant'Emanuele Nguyễn Văn Triệu, sacerdote e martire; san Francesco Maria da Camporosso, cappuccino; san Sigismondo Felice Feliński, vescovo, fondatore delle Suore francescane della famiglia di Maria; beato Giovanni Ventura Solsona, sacerdote e martire; beato Timoteo Valero Pérez, sacerdote amigoniano, martire; beato Sigismondo Sajna, sacerdote e martire.
- 18 settembre: sant'Oceano, martire; sant'Arianna, martire; san Ferreolo, martire; sant'Eustorgio, vescovo di Milano; san Senario, vescovo di Avranches; san Ferreolo, vescovo di Limoges; sant'Eumenio, vescovo di Gortina; santa Riccarda, regina; san Giuseppe da Copertino, sacerdote francescano conventuale; san Domenico Trạch, sacerdote domenicano e martire; beati Davide Okelo e Gildo Irwa, martiri; beato Carlo Eraña Guruceta, religioso marista e martire; beati Ferdinando García Sendra e Giuseppe García Mas, sacerdoti e martiri; beati Ambrogio Chuliá Ferrandis e Valentino Jaunzarás Gómez, Francesco Lerma Martínez, Riccardo López Mora e Modesto Gay Zarzo, amigoniani e martiri; beato Giuseppe Kut, sacerdote e martire.
- 19 settembre: san Gennaro, vescovo di Benevento e martire; san Trofimo, martire; santi Peleo, Nilo, Elia, Patermuzio e compagni, martiri; sant'Eustochio, vescovo di Tours; san Sequano, prete e abate; san Mariano, eremita; san Goerico, vescovo di Metz; san Teodoro, vescovo di Canterbury; san Teodoro, vescovo di Verona; santa Pomposa, vergine e martire; san Lamberto, vescovo di Frisinga; sant'Arnolfo, vescovo di Gap; beata Maria de Cervellòn, vergine mercedaria; sant'Alfonso de Orozco, sacerdote agostiniano; san Carlo Hyon Song-mun, martire; sant'Emilia de Rodat, fondatrice delle Suore della Sacra Famiglia di Villefranche; beato Giacinto Hoynelos González, religioso fatebenefratelli e martire; beato Francesca Cuallado Baixauli, vergine e martire; beate Maria di Gesù de la Iglesia y del Varo, scolopia, Maria Addolorata e Consolata Aguiar-Mella Díaz, vergini e martiri.
- 20 settembre: santi Andrea Kim Taegon, sacerdote, Paolo Chong Hasang e compagni, martiri; san Dorimedonte, martire; sant'Eustachio, martire; santi Ipazio e Asiano, vescovi, e Andrea, sacerdote, martiri; beato Adelpreto, vescovo di Trento; beato Tommaso Johnson, sacerdote certosino e martire; beato Francesco Fernández de Posadas, sacerdote domenicano; san Giovanni Carlo Cornay, sacerdote delle Missioni Estere di Parigi e martire; santi Lorenzo Han I-hyong, catechista, e sei compagni, martiri; san Giuseppe Maria de Yermo y Parres, sacerdote, fondatore delle Serve del Sacro Cuore di Gesù e dei poveri.
- 21 settembre: san Matteo, apostolo ed evangelista; san Giona, profeta; san Quadrato, discepolo degli Apostoli, vescovo di Atene; san Panfilo, martire; sant'Alessandro, vescovo e martire; santi Eusebio, Nestabo e Zenone, martiri; san Castore, vescovo di Apt; san Cadoc, abate; san Landelino, monaco; san Gerulfo, martire; santa Maura, vergine; beato Marco da Modena, sacerdote domenicano; santi Francesco Jaccard, sacerdote, e Tommaso Trần Văn Thiện, martiri; santi Lorenzo Imbert, vescovo di Capso e vicario apostolico di Corea, Pietro Maubant e Giacomo Chastan, sacerdoti MEP, martiri; beati Vincenzo Galbis Gironés, padre di famiglia, ed Emanuele Torró García, martiri.
- 22 settembre: sant'Emerita, martire; santi Maurizio e compagni, martiri della Legione tebana; santa Basilia, martire; san Silvano, eremita; san Fiorenzo, prete; san Lautone, vescovo di Coutances; santa Salaberga, badessa; sant'Emmeranno, vescovo di Ratisbona; beato Ottone, vescovo di Frisinga; sant'Ignazio da Santhià, sacerdote cappuccino; beato Giuseppe Marchandon, sacerdote e martire; santi Paolo Chong Ha-sang e Agostino Yu Chin-gil, martiri; beato Carlo Navarro, sacerdote scolopio e martire; beato Germano Gozalvo Andreu, sacerdote e martire; beati Vincenzo Pelufo Corts e Giuseppina Moscardo Montalvà, martiri; beato Vincenzo Sicluna Hernández, sacerdote e martire; beata Maria della Purificazione Vidal Pastor, vergine e martire.
- 23 settembre: san Pio da Pietrelcina, sacerdote cappuccino; santi Zaccaria ed Elisabetta, genitori del Battista; san Lino, papa; san Sossio, diacono e martire; san Costanzo, mansionario; san Adammano, sacerdote e abate di Iona; santi Andrea, Giovanni, Pietro e Antonio, martiri; beato Pietro Acotanto, monaco; beata Elena Duglioli, vedova; beati Cristoforo, Antonio e Giovanni, martiri; beata Émilie Tavernier Gamelin, religiosa, fondatrice delle Suore della Provvidenza; beato Guglielmo Way, sacerdote e martire; beato Vincenzo Ballester Far, sacerdote e martire; beate Sofia Ximénez Ximénez, madre di famiglia, Maria della Purificazione di San Giuseppe Ximénez e Maria Giuseppina del Río Mesa, vergini carmelitane della carità, martiri; beata Bernardina Jabłońska, vergine, fondatrice delle Serve dei poveri; beato Giuseppe Stanek, sacerdote pallottino e martire.
- 24 settembre: sant'Anatalone, primo vescovo di Milano; santi Andochio, Tirso e Felice, martiri; san Rustico, vescovo di Clermont; san Lupo, vescovo di Lione; sant'Isarno, abate di San Vittore a Marsiglia; san Gerardo Sagredo, vescovo di Csanád e martire; beato Dalmazio Moner, sacerdote domenicano; beati Guglielmo Spenser, sacerdote, e Roberto Hardesty, martiri; sant'Antonio González, sacerdote domenicano e martire; san Pacifico da San Severino, sacerdote francescano; beato Antonio Martino Slomšek, vescovo di Lavant; beata Colomba Gabriel, badessa benedettina di Leopoli, fondatrice delle Suore benedettine di carità; beato Giuseppe Raimondo Pasquale Ferrer Botella, sacerdote e martire; beato Giuseppe Maria Ferrándiz Hernández, sacerdote e martire; beata Incarnazione Gil Valls, vergine e martire; beato Giuseppe Raimondo Ferragud Girbes, martire.
- 25 settembre: san Cleofa, discepolo del Signore; san Firmino, vescovo di Amiens e martire; santi Paolo, Tatta, Sabiniano, Massimo, Rufo ed Eugenio, martiri; san Solenne, vescovo di Chartres; san Principio, vescovo di Soissons; san Finbarro, vescovo di Cork; sant'Anacario, vescovo di Auxerre; sant'Ermenfrido, abate di Cusance; san Sergio di Radonež, egumeno; beato Marco Criado, sacerdote trinitario e martire; beati Giovanni Pietro Bengoa Aranguren, sacerdote, e Paolo Maria Leoz y Portillo, passionista, e Gesù Hita Miranda, marianista, martiri.
- 26 settembre: santi Cosma e Damiano, martiri; san Gedeone, giudice di Israele; san Senatore, martire; sant'Eusebio, vescovo di Bologna; san Nilo il Giovane, fondatore e abate di Grottaferrata; santa Lucia da Caltagirone, vergine francescana; santi Sebastiano Nam I-gwan e nove compagni, martiri; sante Lucia Kim, Caterina Yi, vedova, e sua figlia Maddalena Cho, vergine, martiri; santa Teresa Couderc, vergine, fondatrice delle Suore di Nostra Signora del Ritiro al Cenacolo; beato Gaspare Stanggassinger, sacerdote redentorista; beato Luigi Tezza, sacerdote dei Chierici regolari Ministri degli Infermi; beate Maria del Rifugio Rosat Balasch e Maria del Calvario Romero Clariana, vergini suore della dottrina cristiana e martiri; beati Raffaele Pardo Molina e Giuseppe Maria Vidal Segú, domenicani e martiri; beata Crescenza Valls Espi, vergine e martire; beata Maria Noguera Albelda, vergine e martire; beato Bonaventura Esteve Flors, sacerdote cappuccino e martire; beata Maria Jordá Botella, vergine e martire; beato Leone Legua Martí, sacerdote amigoniano e martire.
- 27 settembre: san Vincenzo de' Paoli, sacerdote, fondatore della Congregazione della missione e delle Figlie della carità; san Caio, vescovo di Milano; san Fiorentino, martire; sant'Iltrude, vergine; santi Adolfo e Giovanni, fratelli martiri; san Bonfiglio, vescovo di Foligno; sant'Elzeario da Sabrano, conte di Ariano; beato Lorenzo da Ripafratta, sacerdote domenicano; beato Giovanni Battista Laborier du Vivier, diacono e martire; beati Giuseppe Fenollosa Alcayna, sacerdote, e Fedele Climent Sanches, cappuccino, martiri; beate Francesca Saveria Fenollosa Alcayna, religiosa amigoniana, ed Erminia Martínez Amigo, madre di famiglia, martiri.
- 28 settembre: san Venceslao, principe di Boemia, martire; santi Lorenzo Ruiz e quindici compagni, martiri; santi Alfeo, Alessandro e Zosimo, martiri; san Caritone, abate; san Zama, primo vescovo di Bologna; sant'Esuperio, vescovo di Tolosa; santa Eustochio, vergine; san Salonio, vescovo di Ginevra; san Fausto, vescovo di Riez; sant'Ennemondo, vescovo di Lione e martire; santi Cunialdo e Gisilario, sacerdoti; santa Lioba, vergine; beato Bernardino da Feltre, sacerdote francescano; san Simone de Rojas, sacerdote trinitario; beati Giovanni Shozaburo, Mancio Ichizayemon, Michele Taiemon Kinoshi, Lorenzo Hachizo, Pietro Terai Kuhioye e Tommaso Terai Kahioye, martiri; beato Francesco Saverio Ponsa Casallarch, religioso fatebenefratelli e martire; beata Amalia Abad Casasempere, martire, madre di famiglia e martire; beato Giuseppe Tarrats Comaposada, gesuita e martire; beato Niceta Budka, vescovo di Patara e martire.
- 29 settembre: santi Michele, Gabriele e Raffaele, arcangeli; sant'Eutichio, vescovo di Eraclea e martire; sante Ripsima, Gaiana e compagne, martiri; san Fraterno, vescovo di Auxerre; san Ciriaco, anacoreta; san Ludwino, vescovo di Treviri; sant'Alarico, sacerdote ed eremita; san Maurizio, abate cistercense; beato Giovanni di Montmirail, monaco cistercense; beato Carlo di Blois, duca di Bretagna; beato Nicola da Forca Palena, fondatore dei Poveri eremiti di San Girolamo; san Giovanni da Dukla, sacerdote francescano; passione dei santi Michele di Aozaraza, Guglielmo Courtet, Vincenzo Shiwozuka, domenicani, Lazzaro di Kyoto e Lorenzo Ruiz, padri di famiglia, martiri; passione di san Renato Goupil, martire; beato Giacomo Mestre Iborra, sacerdote cappuccino e martire; beati Paolo Bori Puig e Vincenzo Sales Genovés, gesuiti, martiri; beato Dario Hernández Morato, gesuita e martire; beato Francesco de Paula Castello y Aleu, martire.
- 30 settembre: san Girolamo, sacerdote e dottore della Chiesa; sant'Antonino, martire a Piacenza; santi Urso e Vittore, martiri della Legione Tebea; san Gregorio, detto l'Illuminatore, catholicos di Armenia; sant'Eusebia, vergine; sant'Onorio, vescovo di Canterbury; san Simone di Crépy, monaco; sant'Amato, vescovo di Nusco; sant'Ismidone, vescovo di Die; beata Felicia Meda, badessa clarissa; san Francesco Borgia, sacerdote gesuita; beato Giovanni Nicola Cordier, sacerdote e martire; natale di santa Teresa del Bambin Gesù; beato Federico Albert, sacerdote, fondatore delle Suore vincenzine di Maria Immacolata.

### Ottobre
- 1º ottobre: santa Teresa del Bambin Gesù, vergine del Carmelo di Lisieux e dottore della Chiesa; san Piatone, martire; santi Verissimo, Massima e Giulia, martiri; san Nicezio, vescovo di Treviri; san Romano, detto il Melode, diacono; san Bavone, monaco; san Vasnulfo, monaco, di origine irlandese; san Geraldo Edwards, sacerdote e martire; beati Roberto Wilcox, Cristoforo Buxton e Roberto Widmerpool, martiri; beati Rodolfo Crockett ed Edoardo James, sacerdoti e martiri; beato Giovanni Robinson, sacerdote e martire; beati Gaspare Hikojiro e Andrea Yoshida, catechisti, martiri di Nagasaki; beato Luigi Maria Monti, religioso, fondatore dei Figli dell'Immacolata Concezione; beata Fiorenza Caerols Martínez, vergine e martire; beato Alvaro Sanjuan Canet, sacerdote salesiano e martire; beato Antonio Rewera, sacerdote, fondatore delle Figlie di San Francesco serafico e martire.
- 2 ottobre: santi Angeli Custodi; sant'Eleuterio, martire; san Saturio, eremita; san Leodegario, vescovo di Autun e martire; san Beregiso, abate; sant'Ursicino, vescovo di Coira; san Teofilo, monaco; beati Ludovico, Lucia, Andrea e Francesco Yakichi, martiri di Nagasaki; beato Giorgio Edmondo Renè, sacerdote e martire; beato Antonio Chevrier, sacerdote, fondatore dell'Istituto del Prado; beato Giovanni Beyzym, sacerdote della Compagnia di Gesù; beati Francesco Carceller e Isidoro Bover Oliver, sacerdoti e martiri; beati Elia e Giovanni Battista Carbonell Mollá, sacerdoti e martiri; beata Maria Guadalupe Ricart Olmos, religiosa servita e martire; beata Maria Antonina Kratochwil, vergine delle Suore scolastiche di Nostra Signora e martire.
- 3 ottobre: san Dionigi, detto l'Areopagita, primo vescovo di Atene; santa Candida, martire; santi Fausto e compagni, martiri; sant'Esichio, monaco; san Massimiano, vescovo di Bagai; san Cipriano, vescovo di Tolone; santi Ewaldo il Nero ed Ewaldo il Bianco, martiri; beato Utto, abate di Metten; san Gerardo, fondatore e primo abate di Brogne; beato Adalgotto, vescovo di Coira; beati Ambrogio Francesco Ferro, sacerdote, e compagni, martiri; beato Crescenzio García Pobo, sacerdote amigoniano e martire.
- 4 ottobre: san Francesco d'Assisi, fondatore dei Frati Minori; san Petronio, vescovo di Bologna; san Quintino, martire; sant'Aurea, badessa; beato Francesco Saverio Seelos, sacerdote redentorista; beato Enrico Morant Pellicer, sacerdote e martire; beato Giuseppe Canet Ginet, sacerdote e martire; beato Alfredo Pellicer Muñoz, francescano e martire.
- 5 ottobre: santi martiri di Treviri; santa Caritina, martire; santa Mamlaca, vergine e martire; sant'Apollinare, vescovo di Valence; santi Mauro e Placido, monaci, discepoli prediletti di san Benedetto; san Girolamo, vescovo di Nevers; san Meinulfo, diacono; san Froilano, vescovo di León; sant'Attilano, vescovo di Zamora; beato Pietro da Imola, cavaliere gerosolimitano; santa Flora, vergine gerosolimitana; beato Sante da Cori, sacerdote dell'Ordine degli Eremitani di sant'Agostino; beato Raimondo da Capua, sacerdote domenicano; beato Matteo Carreri, sacerdote domenicano; beati Guglielmo Hartley, Giovanni Helvett e Roberto Sutton, martiri; sant'Anna Schäffer, vergine; beato Bartolo Longo, fondatore del santuario di Pompei e delle Suore domenicane del Rosario; san Tranquillino Ubiarco, sacerdote e martire; santa Maria Faustina Kowalska, vergine delle Suore della Beata Vergine Maria della Misericordia; beato Mariano Skrzypczak, sacerdote e martire.
- 6 ottobre: san Bruno, sacerdote, fondatore dei certosini; san Sagara, vescovo di Laodicea di Frigia e martire; santa Fede, martire; san Romano, vescovo di Auxerre; san Magno, vescovo di Oderzo; sant'Ivo, diacono e monaco; san Pardolfo, abate; beato Adalberone, vescovo di Würzburg; sant'Artoldo, vescovo di Belley; santa Maria Francesca delle Cinque Piaghe, vergine francescana; beato Francesco Hunot, sacerdote e martire; beata Maria Rosa Durocher, vergine, fondatrice delle Suore dei Santi Nomi di Gesù e Maria; san Francesco Trần Văn Trung, martire; beato Isidoro di San Giuseppe, religioso passionista.
- 7 ottobre: Beata Maria Vergine del Rosario; san Marcello, martire; santa Giustina, vergine e martire; santi Sergio e Bacco, martiri; san Marco, papa; sant'Augusto, sacerdote e abate; san Palladio, vescovo di Saintes; beato Martino, detto "il Cid", abate; beato Giovanni Hunot, sacerdote e martire; beato Giuseppe Llosá Balaguer, amigoniano e martire.
- 8 ottobre: santa Pelagia, vergine e martire; santa Reparata, vergine e martire; san Felice, vescovo di Como; sant'Evodio, vescovo di Rouen; santa Ragenfreda, badessa; sant'Ugo, religioso; beati Giovanni Adams, Roberto Dibdale e Giovanni Lowe, sacerdoti e martiri.
- 9 ottobre: santi Dionigi, primo vescovo di Parigi, e compagni, martiri; san Giovanni Leonardi, sacerdote, fondatore dei Chierici regolari della Madre di Dio; sant'Abramo, patriarca e padre dei credenti; santi Diodoro, Diomede e Didimo, martiri; san Donnino, martire; santa Publia, vedova e martire; san Sabino, eremita; san Donnino, eremita; san Gisleno, monaco; san Deusdedit, abate; san Guntero, eremita; san Bernardo, abate dei Canonici regolari; san Luigi Bertrando, sacerdote domenicano; santi Innocenzo dell'Immacolata, sacerdote passionista, e otto compagni lasalliani, martiri.
- 10 ottobre: san Pinito, vescovo di Cnosso; santi Eulampio ed Eulampia, martiri; santi Gereone e compagni, martiri; santi Vittore e Malloso, martiri; santi Cassio e Fiorenzo, martiri; san Chiaro, primo vescovo di Nantes; san Cerbone, vescovo di Populonia; san Paolino, vescovo di York; santa Teodechilde, badessa; santa Tanca, vergine e martire; santi Daniele, Samuele, Angelo, Leone, Nicola e Ugolino e Domno, martiri francescani; san Giovanni, sacerdote, priore di un monastero dei canonici regolari; san Daniele Comboni, vescovo titolare di Claudiopoli di Isauria e vicario apostolico dell'Africa centrale, fondatore dei Figli del Cuore di Gesù e delle Pie madri della Nigrizia; beata Maria Angela Truszkowska, vergine, fondatrice delle Suore di San Felice da Cantalice; beato Leone Wetmański, vescovo titolare di Camaco e ausiliare di Płock, martire; beato Edoardo Detkens, martire.
- 11 ottobre: san Giovanni XXIII, papa; san Filippo, diacono; santi Taraco, Probo e Andronico, martiri; santi Nicasio, Quirino, Scubicolo e Pienzia, martiri; san Santino, vescovo di Verdun; san Sarmata, abate e martire; san Firmino, vescovo di Uzès; san Canicio, abate; sant'Anastasio, apocrisario della Chiesa di Roma; san Gummario, soldato; san Bruno, vescovo di Colonia; san Gaudenzio, vescovo di Gniezno; san Meinardo, vescovo di Riga; beato Giacomo da Ulma, religioso domenicano; sant'Alessandro Sauli, barnabita, vescovo di Aleria e poi di Pavia; san Pietro Lê Tùy, sacerdote e martire; santa Maria Desolata Torres Acosta, vergine, fondatrice delle Serve di Maria; beato Angelo Ramos Velázquez, religioso salesiano e martire.
- 12 ottobre: sant'Edisto, martire; santa Donnina, martire; santi Cipriano, Felice e 4964 compagni, martiri e confessori africani; san Felice IV, papa; san Massimiliano, vescovo di Lauriaco; san Rodobaldo, vescovo di Pavia; san Serafino da Montegranaro, cappuccino; beato Tommaso Bullaker, sacerdote francescano e martire; beato Giuseppe Gonzales Huguet, sacerdote e martire; beato Pacifico Salcedo Puchades, cappuccino; beato Romano Sitko, sacerdote e martire.
- 13 ottobre: san Teofilo, vescovo di Antiochia; santi Fausto, Gennaro e Marziale, martiri; san Fiorenzo, martire; san Romolo, vescovo di Genova; san Lubenzio, sacerdote; san Venanzio, abate; san Leobono, solitario; san Comgano, abate; san Simberto, abate di Murbach e poi vescovo di Augusta; san Geraldo; conte di Aurillac; san Luca, abate di rito orientale; beato Gerardo, fondatore e primo superiore dell'Ordine di san Giovanni di Gerusalemme; santa Chelidonia, vergine; beata Maddalena Panattieri, vergine domenicana; beata Alexandrina Maria da Costa, mistica, membro dell'Associazione cooperatori salesiani.
- 14 ottobre: san Callisto I, papa e martire; san Lupulo, martire; san Gaudenzio, primo vescovo di Rimini; san Donaziano, vescovo di Reims; san Fortunato, vescovo di Todi; santa Menechilde, vergine; san Venanzio, vescovo di Luni; santa Andagrisma, badessa; san Domenico, sacerdote camaldolese; beato Giacomo Laigneau de Langellerie, sacerdote e martire; beata Anna Maria Aranda Riera, vergine e martire; beati Stanislao Mysakowski e Francesco Rosłaniec, sacerdoti e martiri; beato Romano Lysko, sacerdote e martire.
- 15 ottobre: santa Teresa di Gesù, vergine del Carmelo di Avila e dottore della Chiesa; san Barses, vescovo di Edessa di Osroene; san Severo, vescovo di Treviri; santa Tecla, badessa di Kitzingen; natale di sant'Edvige, religiosa; beato Gonsalvo da Lagos, sacerdote agostiniano; santa Maddalena, vergine e martire; beato Narciso Basté, sacerdote e martire.
- 16 ottobre: sant'Edvige, religiosa; santa Margherita Maria Alacoque, vergine visitandina; san Longino, martire; sant'Elisio, martire; santi Martiniano e Saturiano, martiri; santi Amando e Iuniano, eremiti; san Gallo, sacerdote e monaco; san Mommolino, vescovo di Noyon; san Lullo, vescovo di Magonza; san Vitale, eremita; san Gauderico, agricoltore; santa Bonita, vergine; sant'Anastasio, monaco; san Bertrando, vescovo di Comminges; beato Gerardo di Chiaravalle, abate di Clairvaux; san Gerardo Maiella, redentorista; beati Aniceto Koplin, cappuccino, e Giuseppe Jankowski, pallottino, sacerdoti e martiri.
- 17 ottobre: sant'Ignazio, vescovo di Antiochia e martire; sant'Osea, profeta; santi Rufo e Zosimo, martiri; santi Martiri volitani; san Giovanni, eremita; san Dulcedio, vescovo di Agen; san Fiorenzo, vescovo di Orange; beato Gilberto, abate di Cîteaux; beato Baldassarre Ravaschieri, sacerdote francescano; san Riccardo Gwyn, martire; beato Pietro della Natività, sacerdote scolopio; transito di santa Margherita Maria Alacoque, vergine; beato Giacomo Burin, sacerdote e martire; beate Maria Natalia di San Luigi e quattro compagne, vergini orsoline e martiri; sant'Isidoro Gagelin, sacerdote e martire; beato Contardo Ferrini; beato Fedele Fuidio Rodríguez, marista e martire; beato Raimondo Stefano Bou Pascual, sacerdote e martire; beata Tarsilla Córdoba Belda, martire.
- 18 ottobre: san Luca, evangelista; sant'Asclepiade, vescovo di Antiochia; santi Procolo, Eutichio e Acuzio, martiri; sant'Amabile, sacerdote; san Monone, martire; san Pietro d'Alcántara, sacerdote, fondatore dei francescani scalzi; passione di sant'Isacco Jogues, gesuita e martire; natale di san Paolo della Croce.
- 19 ottobre: santi Giovanni de Brébeuf, Isacco Jogues, Giovanni de La Lande, Renato Goupil, Gabriele Lalemant, Antonio Daniel, Carlo Garnier e Natale Chabanel, gesuiti, martiri canadesi; san Paolo della Croce, sacerdote, fondatore dei passionisti; san Gioele, profeta; santi Tolomeo, Lucio e altri compagni, martiri; sant'Asterio, martire; santi Sabiniano e Potenziano, vescovi di Sens, martiri; san Varo, martire; san Grato, vescovo di Oloron; sant'Etbino, monaco; san Verano, vescovo di Cavaillon; sant'Aquilino, vescovo di Évreux; santa Fridesvida, vergine; beato Tommaso Hélye, sacerdote; san Filippo Howard, martire; santi Luca Alonso Gorda e Matteo Kohioye, domenicani; beata Agnese di Gesù Galand, vergine domenicana.
- 20 ottobre: san Cornelio, centurione; san Capraio, martire; san Sindolfo, eremita; san Vitale, vescovo di Salisburgo; sant'Andrea, detto il Calibita, monaco e martire; sant'Aderaldo, arcidiacono di Troyes; sant'Adelina, prima badessa di Mortain; beato Giacomo Strepa, francescano arcivescovo di Halyč; santa Maria Bertilla Boscardin, vergine dorotea; beato Giacomo Kern, sacerdote premostratense; sant'Irene, vergine e martire.
- 21 ottobre: santi Dasio, Zotico e Caio, martiri; sant'Orsola e compagne, vergini e martiri; sant'Ilarione, abate; san Malco, monaco; san Severino, vescovo di Bordeaux; santa Celina, madre dei santi vescovi Principio e Remigio; san Viatore, lettore; san Vendelino, eremita; san Mauronto, abate di San Vittore e poi vescovo di Marsiglia; beato Pietro Capucci, sacerdote domenicano; san Pietro Yu Tae-ch'ol, martire; beata Laura di Santa Caterina da Siena, religiosa, fondatrice delle Suore missionarie di Maria Immacolata e di Santa Caterina da Siena.
- 22 ottobre: san Giovanni Paolo II, papa; san Marco, vescovo di Gerusalemme; sant'Abercio, vescovo di Gerapoli di Frigia; santi Filippo, vescovo di Eraclea, ed Ermete, diacono, martiri; san Mallone, vescovo di Rouen; san Valerio, diacono e martire; san Lupenzio, abate di San Privato; san Leotadio, vescovo di Auch; san Moderanno, vescovo di Rennes, poi abate di Berceto; san Benedetto, eremita; sante Nunilone e Alodia, vergini e martiri; san Donato Scoto, vescovo di Fiesole.
- 23 ottobre: san Giovanni da Capestrano, sacerdote francescano; santi Servando e Germano, martiri; san Teodoreto, sacerdote e martire; san Severino, vescovo di Colonia; san Severino Boezio, martire; san Giovanni, vescovo di Siracusa; san Romano, vescovo di Rouen; san Benedetto, sacerdote; sant'Ignazio, vescovo di Costantinopoli; sant'Efleda, badessa; sant'Allucio, pacificatore dei poveri; beato Giovanni Buono, eremita, fondatore dei giamboniti; beato Giovannangelo Porro, sacerdote servita; beato Tommaso Thwing, sacerdote e martire; beate Maria Clotilde Angela di san Francesco Borgia Paillot e cinque compagne, vergini e martiri; san Paolo Tống Viết Bường, martire; beato Arnoldo Rèche, lasalliano; beati Ildefonso García, Giustino Cuesta, Eufrasio de Celis, Onorino Carracedo, Tommaso Cuartero e Giuseppe Maria Cuartero, martiri; beato Leonardo Olivera Buera, sacerdote e martire; beati Ambrogio Leone Lorente Vicente, Fiorenzo Martino Ibáñez Lázaro e Onorato Zorraquino Herrero, lasalliani e martiri.
- 24 ottobre: sant'Antonio María Claret y Clará, arcivescovo di Santiago di Cuba, poi arcivescovo titolare di Traianopoli di Rodope, fondatore dei Missionari figli del Cuore Immacolato di Maria; santi Ciriaco e Claudiano, martiri; san Proclo, vescovo di Costantinopoli; santi Areta e 340 compagni, martiri; san Senoco, sacerdote; san Martino, diacono e abate; sant'Evergislo, vescovo di Colonia e martire; san Maglorio, vescovo di Dol; san Fromundo, vescovo di Coutances; san Giuseppe Lê Dăng Thi, martire; beato Luigi Guanella, sacerdote, fondatore dei Servi della carità e delle Figlie di Santa Maria della Divina Provvidenza; beato Giuseppe Baldo, sacerdote, fondatore delle Piccole Figlie di San Giuseppe.
- 25 ottobre: santi Crisante e Daria, martiri; santi Crispino e Crispiniano, martiri; san Miniato, martire; san Frontone, primo vescovo di Périgueux; santi Martirio e Marciano, martiri; san Gaudenzio, vescovo di Brescia; sant'Ilario, vescovo di Mende; santi Frutto, Valentino ed Engrazia, martiri; san Mauro, vescovo di Pécs; san Bernardo Calbò, vescovo di Vic; beato Taddeo McCarthy, vescovo di Cork e Cloyne; beato Recaredo Centelles Abad, sacerdote e martire; beata Maria Teresa Ferragud Roig, martire; beate Maria di Gesù, Maria Veronica e Maria Felicita Masià Ferragud, vergini clarisse cappuccine, e Giuseppa della Purificazione Masià Ferragud, vergine agostiniana scalza, martiri.
- 26 ottobre: santi Luciano e Marciano, martiri; san Ragaziano, sacerdote; sant'Amando, primo vescovo di Strasburgo; san Rustico, vescovo di Narbona; sant'Aptonio, vescovo di Angoulême; san Cedda, vescovo di Londra; sant'Eata, vescovo di Hexham; san Sigebaldo, vescovo di Metz; sant'Albino, primo vescovo di Büraburg; san Beano, vescovo di Mortlach; san Folco, vescovo di Pavia; beato Damiano Furcheri, sacerdote domenicano; beato Bonaventura da Potenza, sacerdote francescano conventuale.
- 27 ottobre: sant'Evaristo, papa; san Trasea, vescovo di Eumenia e martire; san Namazio, vescovo di Clermont; san Gaudioso, vescovo di Napoli; sant'Otturano, monaco; beato Bartolomeo da Breganze, domenicano, vescovo di Limisso, poi di Vicenza, fondatore della Milizia di Gesù Cristo; beato Salvatore Mollar Ventura, francescano e martire.
- 28 ottobre: santi Simone e Giuda, apostoli; san Ferruccio, martire; san Fedele, martire; santi Vincenzo, Sabina e Cristeta, martiri; san Genesio, martire; san Salvio, vescovo di Amiens; san Farone, vescovo di Meaux; san Germano, abate; santi Francesco Serrano, vescovo titolare di Tipasa e vicario apostolico del Fujian, e Gioacchino Royo Pérez, Giovanni Alcober Figuera e Francesco Díaz del Rincón, sacerdoti domenicani, martiri; san Giovanni Ðạt, sacerdote e martire; san Rodrico Aguilar, sacerdote e martire; beato Salvatore Damiano Enguix Garés, padre di famiglia, martire; beato Giuseppe Ruiz Bruitola, sacerdote e martire.
- 29 ottobre: san Feliciano, martire; san Narciso, vescovo di Gerusalemme; sant'Onorato, vescovo di Vercelli; san Zenobio, sacerdote e martire; sant'Abramo, anacoreta; san Giacomo, vescovo di Batne; san Teodario, abate; san Colmano, vescovo di Kilmacduagh; san Dodone, abate; san Gaetano Errico, sacerdote, fondatore dei Missionari dei Sacri Cuori di Gesù e Maria.
- 30 ottobre: san Marciano, primo vescovo di Siracusa; san Serapione, vescovo di Antiochia; sant'Eutropia, martire; san Marcello, martire; santi Claudio, Lupercio e Vittorio, martiri; san Massimo, martire; san Germano, vescovo di Capua; san Gerardo, vescovo di Potenza; beata Benvenuta Boiani, vergine domenicana; beato Giovanni Slade, martire; beato Terenzio Alberto O'Brien, domenicano, vescovo di Emly e martire; sant'Angelo d'Acri, sacerdote cappuccino; beato Giovanni Michele Langevin, sacerdote e martire; beata Maria Restituta Kafka, vergine francescana e martire; beato Alessio Zaryckyj, sacerdote e martire.
- 31 ottobre: sant'Epimaco di Pelusio, martire; san Quintino, martire; san Foillano, abate di Fosses; sant'Antonino, vescovo di Milano; san Volfango, vescovo di Ratisbona; beato Cristoforo di Romagna, sacerdote francescano; beato Tommaso Bellacci da Firenze, francescano; beato Domenico Collins, gesuita e martire; sant'Alfonso Rodríguez, gesuita; beato Leone Nowakowski, sacerdote e martire.

### Novembre
- 1º novembre: solennità di tutti i Santi; san Cesario, diacono e martire; san Benigno, sacerdote e martire; sant'Austremonio, primo vescovo dell'Alvernia; santi Giovanni, vescovo di Hormizd Ardashir e Giacomo, martiri; san Marcello, vescovo di Parigi; san Romolo, sacerdote e abate; san Severino, monaco; san Magno, vescovo di Milano; san Vigore, vescovo di Bayeux; san Licinio, vescovo di Angers; san Maturino, sacerdote; sant'Audomaro, vescovo di Thérouanne; beato Ranieri d'Arezzo, religioso francescano; san Nonio Álvares Pereira, carmelitano; beati Pietro Paolo Navarro, Dionigi Fujishima, Pietro Onizucha Sandayn e Clemente Kyuemon, martiri; santi Girolamo Hermosilla, Valentino Berrio Ochoa e Pietro Almató Ribera, martiri domenicani; beato Ruperto Mayer, sacerdote gesuita; beato Teodoro Giorgio Romža, vescovo di Mukačevo e martire.
- 2 novembre: commemorazione di tutti i fedeli defunti; san Vittorino, vescovo di Petovio; san Giusto, martire; santi Carterio, Stiriaco, Tobia, Eudosio, Agapio e compagni, martiri; santi Acindino, Pegasio, Aftonio, Elpidero, Anempodisto e molti altri, martiri; san Donnino, vescovo di Vienne; san Marciano, eremita; sant'Ambrogio, abate di Agauno; santa Winefreda, vergine; san Giorgio, vescovo di Vienne; san Malachia, vescovo di Down; beata Margherita di Lorena, duchessa di Alençon, vedova; beato Giovanni Bodey, martire; beato Pio di San Luigi, passionista.
- 3 novembre: san Martino de Porres, religioso domenicano; santi Germano, Teofilo e Cirillo, martiri; san Libertino, vescovo di Agrigento e martire; san Papulo, martire; santi Valentino e Ilario, martiri; san Guenaele, abate di Landévennec; santa Silvia, madre di san Gregorio Magno; san Pirmino, abate-vescovo di Reichenau e di Murbach; san Giovanniccio, monaco; sant'Odrade, vergine; sant'Ermengaudio, vescovo di Urgell; san Berardo, vescovo di Teramo; beata Alpaide, vergine; sant'Ida, reclusa; beato Simone Balacchi, religioso domenicano; natale di san Carlo Borromeo; santo Pietro Francesco Néron, sacerdote e martire.
- 4 novembre: san Carlo Borromeo, cardinale, vescovo di Milano; santi Vitale e Agricola, martiri; santi Nicandro ed Ermete, martiri; san Pierio, sacerdote alessandrino; sant'Amanzio, primo vescovo di Rodez; san Perpetuo, vescovo di Maastricht; santa Modesta, badessa di Öhren; sant'Emerico, principe d'Ungheria; beata Elena Enselmini, vergine clarissa; san Felice di Valois, fondatore dei trinitari; beata Francesca d'Amboise, vedova carmelitana.
- 5 novembre: san Donnino, martire; santi Teotimo, Filoteo e Timoteo, martiri; santa Bertilla, prima badessa del monastero di Chelles; san Fibicio, vescovo di Treviri; san Guetnoco; san Geraldo, vescovo di Béziers; beato Gomidas Keumurdjian, sacerdote e martire; san Domenico Mầu, sacerdote domenicano e martire; san Guido Maria Conforti, arcivescovo di Ravenna, poi titolare di Stauropoli e di Parma, fondatore dei saveriani; beato Giovanni Antonio Burró Mas, religioso Fatebenefratelli e martire; beata Maria del Monte Carmelo Viel Ferrando, vergine e martire; beato Narciso Putz, sacerdote e martire; beato Bernardo Lichtenberg, sacerdote e martire; beato Gregorio Lakota, vescovo titolare di Daonio e ausiliare di Przemyśl, Sambor e Sanok, martire.
- 6 novembre: san Felice, martire; san Melanio, vescovo di Rennes; sant'Iltuto, abate; san Leonardo, eremita; santi Callinico, Imerio, Teodoro, Stefano, Pietro, Paolo, un altro Teodoro, Giovanni, un altro Giovanni e compagni, martiri; san Severo, vescovo di Barcellona; san Protasio, vescovo di Losanna; san Vinnoco, abate; santo Stefano, vescovo di Apt; san Teobaldo, ostiario; beata Cristina di Stommeln, vergine.
- 7 novembre: san Prosdocimo, primo vescovo di Padova; sant'Atenodoro, vescovo di Neocesarea o di Amasea; sant'Amaranto, martire; santi Ierone e compagni, martiri; sant'Ercolano, vescovo di Perugia e martire; san Baldo, vescovo di Tours; san Cungaro, abate; san Fiorenzo, vescovo di Strasburgo; san Villibrordo, vescovo di Utrecht; san Lazzaro, stilita; sant'Engelberto, vescovo di Colonia; beato Antonio Baldinucci, sacerdote gesuita; santi Giacinto Castañeda e Vincenzo Lê Quang Liêm, sacerdoti domenicani e martiri; san Pietro Wu Guosheng, catechista e martire; san Vincenzo Grossi, sacerdote, fondatore delle Figlie dell'Oratorio.
- 8 novembre: santi Semproniano, Claudio, Nicostrato, Castorio e Simplicio, martiri; san Chiaro, sacerdote; sant'Adeodato I, papa; san Villeado, vescovo di Brema; san Goffredo, vescovo di Amiens; beato Ugo de Glazinis, monaco di San Vittore; beato Giovanni Duns Scoto, sacerdote francescano; beata Maria Crocifissa Satellico, badessa clarissa; santi Giuseppe Nguyễn Ðình Nghi, Paolo Nguyễn Ngân, Martino Tạ Ðức ThỊnh, Martino Thọ e Giovanni Battista Còn, martiri.
- 9 novembre: festa della dedicazione della basilica lateranense; sant'Ursino, primo vescovo di Bourges; sant'Agrippino, vescovo di Napoli; san Vitone, vescovo di Verdun; sante Eustolia e Sopatra, vergini; san Giorgio, vescovo di Lodève; beata Giovanna, vergine; beato Gabriele Ferretti, sacerdote francescano; beato Ludovico Morbioli; beato Grazia da Cattaro, religioso agostiniano; beato Giorgio Napper, sacerdote e martire; santa Elisabetta della Trinità, vergine carmelitana scalza; beato Enrico Hlebowicz, sacerdote e martire; beato Luigi Beltrame Quattrocchi, padre di famiglia.
- 10 novembre: san Leone I Magno, papa e dottore della Chiesa; san Demetrio, vescovo di Antiochia; sant'Oreste, martire; san Probo, vescovo di Ravenna; santi Narsete e Giuseppe, martiri; san Giusto, vescovo di Canterbury; san Baudolino, eremita; sant'Andrea Avellino, sacerdote teatino; beato Acisclo Piña Piazuelo, religioso fatebenefratelli e martire.
- 11 novembre: san Martino, vescovo di Tours; san Menna, martire; san Verano, vescovo di Vence; san Menna, eremita; san Giovanni, detto l'Elemosiniere, vescovo di Alessandria; san Bertuino, vescovo e abate; san Teodoro Studita, abate; san Bartolomeo, abate di Grottaferrata; santa Marina di Omura, vergine e martire; beata Alice Kotowska, vergine risurrezionista e martire; beato Eugenio del Sacro Cuore Bossilkov, passionista, vescovo di Nicopoli e martire.
- 12 novembre: san Giosafat Kuncewycz, vescovo di Polack e martire; san Nilo, abate; san Macario, vescovo di Mull; sant'Esichio, vescovo di Vienne; sant'Emiliano, sacerdote; san Cuniberto, vescovo di Colonia; san Livino, sacerdote e monaco; santi Benedetto, Giovanni, Matteo e Isacco, martiri; beato Giovanni Cini, detto della Pace, terziario francescano; san Diego, religioso francescano; san Margarito Flores, sacerdote e martire; beato Giuseppe Medes Ferrìs, martire.
- 13 novembre: santi Antonino, Niceforo, Zebina, Germano e Manatha, martiri; san Mitrio, martire; san Brizio, vescovo di Tours; santi Arcadio, Pascasio, Probo ed Eutichiano, martiri; san Leoniano, abate; san Quinziano, vescovo di Rodez e poi di Clermont; san Fiorenzo, vescovo di Città di Castello; san Dalmazio, vescovo di Rodez; sant'Imerio, eremita; sant'Eugenio, vescovo di Toledo; Santa Massellenda, vergine e martire; san Niccolò I, papa; sant'Abbone, abate di Fleury; beato Warmondo, vescovo di Ivrea; sant'Omobono; sant'Agostina Pietrantoni, vergine delle Suore della carità; beato Giovanni Gonga Martínez, martire; beata Maria del Patrocinio di San Giovanni Giner Gomis, vergine claretiana e martire; beati Pietro Vičev, Paolo Dzidzov e Giosafat Siskov, sacerdoti assunzionisti e martiri.
- 14 novembre: san Teodoto, martire; sant'Ipazio, vescovo di Gangra; san Rufo, vescovo di Avignone; san Dubricio, vescovo di Llandaff e abate; san Giovanni, camaldolese, vescovo di Traù; san Lorenzo O'Toole, vescovo di Dublino; san Siardo, abate premostratense; san Serapione, martire mercedario; santi Nicola Tavelić, Deodato Aribert, Stefano da Cuneo e Pietro da Narbona, martiri francescani; beato Giovanni Liccio, sacerdote domenicano; santo Stefano Teodoro Cuenot, vescovo titolare di Metellopoli e vicario apostolico della Cocincina, martire.
- 15 novembre: sant'Alberto Magno, domenicano, vescovo di Ratisbona e dottore della Chiesa; santi Fidenziano, Valeriana, Vittoria e compagni, martiri; santi Guria e Samona, martiri; san Felice, vescovo di Nola; san Macuto, vescovo di Aleth; san Desiderio, vescovo di Cahors; santi Marino, vescovo, e Aniano, martiri; san Sidonio, abate; san Fintano; san Leopoldo, detto il Pio, margravio d'Austria; beati Ugo Faringdon, Giovanni Eynon e Giovanni Rugg, martiri benedettini; beati Riccardo Whiting, Roger James e Giovanni Thorne, martiri benedettini; beata Lucia Broccatelli, terziaria domenicana; beato Caio Coreano, catechista e martire; santi Rocco González e Alfonso Rodríguez, gesuiti e martiri; san Giuseppe Pignatelli, sacerdote gesuita; san Giuseppe Mkasa Balikuddembè, martire; beata Maria della Passione, religiosa, fondatrice delle Suore francescane missionarie di Maria; san Raffaele di San Giuseppe, sacerdote carmelitano.
- 16 novembre: santa Margherita, regina di Scozia; santa Gertrude di Helfta, detta la Grande; santi Agostino e Felicita, martiri; santi Leocadio e Lusore, martiri; sant'Eucherio, vescovo di Lione; sant'Otmaro, abate di San Gallo; sant'Emiliano, eremita; beato Simeone, abate di Cava; sant'Edmondo Rich, vescovo di Canterbury; sant'Agnese, vergine; beato Edoardo Osbaldeston, sacerdote e martire.
- 17 novembre: sant'Elisabetta d'Ungheria; san Gregorio, detto il Taumaturgo, vescovo di Neocesarea; santi Alfeo e Zaccheo, martiri; sant'Acisclo, martire; sant'Aniano, vescovo di Orléans; san Namazio, vescovo di Vienne; san Gregorio, vescovo di Tours; sant'Ilda, badessa; san Fiorino, sacerdote; san Lazzaro, monaco; sant'Ugo, abate cistercense; sant'Ugo, certosino, vescovo di Lincoln; beata Salomea, regina di Galizia; san Giovanni de Castillo, sacerdote gesuita e martire; santi Giordano Ansalone, Tommaso Hioji Kokuzayemon Nishi, sacerdoti domenicani, martiri; beato Lupo Sebastiano Hunot, sacerdote e martire; beato Giosafat Kocylovs'kyj, basiliano, vescovo di Przemyśl, Sambor e Sanok e martire.
- 18 novembre: dedicazione delle basiliche di San Pietro e San Paolo; san Romano, diacono e martire; san Patroclo, sacerdote ed eremita; san Maudeto, abate; san Romacario, vescovo di Coutances; san Teofredo, abate e martire; sant'Oddone, abate di Cluny; beati Leonardo Rimura, Andrea Murayama Tokuan, Cosma Takeya, Giovanni Yoshida Shoun e Domenico Jorge, martiri; santa Filippina Duchesne, vergine della Società del Sacro Cuore di Gesù; beato Grimoaldo della Purificazione, religioso passionista; beata Karolina Kózka, vergine e martire; beate Maria del Rifugio Hinojosa y Naveros e cinque compagne, vergini visitandine e martiri.
- 19 novembre: sant'Abdia, profeta; san Massimo, corepiscopo e martire; santi Severino, Essuperio e Feliciano, martiri; san Barlaam, martire; sante quaranta vergini e vedove di Eraclea, martiri; sant'Eudone, abate; santa Matilde, vergine; beato Giacomo Benfatti, domenicano, vescovo di Mantova; beati Eliseo García, salesiano, e Alessandro Planas Saurí, martiri.
- 20 novembre: san Basilio, martire; san Crispino, vescovo di Astigi e martire; san Dasio, martire; santi Avventore, Ottavio e Solutore, martiri; san Teonesto, martire; san Doro, vescovo di Benevento; san Silvestro, vescovo di Chalon; sant'Edmondo, re dell'Anglia orientale e martire; san Gregorio Decapolitano, monaco; san Bernoardo, vescovo di Hildesheim; san Cipriano, abate; san Francesco Saverio Cần, catechista e martire; beata Maria Fortunata Viti, benedettina; sante Angela di San Giuseppe e compagne, vergini della congregazione della dottrina cristiana, martiri; beata Maria dei Miracoli Ortelles Gimeno, vergine clarissa cappuccina, martire.
- 21 novembre: Presentazione della Beata Vergine Maria; san Rufo, discepolo di san Paolo; san Mauro, vescovo di Parenzo e martire; sant'Agapio, martire; san Gelasio I, papa; san Mauro, vescovo di Cesena; beata Maria di Gesù Buon Pastore Siedliska, vergine, fondatrice delle Suore della Sacra Famiglia di Nazareth.
- 22 novembre: santa Cecilia, vergine e martire; san Filemone; sant'Anania, martire; san Benigno, vescovo di Milano; san Pragmazio, vescovo di Autun; beati Salvatore Lilli, sacerdote francescano, Giovanni e altri sei compagni, martiri armeni; beato Tommaso Reggio, arcivescovo di Genova, fondatore delle Suore di Santa Marta; san Pietro Esqueda Ramírez, sacerdote e martire; beati Elia Torrido Sánchez e Bertrando Lahoz Moliner, lasalliani, martiri.
- 23 novembre: san Clemente I, papa e martire; san Colombano, abate di Bobbio; santa Felicita, martire; santa Mustiola, martire; san Sisinio, vescovo di Cizico e martire; san Clemente, primo vescovo di Metz; santa Lucrezia,vergine e martire; sant'Anfilochio, vescovo di Iconio; san Severino; san Gregorio, vescovo di Agrigento; san Trudone, sacerdote; beata Margherita di Savoia, vedova, terziaria domenicana; santa Cecilia Yu So-sa, martire; beato Michele Agostino Pro, sacerdote gesuita e martire; beata Maria Cecilia Cendoya y Araquistain, vergine visitandina e martire.
- 24 novembre: santi Andrea Dũng Lạc, sacerdote, e compagni, martiri; san Crisogono, vescovo di Aquileia, martire; santa Firmina, vergine e martire; san Protaso, vescovo di Milano; san Romano, sacerdote; san Colomano, vescovo di Cloyne; san Porziano, abate; sante Flora e Maria, vergini e martiri; sant'Alberto di Lovanio, vescovo di Liegi e martire; beato Balsamo, abate di Cava; santi Pietro Dumoulin-Borie, vescovo titolare di Gerisso e vicario apostolico del Tonchino occidentale, Pietro Võ Ðăng Khoa e Vincenzo Nguyễn Thế Ðiểm, martiri; beata Maria Anna Sala, vergine marcellina; beate Niceta di San Prudenzio Plaja Xifra e compagne, vergini carmelitane e martiri.
- 25 novembre: santa Caterina d'Alessandria, vergine e martire; san Mercurio, martire; san Mosè, sacerdote e martire; san Pietro, vescovo di Alessandria e martire; san Marcolo, vescovo; san Maurino, martire; beata Beatrice d'Ornacieux, vergine certosina; beata Elisabetta Achler, vergine del terz'ordine francescano; san Pietro Yi Ho-yong, catechista e martire; beato Giacinto Serrano Lopez e Giacomo Meseguer Burillo, sacerdoti domenicani e martiri.
- 26 novembre: san Siricio, papa; sant'Alipio, diacono e stilita; san Corrado, vescovo di Costanza; san Nicone, monaco; san Bellino, vescovo di Padova e martire; beato Ponzio di Faucigny, canonico regolare; san Silvestro Guzzolini, abate, fondatore dei benedettini silvestrini; beata Delfina, sposa; beati Ugo Taylor, sacerdote, e Marmaduke Bowes, martiri; sant'Umile da Bisignano, francescano; san Leonardo da Porto Maurizio, sacerdote francescano; santi Tommaso Ðinh Viết Dụ e Domenico Nguyễn Văn Xuyên, sacerdoti domenicani, martiri; beata Gaetana Sterni, religiosa, fondatrice delle Suore della divina volontà; beato Giacomo Alberione, religioso, fondatore della Famiglia Paolina.
- 27 novembre: santi Facondo e Primitivo, martiri; san Laverio, martire; san Valeriano, vescovo di Aquileia; san Giacomo detto, l'Interciso, martire; san Massimo, abate di Lérins e poi vescovo di Riez; sant'Eusicio, eremita; san Siffredo, vescovo di Carpentras; sant'Acario, vescovo di Noyon e di Tournai; santa Bililde, vergine; san Fergus, vescovo; san Virgilio, vescovo di Salisburgo; san Gulstano, monaco; beato Bernardino da Fossa, sacerdote francescano; beati Tommaso Koteda Kiuni e dieci compagni, martiri; beato Bronislao Kostowski, martire.
- 28 novembre: sant'Irenarco, martire; santi Papiniano, vescovo di Vita, Mansueto, vescovo di Urusi e compagni, vescovi, martiri; santo Stefano il Giovane, monaco e martire; san Giacomo della Marca, sacerdote francescano; beato Giacomo Thomson, sacerdote e martire; sant'Andrea Trần Văn Trông, martire; beati Giovanni Gesù Adradas Gonzalo e 14 compagni, religiosi fatebenefratelli, martiri; beato Luigi Campos Górriz e 14 compagni, martiri.
- 29 novembre: san Saturnino di Cartagine, martire; san Saturnino, vescovo di Tolosa e martire; san Filomeno, martire; sant'Illuminata, vergine; san Giacomo di Osroena, vescovo di Batne; san Radbodo, vescovo di Utrecht; beato Edoardo Burden, sacerdote e martire; beati Giorgio Errington, Guglielmo Gibson e Guglielmo Knight, martiri; beati Dionigi della Natività e Redento della Croce, carmelitani scalzi, martiri; san Francesco Antonio Fasani, francescano conventuale; beato Alfredo Simón Colomina, gesuita e martire.
- 30 novembre: sant'Andrea, apostolo; san Mirocleto, vescovo di Milano; san Tugdual, detto Pabu, abate e vescovo di Tréguier; san Galgano Guidotti, eremita; beato Giovanni da Vercelli, sacerdote domenicano; beato Federico, religioso eremitano; san Cutberto Mayne, sacerdote e martire; beato Alessandro Crow, sacerdote e martire; san Taddeo Liu Ruiting, sacerdote e martire; san Giuseppe Marchand, sacerdote e martire; beati Michele Ruedas Mejías e sei compagni, fatebenefratelli, martiri; beato Giuseppe Otín Aquilé, sacerdote salesiano, martire; beato Ludovico Rocco Gientyngier, sacerdote, martire.

Trentaquattresima domenica del Tempo Ordinario: Nostro Signore Gesù Cristo Re dell'universo - Solennità

### Dicembre
- 1º dicembre: san Naum, profeta; san Castriciano, vescovo di Milano; santa Fiorenza, vergine; san Leonzio, vescovo di Fréjus; sant'Agerico, vescovo di Verdun; sant'Eligio, vescovo di Noyon; beato Antonio Bonfadini, predicatore francescano; santi Edmondo Campion, Rodolfo Sherwin e Alessandro Briant e beato Giovanni Beche e Riccardo Langley, martiri d'Inghilterra; beato Casimiro Sykulski, martire ad Auschwitz; beata Liduina Meneguzzi, religiosa delle Suore di San Francesco di Sales; beata Maria Clementina Anuarite Nengapeta, vergine delle Suore della Sacra Famiglia e martire congolese.
- 2 dicembre: sant'Abacuc, profeta; santa Bibiana, vergine e martire; san Pimenio, sacerdote e martire; san Cromazio, vescovo di Aquileia; san Silverio, papa e martire; beato Giovanni di Ruysbroeck, canonico regolare; beata Maria Angela Astorch, badessa clarissa; beato Raffaele Chyliński, sacerdote dell'Ordine dei frati minori conventuali; beato Ivan Slezjuk, vescovo eparca di Stanislaviv e martire.
- 3 dicembre: san Francesco Saverio, sacerdote gesuita, apostolo delle Indie; san Sofonia, profeta; san Cassiano, martire; san Birino, apostolo del Wessex, primo vescovo di Dorchester; san Lucio, eremita; beato Edoardo Coleman, martire d'Inghilterra; beato Giovanni Nepomuceno de Tschiderer, vescovo di Trento.
- 4 dicembre: san Giovanni Damasceno, dottore della Chiesa; santa Barbara, vergine e martire; sant'Eracla, vescovo di Alessandria; san Melezio, vescovo di Sebaste; san Felice, vescovo di Bologna; sant'Apro, sacerdote ed eremita; san Sigiranno, abate di Lonrey; santa Adreilde, badessa del monastero di Santa Maria a Le Mans; san Sola, sacerdote ed eremita; san Giovanni, detto il taumaturgo, vescovo di Poliboto; sant'Annone, vescovo di Colonia; sant'Osmondo, vescovo di Salisbury; san Bernardo degli Uberti, abate vallombrosano, cardinale e vescovo di Parma; beato Pietro Pettinario, terziario francescano; beati Francesco Galvéz Iranzo, francescano, Girolamo de Angelis e Simone Enpō, gesuiti, martiri del Giappone; beato Adolfo Kolping, sacerdote; san Giovanni Calabria, sacerdote, fondatore delle Povere serve e dei Poveri servi della Divina Provvidenza.
- 5 dicembre: santa Crispina, madre di famiglia; san Saba, abate di San Saba; san Lucido, primo abate di Aquara; san Geraldo, vescovo di Braga; beato Bartolomeo Fanti, sacerdote carmelitano; san Giovanni Almond, sacerdote e martire d'Inghilterra; beato Niccolò Stenone, vescovo titolare di Tiziopoli e vicario apostolico della Germania settentrionale; beato Filippo Rinaldi, sacerdote salesiano.
- 6 dicembre: san Nicola, vescovo di Mira; sant'Asella, vergine; santi Dionisia, Maiorico e compagni, martiri in Africa, vittime della persecuzione del re ariano Unnerico; sant'Obizio, penitente; beato Pietro Pascasio, mercedario, vescovo di Jaén, martire; san Giuseppe Nguyễn Duy Khang, catechista, martire del Vietnam; beata Luisa María Frías Cañizares, vergine e martire.
- 7 dicembre: sant'Ambrogio, vescovo di Milano e dottore della Chiesa; san Savino, vescovo di Spoleto e martire; sant'Atenodoro, martire in Siria; sant'Urbano, vescovo di Teano; san Giovanni Esicasta, vescovo di Colonia in Armenia ed eremita; san Martino, sacerdote e abate di Saujon; santa Fara, badessa; san Carlo Garnier, sacerdote gesuita e martire del Canada; santa Maria Giuseppa Rossello, vergine, fondatrice delle Figlie di Nostra Signora della Misericordia.
- 8 dicembre: solennità dell'Immacolata Concezione della Beata Vergine Maria; san Macario, martire; sant'Eutichiano, papa; sant'Eucario, primo vescovo di Treviri; san Patapio, eremita; san Romarico, abate di Remiremont e Remiremont; san Teobaldo, abate cistercense; san Natale Chabanel, sacerdote gesuita e martire del Canada; santa Narcisa di Gesù Martillo y Morán, vergine; beato Giuseppe Maria Zabal Blasco, padre di famiglia e martire; beato Luigi Liguda, sacerdote verbita, martire a Dachau.
- 9 dicembre: san Giovanni Diego, cui apparve la Beata Vergine Maria di Guadalupe; santa Leocadia, vergine e martire; san Siro, primo vescovo di Pavia; santa Gorgonia, madre di famiglia; san Cipriano, abate di Genouillac; beato Liborio Wagner, sacerdote e martire; san Pietro Fourier, sacerdote, fondatore dei Canonici regolari della Congregazione del Salvatore delle Canonichesse di Sant'Agostino della Congregazione di Nostra Signora; beato Bernardo Maria di Gesù, sacerdote passionista; beato Giuseppe Ferrer Esteve, sacerdote scolopio e martire; beati Riccardo de Los Rìos Fabregat, Giuliano Rodríguez Sánchez e Giuseppe Giménez López, salesiani e martiri.
- 10 dicembre: Beata Vergine Maria di Loreto; sant'Eulalia, vergine e martire; san Mauro, fanciullo martire; san Gemello, martire; san Gregorio III, papa; san Luca, vescovo di Isola; santi Edmondo Gennings, sacerdote, e Swithun Wells, martiri d'Inghilterra; santi Polidoro Plasden ed Eustazio White, sacerdoti; beati Brian Lacy, Giovanni Mason e Sidney Hodgson, martiri; san Giovanni Roberts, benedettino e il beato Tommaso Somers, sacerdoti e martiri; beato Marco Antonio Durando, prete della missione, fondatore delle suore nazarene della Passione;[3] beato Gonsalvo Viñes Masip, sacerdote e martire; beati Antonio Martín Hernández e Agostino García Calvo, martiri salesiani.
- 11 dicembre: san Damaso I, papa; santi Vittorico e Fusciano, martiri; san Savino, vescovo di Piacenza; san Daniele, detto lo Stilita, sacerdote; beato Davide, monaco; beato Franco Lippi, eremita carmelitano; beato Ugolino Magalotti, terziario francescano ed eremita; beato Girolamo da Sant'Angelo in Vado, sacerdote servita; beati Martino di San Nicola e Melchiorre di Sant'Agostino, sacerdoti agostiniani recolletti e martiri del Giappone; beato Arturo Bell, sacerdote francescano e martire; beata Maria del Pilar Villalonga Villalba, vergine e martire; santa Maria delle Meraviglie di Gesù, vergine carmelitana scalza.
- 12 dicembre: Beata Vergine Maria di Guadalupe; santi Epimaco e compagni, martiri di Alessandria; santo Spiridione, vescovo di Cipro; san Finnian, abate; san Corentino, primo vescovo di Quimper; sant'Israele, sacerdote e canonico regolare di Le Dorat; san Vicelino, vescovo di Oldenburg; beato Bartolo da San Gimignano, sacerdote; beato Corrado da Offida, sacerdote francescano; beato Giacomo da Viterbo, eremitano, vescovo di Benevento e di Napoli; san Simone Phan Ðắc Hòa, martire del Vietnam; beato Pio Bartosik, sacerdote francescano conventuale e martire di Auschwitz.
- 13 dicembre: santa Lucia, vergine e martire; sant'Aristone, martire; sant'Antioco, martire; santi Eustrazio, Assenzio, Eugenio, Mardario e Oreste, martiri; san Giudoco, sacerdote e martire; sant'Autberto, vescovo di Cambrai; sant'Ottilia, vergine e prima badessa di Hohenburg; beato Giovanni Marinoni, sacerdote teatino; natale di santa Giovanna Francesca Frémiot de Chantal; beato Antonio Grassi, sacerdote oratoriano; santi Pietro Cho Hwa-so, padre di famiglia, e cinque compagni, martiri di Corea.
- 14 dicembre: san Giovanni della Croce, sacerdote carmelitano e dottore della Chiesa; santi Erone, Atéo, Isidoro e Dioscoro, martiri di Alessandria d'Egitto; santi Tirso, Leucio, Callinico e compagni, martiri ad Apollonia in Bitinia; santa Droside, martire di Antiochia di Siria; santi Ares, Promo ed Elia, martiri di Ascalona; san Pompeo, vescovo di Pavia; santi Nicasio, vescovo di Reims, e compagni; sant'Agnello, abate del monastero di San Gaudioso; san Venanzio Fortunato, vescovo di Poitiers; san Folcuino, vescovo di Thérouanne; beato Bonaventura da Pistoia, sacerdote servita; beato Nimatullah Kassab Al-Hardini, sacerdote dell'Ordine libanese maronita; beata Francesca Schervier, vergine e fondatrice delle Suore dei poveri di San Francesco; beato Protasio Cubells Minguell, religioso dei fatebenefratelli e martire.
- 15 dicembre: san Valeriano, vescovo di Avensa; beato Marino, abate di Cava; beata Maria Vittoria Fornari, vedova, fondatrice delle monache turchine; santa Virginia Centurione Bracelli, vedova, fondatrice delle Suore di Nostra Signora del Rifugio in Monte Calvario; santa Maria Crocifissa Di Rosa, vergine, fondatrice delle Ancelle della carità; beato Carlo Steeb, sacerdote fondatore delle Sorelle della misericordia.
- 16 dicembre: sant'Aggeo, profeta; sante vergini e martiri d'Africa; san Beano, eremita; sant'Everardo, fondatore dell'abbazia di Cysoing; sant'Adone, vescovo di Vienne; sant'Adelaide, imperatrice; beato Sebastiano Maggi, sacerdote domenicano; beata Maria degli Angeli Fontanella, vergine carmelitana; beato Clemente Marchisio, sacerdote, fondatore delle Figlie di San Giuseppe di Rivalba; beato Onorato da Biała, sacerdote cappuccino, fondatore; beato Filippo Siphong Onphitak, padre di famiglia, martire in Thailandia.
- 17 dicembre: san Modesto, vescovo di Gerusalemme; santi cinquanta martiri di Eleuteropoli; san Giudicaele, eremita; santa Begga, vedova; san Sturmio, abate di Fulda; santa Vivina, prima badessa del monastero di Santa Maria di Bigard; san Giovanni de Matha, sacerdote, fondatore dell'Ordine della Santissima Trinità; san Giuseppe Manyanet y Vives, sacerdote, fondatore delle congregazioni delle Figlie e dei Figli della Sacra Famiglia; beata Matilde Téllez Robles, religiosa, fondatrice delle Figlie di Maria, Madre della Chiesa; beato Giacinto Maria Cormier, sacerdote, maestro generale dei domenicani.
- 18 dicembre: san Malachia, profeta; santi Namfamone e compagni, martiri in Africa; san Gaziano, vescovo di Tours; san Flannano, vescovo di Killaloe; san Vinebaldo, abate di Heidenheim; santi Paolo Nguyễn Văn Mỹ, Pietro Trương Văn Ðường e Pietro Vũ Văn Truật, catechisti, martiri vietnamiti; beata Nemesia Valle, vergine vincenziana.
- 19 dicembre: sant'Anastasio I, papa; san Gregorio, vescovo di Auxerre; beato Guglielmo da Fenoglio, religioso certosino; beato Urbano V, papa; santi Francesco Saverio Hà Trọng Mậu, Domenico Bùi Văn Úy, Tommaso Nguyễn Văn Ðệ, Agostino Nguyễn Văn Mới, Stefano Nguyễn Văn Vinh, martiri; beate Maria Eva della Provvidenza e Maria Marta di Gesù, vergini della congregazione delle Suore dell'Immacolata Concezione della Beata Vergine Maria, martiri.
- 20 dicembre: san Zefirino, papa; san Liberale, martire; san Filigonio, vescovo di Antiochia; sant'Ursicino, monaco; san Domenico, abate di Silos; san Vincenzo Romano, sacerdote; beato Michał Piaszczyński, sacerdote e martire a Sachsenhausen.
- 21 dicembre: san Pietro Canisio, sacerdote gesuita e dottore della Chiesa; san Michea, profeta; san Temistocle, martire di Licia; beato Domenico Spadafora, sacerdote domenicano; passione dei santi Andrea Dũng Lạc e Pietro Trương Văn Thi, sacerdoti e martiri del Vietnam; beato Pietro Friedhofen, fondatore dei Fratelli della misericordia di Maria Ausiliatrice.
- 22 dicembre: santi Cheremone, vescovo di Nilopoli, e compagni; sant'Ischirione, martire in Egitto; santi trenta martiri di Via Labicana; santi quarantatré monaci, martiri di Rhaitum; sant'Ungero, vescovo di Utrecht; beato Tommaso Holland, sacerdote gesuita e martire d'Inghilterra; santa Francesca Saverio Cabrini, vergine, fondatrice delle Missionarie del Sacro Cuore di Gesù.
- 23 dicembre: san Giovanni da Kęty, sacerdote; santi Teodulo, Saturnino e compagni, martiri a Gortina; san Servolo, mendicante; sant'Ivo, vescovo di Chartres; beato Artmanno, canonico regolare, vescovo di Bressanone; san Torlaco, vescovo di Skálholt; san Giovanni Stone, sacerdote agostiniano e martire; beato Niccolò Fattore, sacerdote francescano; beata Maria Margherita d'Youville, religiosa, fondatrice delle Suore della carità di Montréal; sant'Antonio de Sant'Anna Galvão, sacerdote francescano; san Giuseppe Cho Yun-ho, martire; beato Paolo Meléndez Gonzalo, padre di famiglia e martire.
- 24 dicembre: santi antenati di Gesù Cristo; san Delfino, vescovo di Bordeaux; santa Tarsilla, vergine; sant'Irmina, badessa del monastero di Ohren; natale di san Giovanni da Kęty; beato Bartolomeo Maria Dal Monte, sacerdote; beata Paola Elisabetta Cerioli, vedova, fondatrice della Congregazione della Sacra Famiglia di Bergamo; natale di san Charbel Makhluf.
- 25 dicembre: Natale del Signore; sant'Anastasia, martire di Sirmio; sant'Eugenia, martire; santi Giovino e Basileo, martiri; beato Pietro il Venerabile, abate di Cluny; beato Bentivoglio de Bonis, sacerdote francescano; beato Michele Nakashima, religioso gesuita e martire; beata Maria degli Apostoli von Wüllenweber, vergine, fondatrice delle Suore del Divin Salvatore; sant'Alberto Chmielowski, sacerdote, fondatore dei Fratelli e delle Suore albertine serve dei poveri.
- 26 dicembre: santo Stefano, protomartire; san Dionigi, papa; san Zenone, vescovo di Maiuma di Gaza; san Zosimo, papa; sant'Eutimio, vescovo di Sardi e martire; santa Vincenza Maria López y Vicuña, vergine, fondatrice delle Religiose di Maria Immacolata; beate Agnese Phila, Lucia Khambang, Agata Putta, Cecilia Butsi, Bibiana Hampai e Maria Phon, martiri thailandesi; beato Secondo Pollo, sacerdote di Vercelli.
- 27 dicembre: san Giovanni, apostolo ed evangelista; santa Fabiola, vedova; san Teodoro, monaco di Apamea, sacerdote e martire; beato Alfredo Parte Saiz, scolopio e martire; beato Giuseppe Maria Corbín Ferrer, martire.
- 28 dicembre: Santi Innocenti; san Teone, vescovo di Alessandria; sant'Antonio, monaco a Lerino; beata Mattia Nazareni, badessa clarissa; natale di san Francesco di Sales; san Gaspare del Bufalo, sacerdote e fondatore dei Missionari del Preziosissimo Sangue; santa Caterina Volpicelli, vergine e fondatrice delle Ancelle del Sacro Cuore; beato Gregorio Chomyšyn, vescovo di Stanislaviv e martire.
- 29 dicembre: san Tommaso Becket, vescovo di Canterbury e martire; san Davide, re e profeta; san Trofimo, vescovo di Arles; san Liboso, vescovo di Vaga e martire; san Martiniano, vescovo; san Marcello, abate del monastero degli acemeti; sant'Ebrulfo, abate di Ouches; beato Gerardo Cagnoli, francescano; beato Guglielmo Howard, martire; santi Benedetta Hyon Hyon-nyon, vedova e catechista, e sei compagni; beato Giuseppe Aparicio Sanz, sacerdote e martire; beato Enrico Giovanni Requena, sacerdote e Giuseppe Perpiña Nácher, martiri; beato Giovanni Battista Ferreres Boluda, sacerdote e martire.
- 30 dicembre: san Felice I, papa; sant'Ermete, esorcista e martire; sant'Anicio, vescovo di Tessalonica; san Perpetuo, vescovo di Tours; san Giocondo, vescovo di Aosta; san Geremaro, abate; sant'Egvino, vescovo di Worcester, fondatore del monastero di Evesham; san Raniero, vescovo di Forcona; san Ruggero, vescovo di Canne; san Lorenzo, monaco di rito orientale; beata Margherita Colonna, vergine clarissa; beata Eugenia Ravasco, religiosa, fondatrice delle Figlie dei Sacri Cuori di Gesù e di Maria; beato Giovanni Maria Boccardo, sacerdote, fondatore delle Povere figlie di San Gaetano.
- 31 dicembre: san Silvestro I, papa; sante Donata, Paolina, Rogata, Dominanda, Serotina, Saturnina e Ilaria, martiri; santa Colomba, vergine e martire; san Zotico, sacerdote; santa Melania la giovane; san Barbaziano, sacerdote; san Mario, vescovo di Avenches; san Giovanni Francesco Régis, sacerdote gesuita; beato Alano di Solminihac, vescovo di Cahors; santa Caterina Labouré, vergine delle Figlie della Carità.

Domenica fra l'Ottava di Natale oppure, se non c'è nessuna domenica, il 30 dicembre: Santa Famiglia - Festa